# 그리스 신전

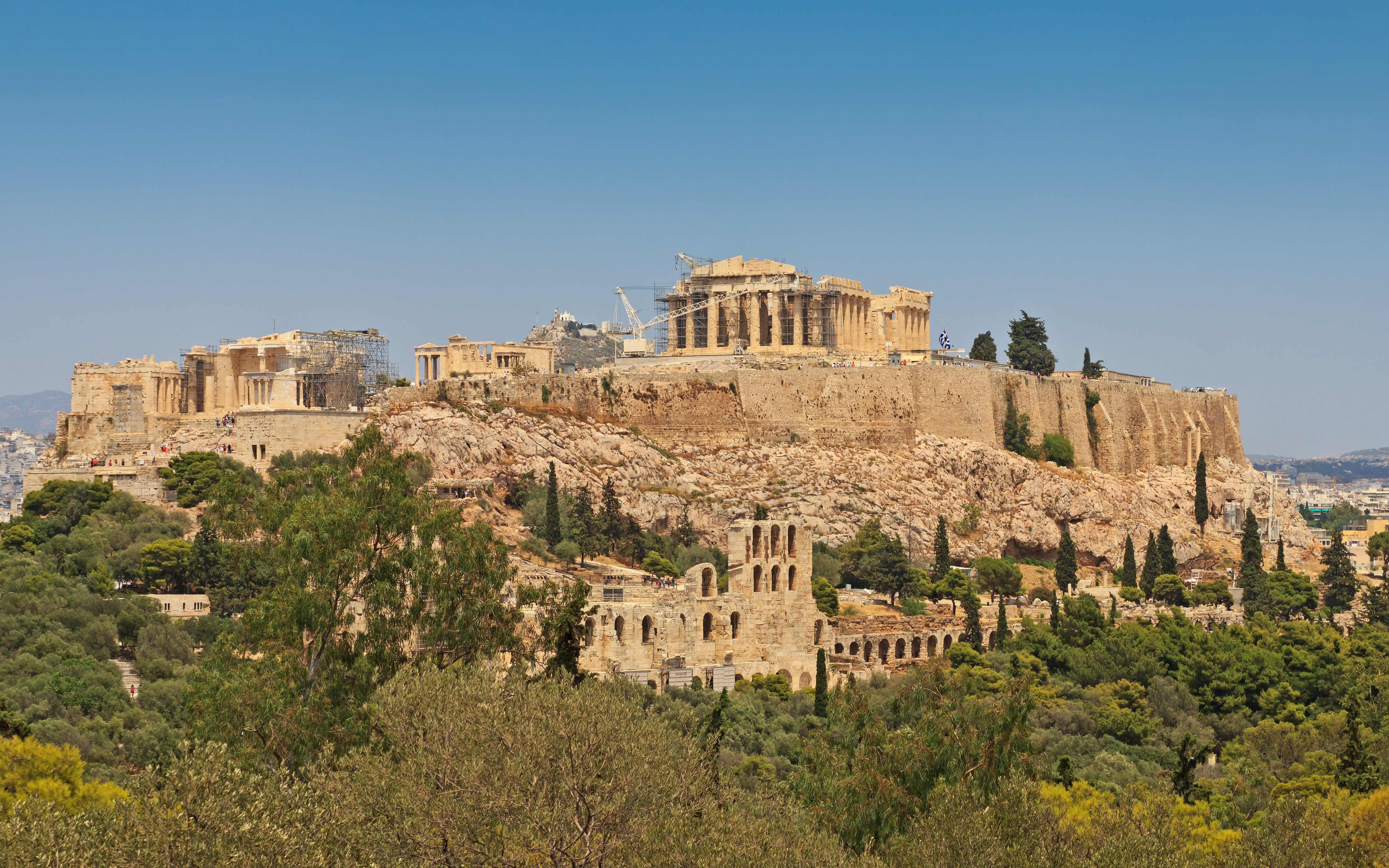
그리스 아테네의 아크로폴리스에 있는 파르테논 신전

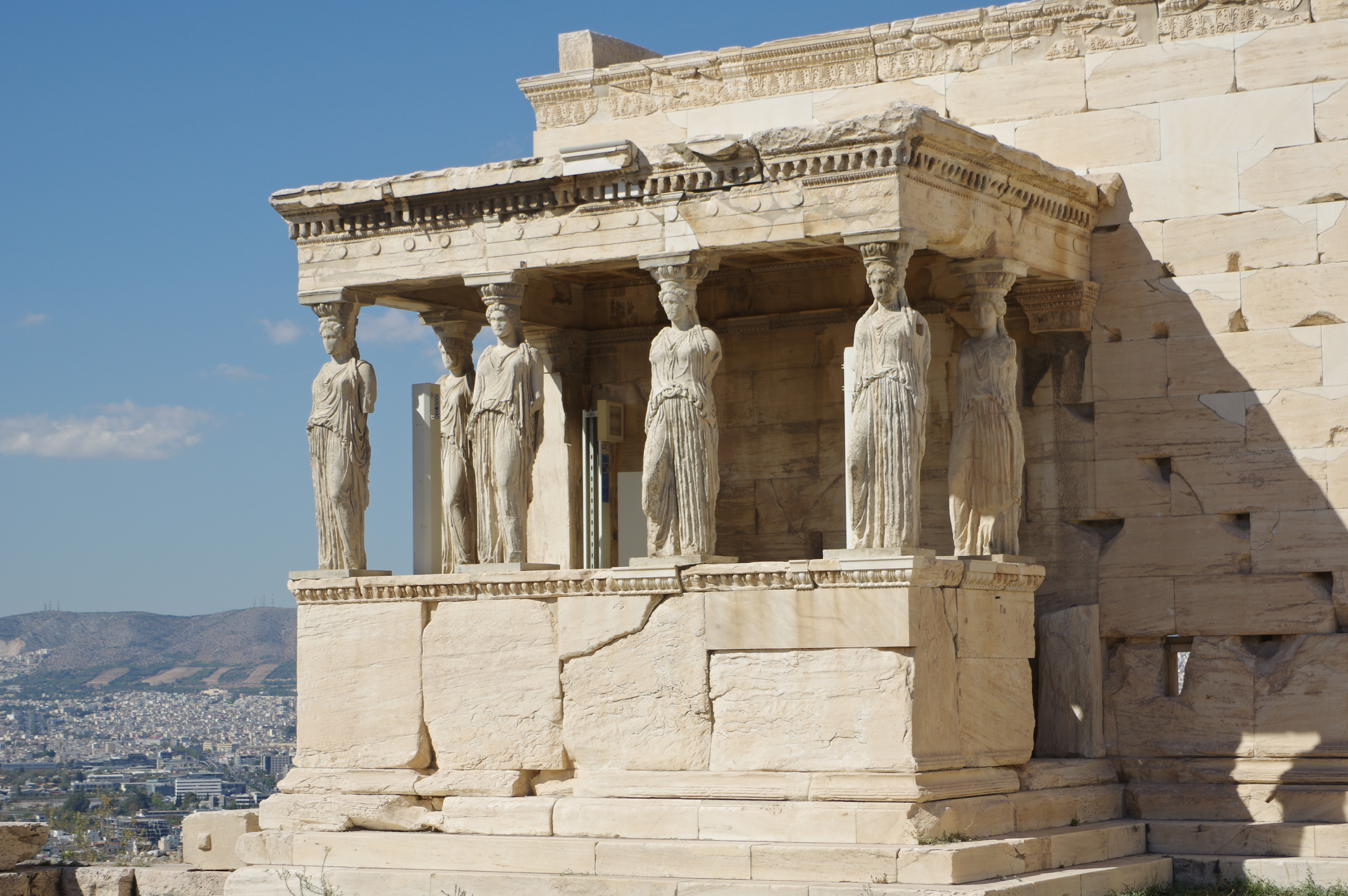
아테네 에레크테이온의 카리아티드 주랑 현관

그리스 신전(고대 그리스어: ναός 나오스[*], 의미론적으로는 라틴어 templum과 구별됨)은 고대 그리스 종교의 신성한 장소에 신상을 안치하기 위해 지어진 건축물이다. 신에게 바쳐지는 희생제와 의식은 신전 외부에서 이루어져 내부는 적극적으로 사용되던 장소가 아니었다. 신전은 봉헌물을 보관하는 데 사용되기도 했다.
고대 그리스 건축에서 가장 중요하고 가장 널리 남아 있는 건축 유형이다. 남서아시아와 북아프리카의 헬레니즘 시대의 그리스 왕국에서는 신전 기능을 수행하기 위해 세워진 건물들이 종종 지역의 전통적 양식을 따랐다. 그리스의 영향이 보일지라도, 그러한 건축물들은 일반적으로 그리스 신전으로 간주되지 않는다. 예를 들어, 그리스-파르티아와 박트리아 신전, 또는 프톨레마이오스 시대의 이집트 전통을 따르는 신전들이 여기에 해당한다. 대부분의 그리스 신전은 천문학적으로 방향이 맞춰져 있었다.

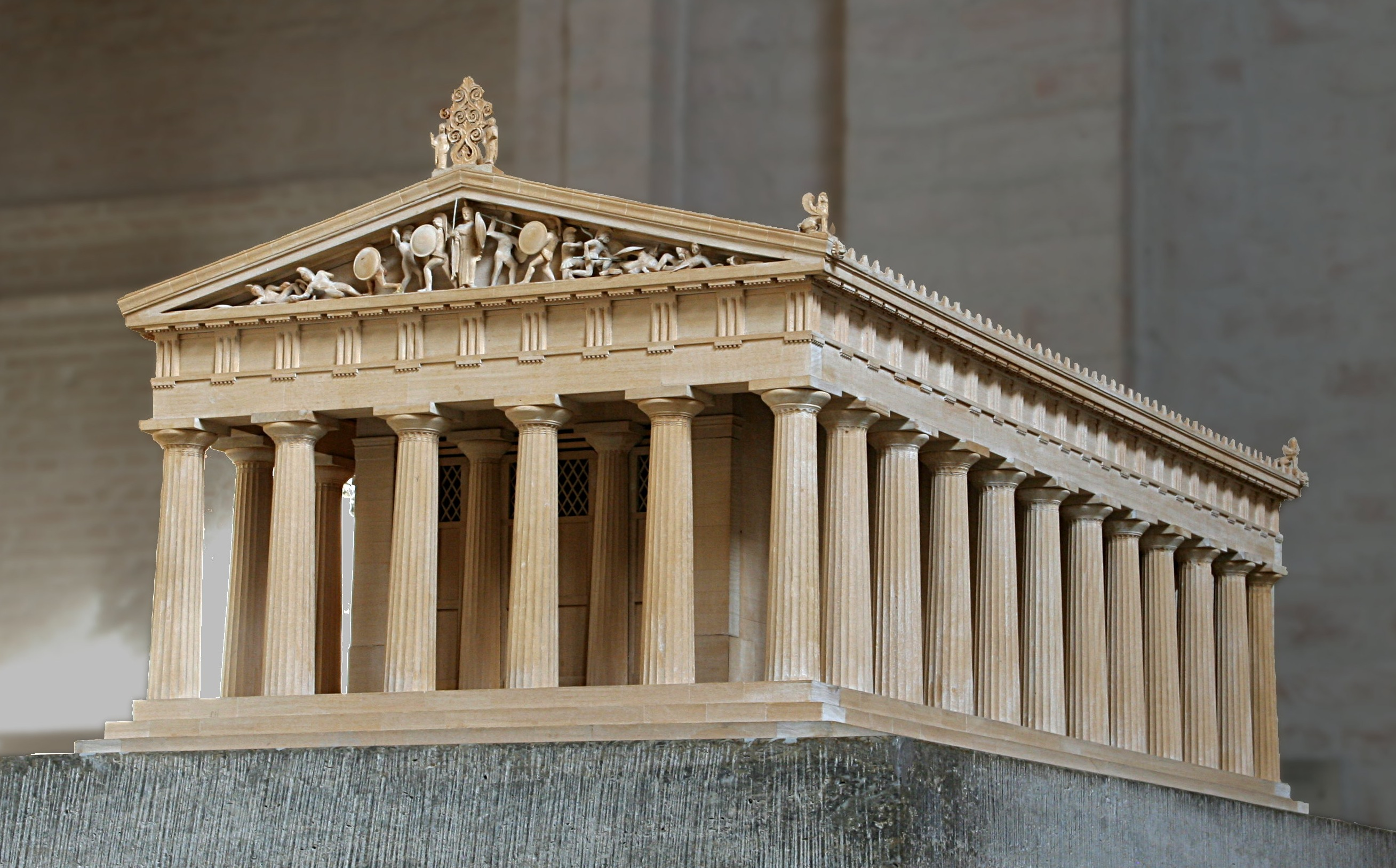
전형적인 도리스 양식 신전인 에기나의 아파이아 신전 모형(글립토테크, 뮌헨)

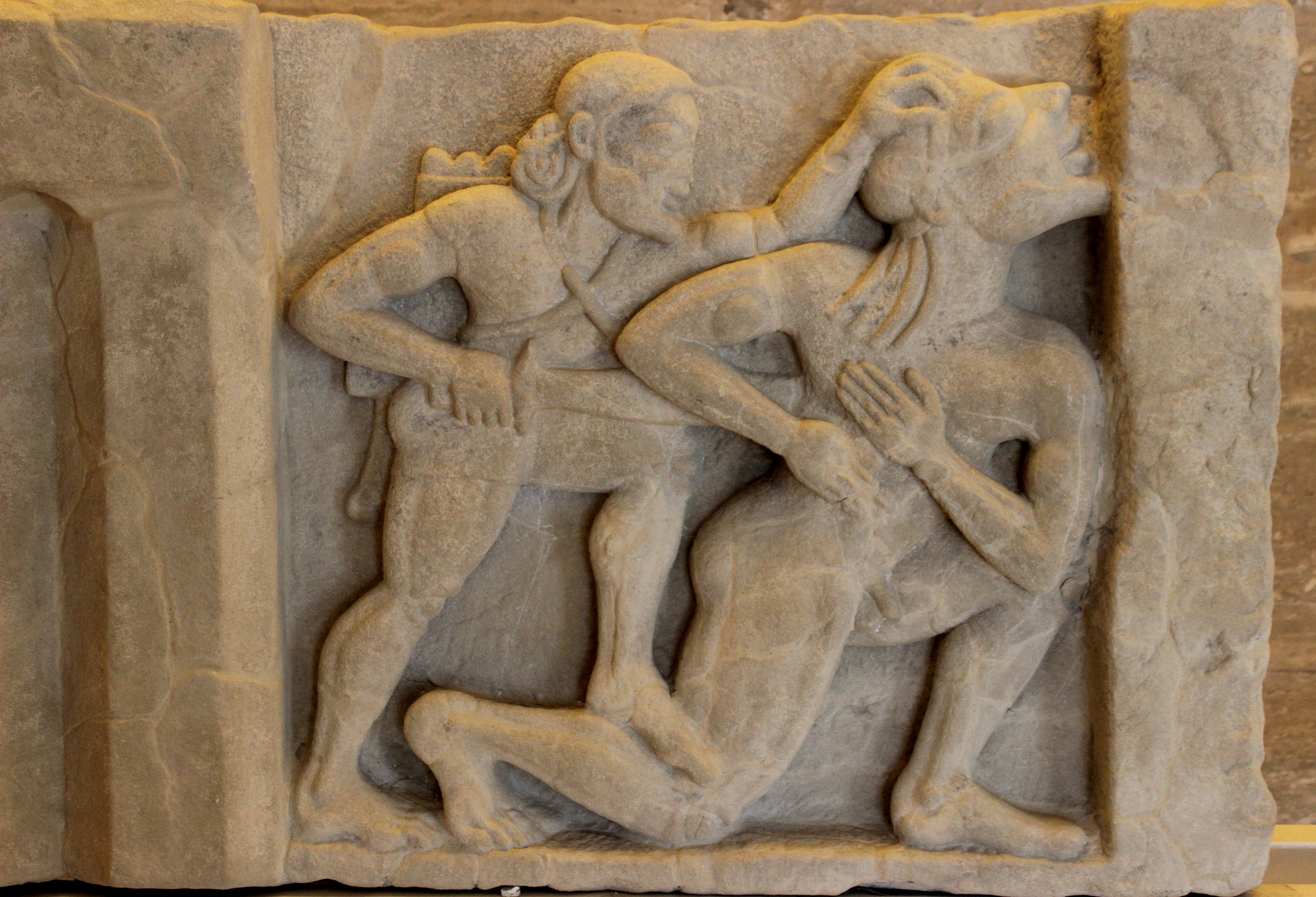
초기 메토프 채우는 액체, 파에스툼 박물관, 헤라클레스가 거인을 죽이는 모습

기원전 9세기에서 기원전 6세기 사이에, 고대 그리스 신전은 작은 진흙 벽돌 건물에서 사면에 열주가 있는 이중 주랑 현관의 기념비적인 "페립테로스" 건물로 발전했으며, 종종 높이가 20미터 이상에 달했다(지붕 제외). 양식적으로는 지역 특유의 주범 양식에 따라 지배되었다. 원래는 도리스 양식과 이오니아 양식으로 구분되었으나, 3세기 후반에 코린토스 양식이라는 세 번째 양식이 등장했다. 다양한 평면도가 개발되었으며, 각 평면도는 다른 양식의 상부 구조와 결합될 수 있었다. 신전은 그리스 세계의 전쟁이나 보수 부족으로 인해 파괴되기도 했다. 이들 중 포세이돈 소테르(구원자) 신전과 같은 일부는 기원전 449년 페르시아 제국 패배 후 아테네 외부에 재건되었다. 3세기부터 대규모 신전 건축은 덜 흔해졌고, 기원전 2세기 잠시 번성한 후 기원전 1세기에는 거의 완전히 중단되었다. 그 이후로는 더 작은 건축물만 시작되었고, 기존 신전은 계속해서 개조되거나 미완성 상태라면 완공되었다.
그리스 신전은 대부분 기둥의 하단 직경이나 기초 평면의 치수에 따라 정해진 비율로 설계되고 건축되었다. 이처럼 기본 설계에서 얻어진 거의 수학적인 엄격함은 시각적 개선을 통해 완화되었다. 여전히 널리 퍼져 있는 이상화된 이미지에도 불구하고, 그리스 신전은 채색되어 밝은 빨간색과 파란색이 건축 돌이나 스투코의 흰색과 대조를 이루었다. 더 정교한 신전은 부조와 페디먼트의 조각 형태로 매우 풍부한 형상 장식을 갖추었다. 신전 건축은 보통 도시나 성역 관리 당국이 조직하고 자금을 조달했다. 개인, 특히 헬레니즘 시대의 통치자들도 이러한 건물을 후원할 수 있었다. 후기 헬레니즘 문명 시대에는 재정적 부의 감소와 함께 그리스 세계가 로마 국가에 점진적으로 편입되면서, 로마 관리들과 통치자들이 후원자로 나서면서 그리스 신전 건축은 막을 내렸다. 이제 새로운 신전들은 로마 신전의 전통에 속하게 되었는데, 이는 그리스의 매우 강한 영향을 받았음에도 불구하고 다른 목표를 추구하고 다른 미학적 원칙을 따랐다(비교는 다른 문서 참조).
주 신전 건물은 더 큰 구역이나 테메노스 내에 위치했으며, 보통 페리볼로스 울타리나 벽으로 둘러싸여 있었다. 전체를 보통 "성역"이라고 부른다. 아테네의 아크로폴리스가 가장 유명한 예인데, 이곳은 신전이 지어지기 전에도 성채로서 벽으로 둘러싸여 있었던 것으로 보인다. 성역에는 많은 부속 건물, 성림, 샘, 신에게 바쳐진 동물, 그리고 때로는 법의 보호를 받은 사람들, 예를 들어 도망친 노예들에게 피난처를 제공했던 일부 신전들도 포함될 수 있었다.

## 발전

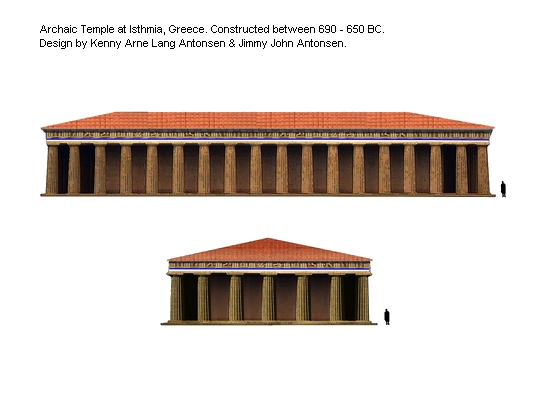
그리스 이스트미아 신전. 기원전 690년에서 650년 사이에 건축

### 기원
가장 초기의 그리스 성소는 신전 건물을 포함하지 않았을 가능성이 높지만, 많은 수가 파괴되었기 때문에 이에 대해 더 알 수는 없다. 전형적인 초기 성소는 종종 성스러운 숲, 동굴 또는 샘 주변에 있는 테메노스로 구성되었으며, 아마도 간격을 두고 표지석으로만 경계가 표시되었고, 제물 바치는 제단이 있었을 것이다. 많은 시골 성소는 아마도 이러한 양식을 유지했을 것이지만, 더 인기 있는 성소들은 점차 특히 도시에서 우상을 안치할 건물을 지을 여유가 생겼다. 이러한 과정은 기원전 9세기경에 확실히 진행 중이었으며, 아마도 그 이전부터 시작되었을 것이다.
미케네 문명 메가론(기원전 15세기부터 13세기)은 후기 고졸기 그리스 및 고전기 그리스 신전의 전신이었지만, 그리스 암흑기 동안 건물은 더 작고 기념비적이지 않게 되었다. 그리스 신전 건축 발전의 기본 원칙은 기원전 10세기에서 기원전 7세기 사이에 뿌리를 두고 있다. 가장 단순한 형태인 나오스로서, 신전은 돌출된 측벽(안타)이 작은 주랑 현관을 형성하는 단순한 직사각형 성전이었다. 기원전 8세기까지는 반원형 뒷벽이 있는 후진 구조도 있었으나, 직사각형 유형이 우세했다. 이 작은 기본 구조에 기둥을 추가함으로써 그리스인들은 신전 건축의 발전과 다양화를 이끌어냈다.
기원전 690년에서 650년 사이에 지어진 이스트미아 신전은 아마도 최초의 진정한 고졸기 그리스 신전이었을 것이다. 그 크기, 열주, 그리고 지붕은 당시 다른 건물들과 달랐다.

### 목조 건축: 초기 고졸기
초기 신전은 주로 석재 기초 위에 진흙, 벽돌, 그리고 대리암 구조물이었다. 기둥과 상부 구조물(엔타블러처)은 목재였고, 문과 안타는 목재 판자로 보호되었다. 진흙 벽돌 벽은 종종 목재 기둥으로 보강되었는데, 일종의 하프 팀버드 기법이었다. 이 단순하고 명확하게 구조화된 목조 건축의 요소들은 수세기 동안 그리스 신전의 발전을 결정할 모든 중요한 설계 원칙을 만들어냈다.
7세기 말경, 이 단순한 구조물들의 크기는 상당히 증가했다. 테르모스의 C 신전은 100 피트 (30 m) 길이를 가진 신전인 헤카톰페도이 중 최초이다. 당시에는 넓은 공간의 지붕을 덮는 것이 기술적으로 불가능했기 때문에, 이 신전들은 폭이 6~10미터로 매우 좁게 유지되었다.
숭배상과 그것을 담는 건물의 중요성을 강조하기 위해, 나오스는 기둥으로 지지되는 캐노피를 갖추었다. 이로 인해 신전 사방을 둘러싸는 페리스타시스는 그리스 건축에서 신전에만 독점적으로 사용되었다.
모든 면에 프테라(열주)가 있는 신전의 조합은 건축가와 후원자들에게 새로운 미학적 도전을 안겨주었다. 구조물은 모든 방향에서 볼 수 있도록 지어져야 했다. 이로 인해 페립테로스가 발전하게 되었는데, 전면에는 프로나오스(주랑 현관)가 있고, 건물 뒤쪽에는 비슷한 배치의 오피스토도모스가 거울처럼 배치되어 순전히 미학적인 이유로 필요하게 되었다.

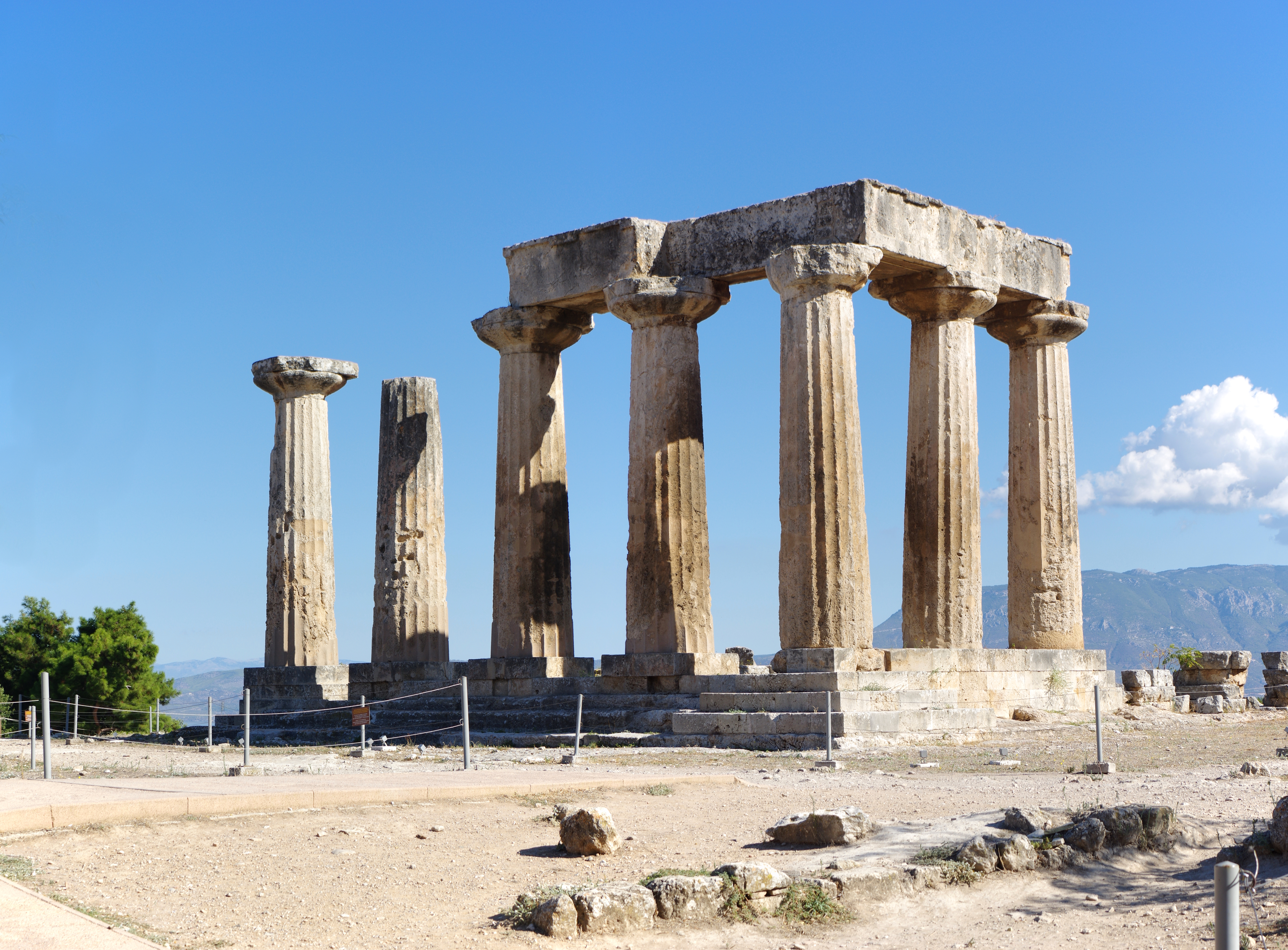
코린토스에 있는 아폴론 신전, 가장 오래된 석조 도리스 양식 신전 중 하나. 모노리식 기둥에 주목

### 석조 건축의 도입: 고졸기 및 고전기
석조 건축이 재도입된 후, 각 신전의 본질적인 요소와 형태(예: 기둥 수와 기둥 열 수)는 고대 그리스 전반에 걸쳐 끊임없이 변화를 겪었다.
기원전 6세기, 이오니아인 사모스섬은 단일 페립테로스의 대안으로 이중 딥테로스를 개발했다. 이 아이디어는 나중에 디디마, 에페소스, 아테네에서 모방되었다. 6세기부터 4세기 후반까지 수많은 신전이 지어졌는데, 거의 모든 폴리스와 모든 그리스의 식민지에는 하나 또는 여러 개의 신전이 있었다. 또한 도시 외곽 지역과 올림피아와 델포이 같은 주요 성소에도 신전이 있었다.
관찰 가능한 형태의 변화는 모든 건축 요소의 조화로운 형태를 찾는 것을 나타낸다. 발전은 종종 거칠고 투박하게 보이는 단순한 초기 형태에서 후기 구조물의 미학적 완벽함과 정교함으로, 단순한 실험에서 평면도와 상부 구조의 엄격한 수학적 복잡성으로 이어졌다.

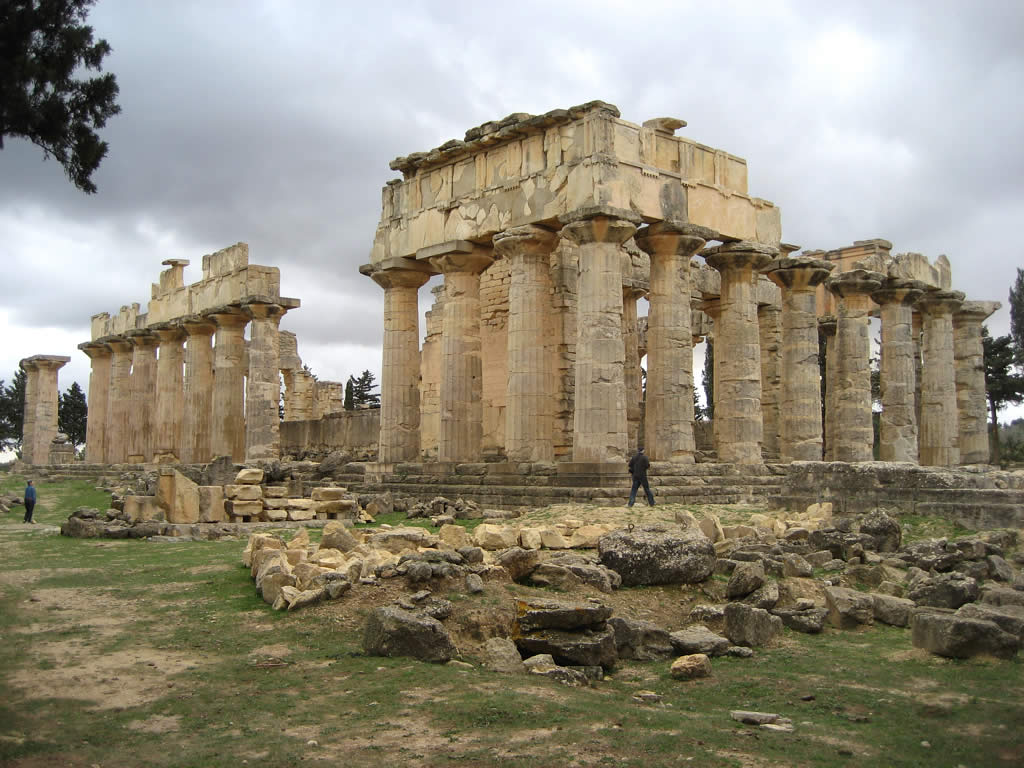
리비아 키레네 (리비아)의 제우스 신전

### 그리스 신전 건축의 쇠퇴: 헬레니즘 문명

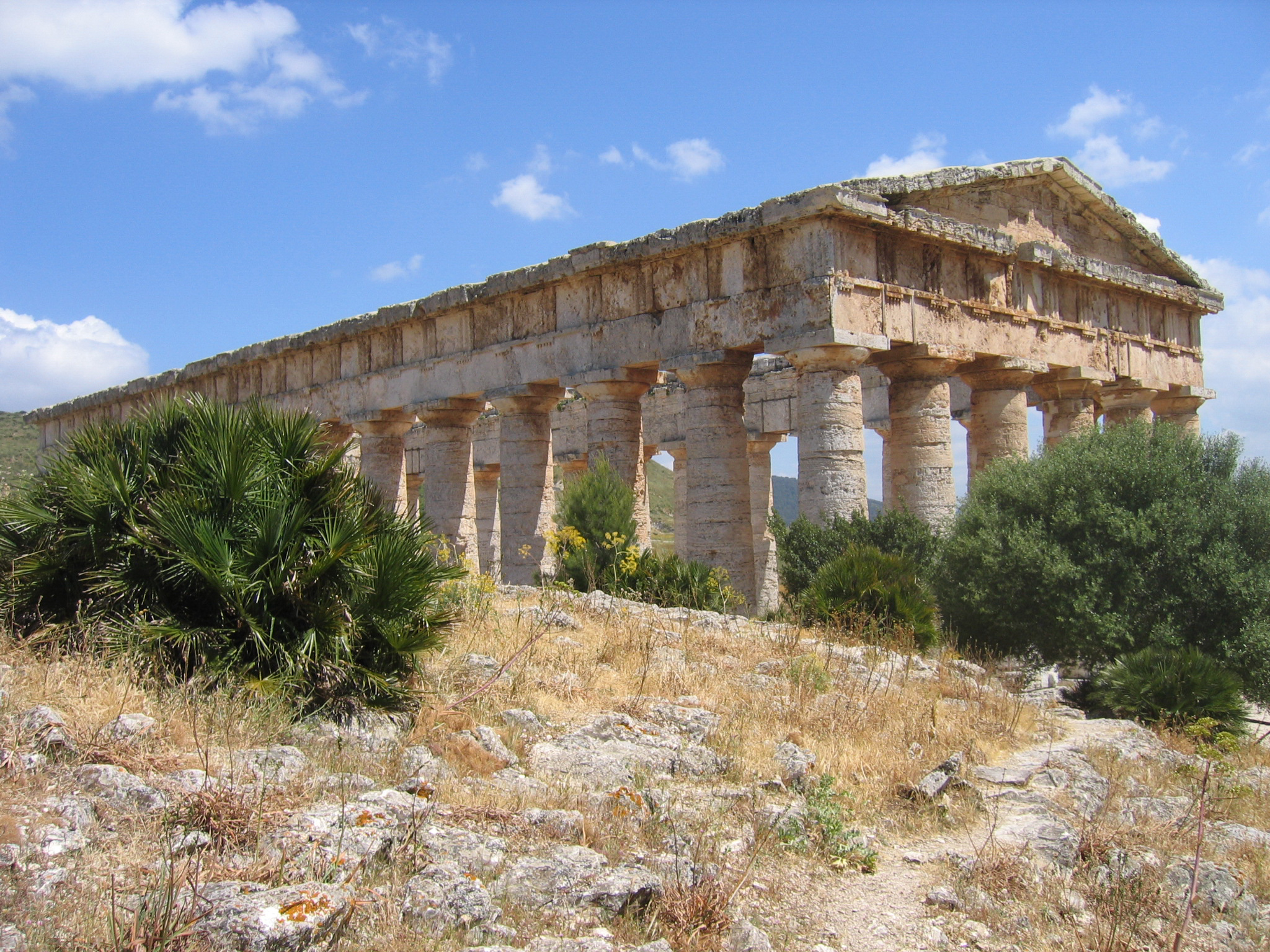
시칠리아 세게스타의 헤라 신전

초기 헬레니즘 문명 시대부터 그리스 페립테로스 신전은 중요성을 많이 잃었다. 몇몇 예외를 제외하고, 헬레니즘 시대의 그리스와 마그나 그라이키아의 그리스의 식민지 모두에서 고전주의 신전 건축은 중단되었다. 소아시아 서부만이 3세기 동안 낮은 수준의 신전 건축을 유지했다. 밀레토스 근처 디디마의 아폴론 신전과 사르디스의 아르테미시온과 같은 대규모 프로젝트는 크게 진전되지 않았다.
2세기에는 페립테로스 신전을 포함한 신전 건축이 부활했다. 이는 부분적으로 건축가 프티오스의 영향을 받았는데, 그는 이오니아 신전 건축 원리를 실용적으로나 이론적으로 재정의했다. 동시에, 다양한 헬레니즘 왕국의 통치자들은 막대한 재정 자원을 제공했다. 그들의 자기 과시, 경쟁, 영향권 안정화 욕구, 그리고 고대 로마와의 증가하는 갈등(부분적으로 문화 분야에서 표출됨)이 복잡한 그리스 신전 건축의 부활에 많은 에너지를 불어넣는 데 기여했다. 이 시기에 그리스 신전은 소아시아 남부, 이집트, 그리고 북아프리카에 널리 퍼졌다.
그러나 그러한 예들과 3, 2세기 경제 호황과 높은 기술 혁신이 만들어낸 긍정적인 조건에도 불구하고, 헬레니즘 시대의 종교 건축은 대부분 안타에 있는 다수의 작은 신전과 프로스타일 신전, 그리고 아주 작은 성소(나이스코스)로 대표된다. 후자는 고졸기 시대부터 중요한 장소, 시장 광장, 샘 근처, 도로변에 세워졌지만, 지금에 와서야 그 전성기를 맞았다. 이러한 작은 구조물로의 제한은 특별한 형태인 프세우도페립테로스의 발전을 이끌었는데, 이는 나오스 벽을 따라 필라스터를 사용하여 페립테로스 신전의 환영을 만들어낸다. 초기 사례로는 에피다우로스의 L 신전이 있으며, 이후 님의 메종 카레와 같은 많은 저명한 로마 시대의 예시들이 있다.

### 그리스 신전 건축의 종말: 로마 시대의 그리스
기원전 1세기 초, 미트리다테스 전쟁은 건축 관행의 변화를 가져왔다. 후원자의 역할은 점점 더 동방 속주의 로마 마기스트라투스들에게 넘어갔는데, 이들은 신전 건축을 통해 자신들의 관대함을 거의 드러내지 않았다. 그럼에도 불구하고, 이 시기에도 몇몇 신전이 세워졌는데, 예를 들어 아프로디시아스의 아프로디테 신전 등이 있다.
원수정의 도입은 새로운 건물을 거의 짓지 못하게 했고, 주로 로마의 황제 숭배를 위한 신전 또는 로마 신들을 위한 신전, 예를 들어 바알베크의 유피테르 신전 등이 있었다. 그리스 신들을 위한 새로운 신전이 계속 건설되기는 했지만, 예를 들어 셀게의 티케 신전 이들은 발전하는 로마 제국 양식 건축의 정형적인 형태를 따르거나 페트라 또는 팔미라의 신전처럼 지역 고유의 비그리스적 특성을 유지하는 경향이 있었다. 동방의 점진적인 로마화는 그리스 신전 건축의 종말을 가져왔지만, 디디마의 아폴론 신전이나 아테네의 올림피아 제우스 신전과 같은 미완성 대형 건축물은 기원후 2세기 후반까지 계속해서 완성 작업이 이루어졌다.

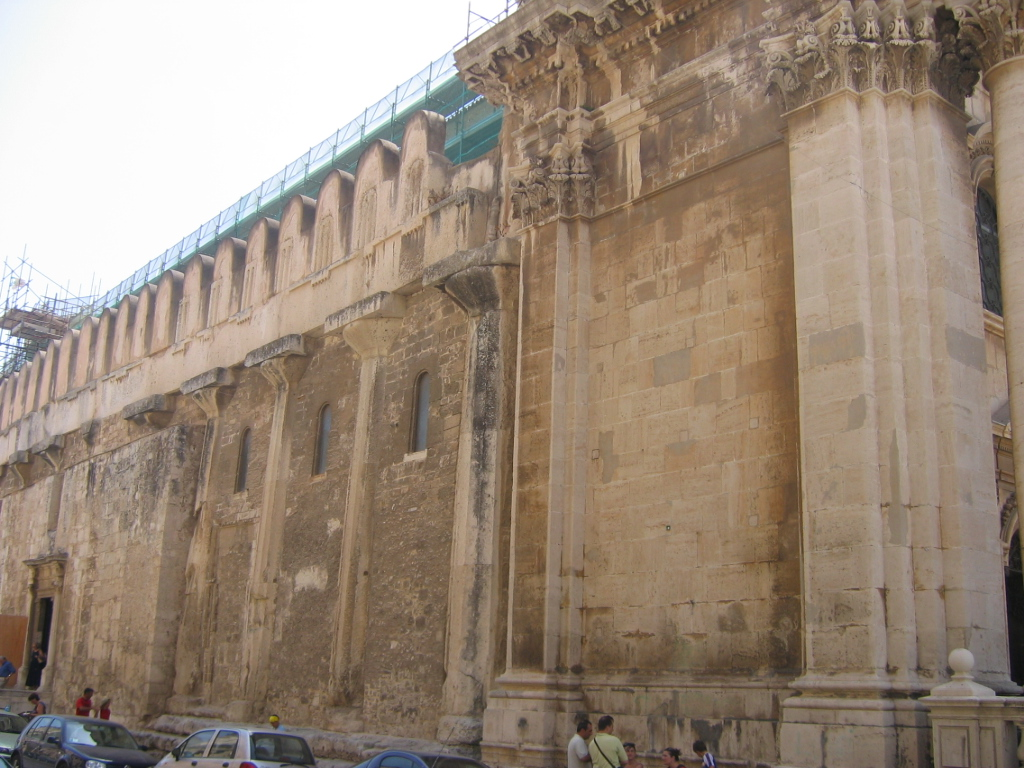
시칠리아 시라쿠사의 아테나 도리스 양식 신전은 기원전 5세기에 지어졌고, 중세에 기독교 교회로 전환되었다.

### 신전의 폐기 및 전환: 후기 고대
테오도시우스 1세와 그의 로마 제국 왕위 계승자들의 이교 숭배를 금지하는 칙령은 그리스 신전의 점진적인 폐쇄 또는 기독교 교회당으로의 전환을 이끌었다.
이로써 그리스 신전 본래의 목적에 대한 역사는 끝나지만, 그중 많은 신전은 한참 후에도 계속 사용되었다. 예를 들어, 아테네의 파르테논 신전은 처음에는 교회로 다시 봉헌되었고, 오스만 제국 정복 후에는 모스크로 바뀌어 기원후 17세기까지 구조적으로 손상되지 않은 채 남아 있었다. 단지 베네치아의 포탄이 건물에 불행히도 명중하여, 당시 화약 저장고로 사용되던 이 신전의 많은 부분이 건설된 지 2,000년이 넘어서야 파괴되었다.

## 구조
전형적인 그리스 신전은 수세기 동안 동일한 기본 구조를 유지했다. 그리스인들은 평면에 영향을 미치는 제한된 수의 공간 구성 요소와 입면을 결정하는 건축 부재를 사용했다.

### 평면도

#### 나오스
신전의 중심 예배 구조물은 나오스 또는 켈라이며, 일반적으로 신의 숭배상을 포함한다. 고졸기 그리스 신전에서는 때때로 이 목적으로 나오스 뒤에 아디톤이라는 별도의 방이 포함되기도 했다. 시칠리아에서는 이러한 관습이 고전기 그리스 시대까지 계속되었다.

#### 프로나오스와오피스토도모스
나오스 앞에는 나오스의 돌출된 측벽(안타)과 그 사이에 놓인 두 개의 기둥으로 형성된 주랑 현관인 프로나오스가 있다. 문을 통해 프로나오스에서 나오스로 들어갈 수 있다. 나오스 뒤편의 유사한 공간을 오피스토도모스라고 부른다. 오피스토도모스와 나오스를 연결하는 문은 없으며, 그 존재는 전적으로 미학적인 이유로 필요하다. 페립테로스 신전의 일관성을 유지하고 모든 면에서 시야를 확보하기 위해 전면의 실행을 후면에서도 반복해야 한다. 나오스의 가장 끝에는 제한된 공간인 아디톤이 포함될 수 있으며, 이는 오피스토도모스를 등지고 있다.

#### 페리스타시스
나오스, 프로나오스, 오피스토도모스, 그리고 아마도 아디톤으로 이루어진 복합체는 보통 한 줄, 드물게 두 줄의 기둥으로 이루어진 페리스타시스에 의해 사방으로 둘러싸여 있다. 이는 주변을 둘러싼 프테론(열주)을 형성하며, 성소를 방문하는 사람들에게 피난처를 제공하고 예배 행렬을 위한 공간을 마련했다.

평면도의 요소
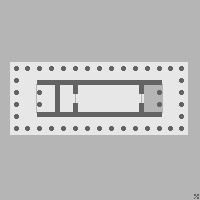
프로나오스
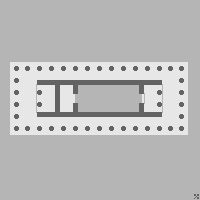
나오스 또는 켈라
아디톤 (예외적)
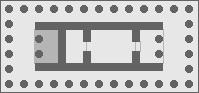
오피스토도모스 (때로는 생략됨)
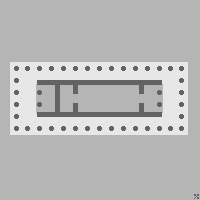
오피스토도모스 + 아디톤 + 나오스 + 프로나오스

#### 평면도 유형

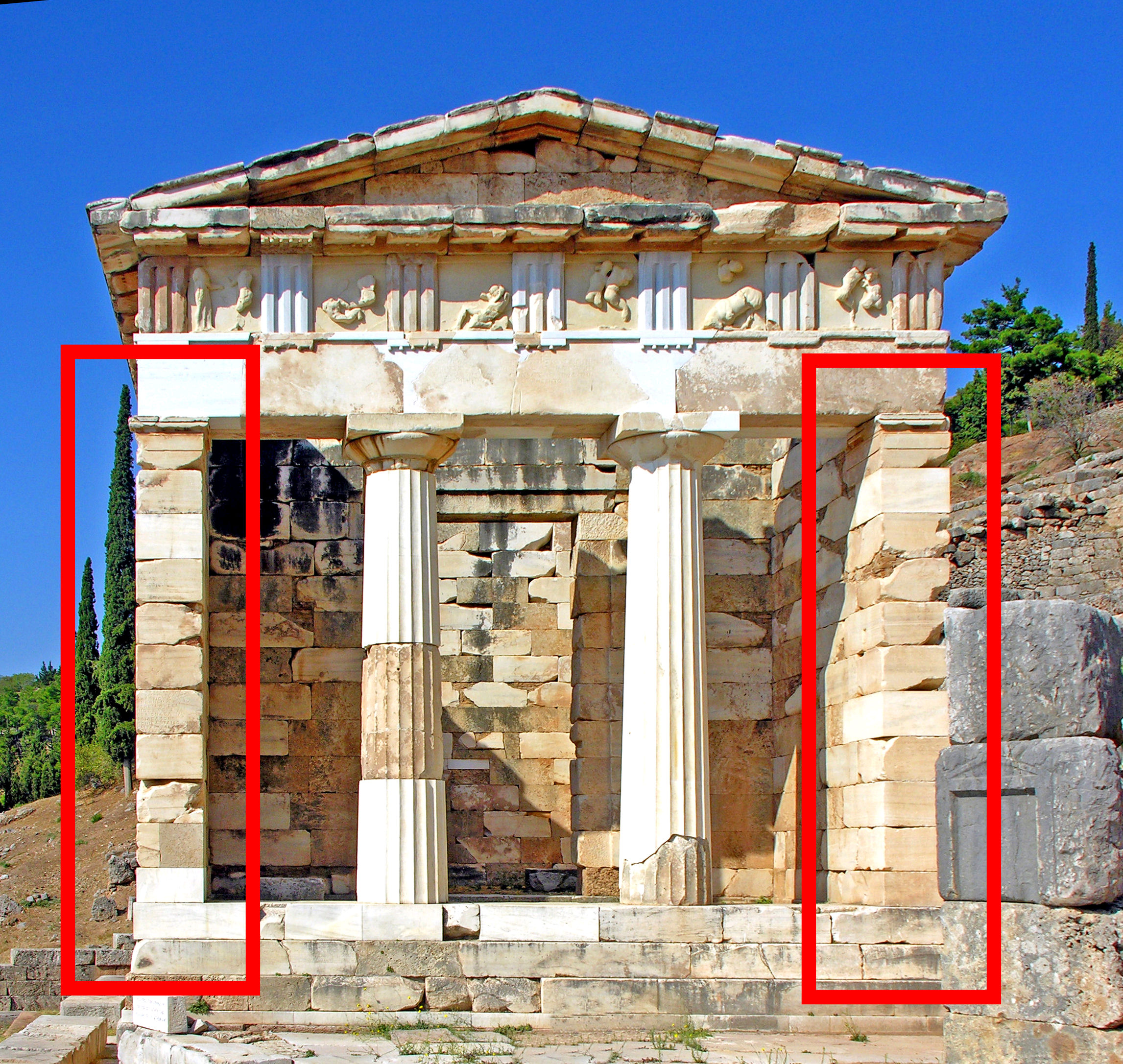
델포이의 아테네 보물고: 두 안타가 두 개의 기둥을 액자처럼 둘러싸는 디스틸레 인 안티스 방식

이러한 구성 요소들을 통해 그리스 신전 건축에서 다양한 평면도 유형이 구현될 수 있었다. 가장 단순한 그리스 신전의 예는 안티스 템플룸으로, 숭배상을 보호하는 작은 직사각형 구조물이다. 나오스 앞에는 돌출된 나오스 벽인 안타에 의해 작은 주랑 현관 또는 프로나오스가 형성되었다. 프로나오스는 문으로 나오스와 연결되었다. 상부 구조를 지지하기 위해 두 개의 기둥이 안타 사이에 배치되었다(디스틸레 인 안티스). 비슷한 디스틸레 인 안티스 디자인의 오피스토도모스를 갖춘 경우, 이를 이중 안타 신전이라고 부른다. 이 유형의 변형으로는 나오스 뒤편의 오피스토도모스가 반기둥과 짧아진 안타로만 표시되어 가짜 오피스토도모스로 설명될 수 있는 경우가 있다.

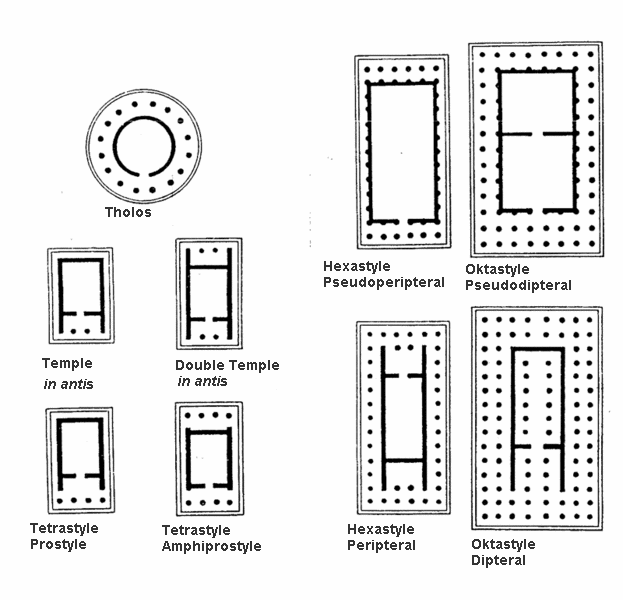
다양한 신전 평면도

만약 안타 신전의 주랑 현관이 전체 폭에 걸쳐 보통 네 개 또는 여섯 개의 기둥 열을 가지고 있다면, 그 신전은 프로스틸로스 또는 프로스타일 신전으로 묘사된다. 이 경우 전체 프로나오스가 생략되거나 기둥 없이 안타만 남을 수 있다. 암피프로스타일 또는 양면 주랑식 신전은 건물 뒤쪽에도 동일한 기둥 배치를 반복한다.
이에 반해, 페립테로스 또는 주랑식 신전이라는 용어는 사방이 프테론(열주)으로 둘러싸인 신전을 지칭하며, 각 면은 보통 단일 기둥 열로 이루어져 있다. 이는 신전의 사방에 막힘 없는 둘레 주랑인 페리스타시스를 만들어낸다. 이러한 형태의 헬레니즘 및 로마 시대의 한 형태는 프세우도페립테로스로, 페리스타시스의 측면 기둥들이 나오스 외벽에 직접 부착된 필라스터 또는 붙임 기둥으로만 표시된다.
딥테로스 또는 딥테로는 사면에 이중 열주를 갖추고 있으며, 때로는 전면과 후면에 추가적인 기둥 열이 있다. 프세우도딥테로스는 측면 내부 기둥 열에 붙임 기둥을 사용한다.
원형 신전은 특별한 유형을 형성한다. 만약 기둥으로 둘러싸여 있다면, 톨로이라고 불리는 주랑식 신전이다. 비록 신성한 성격을 띠지만, 신전으로서의 기능은 종종 단언할 수 없다. 유사한 구조로는 나오스가 없는 모놉테로스 또는 키클로스타일이 있다.
평면도 유형을 명확히 하기 위해 정의 용어를 결합할 수 있으며, 이로 인해 주랑식 이중 안타 신전, 프로스타일 안티스, 주랑식 양면 주랑식 신전 등의 용어가 생성된다.

#### 기둥 수 용어
이미 비트루비우스 (IV, 3, 3)가 사용했던 추가 정의는 전면 기둥 수에 따라 결정된다. 현대 학자들은 다음 용어를 사용한다:
| 기술 용어    | 전면 기둥 수                     |
| ------------ | -------------------------------- |
| 디스틸레     | 2개 기둥                         |
| 테트라스타일 | 4개 기둥, 비트루비우스 사용 용어 |
| 헥사스타일   | 6개 기둥, 비트루비우스 사용 용어 |
| 옥타스타일   | 8개 기둥                         |
| 데카스타일   | 10개 기둥                        |

도데카스틸로스라는 용어는 디디마의 12주랑 홀에만 사용된다. 그 폭의 파사드를 가진 신전은 알려져 있지 않다.
전면에 홀수 개의 기둥을 가진 신전은 매우 드물었다. 예를 들어 파에스툼의 헤라 I 신전, 메타폰툼의 아폴론 A 신전은 모두 9개의 기둥 폭(엔네아스타일)을 가지고 있으며, 테르모스의 고졸기 신전은 5개의 기둥 폭(펜타스타일)을 가지고 있다.

### 입면

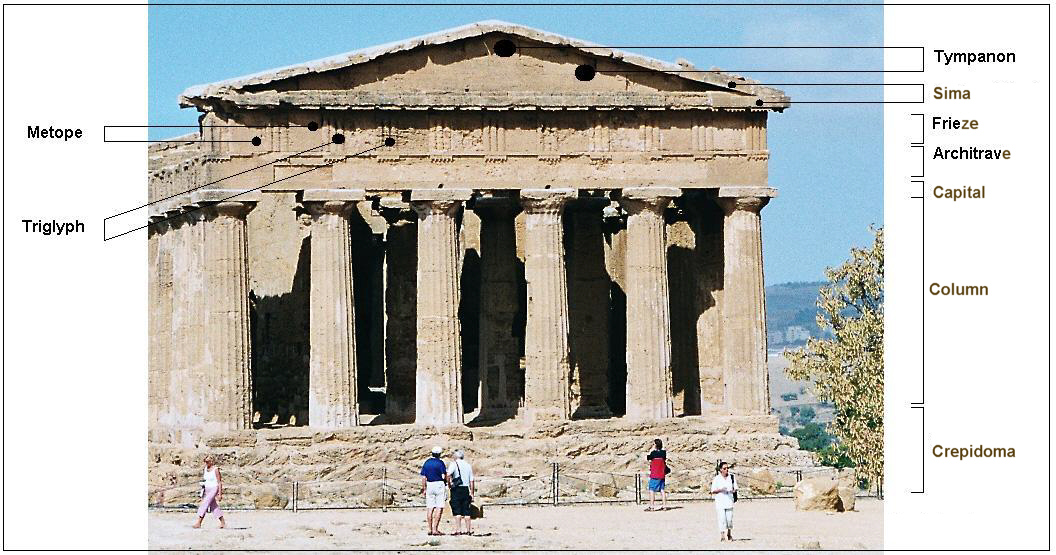
아그리젠토 콩코르디아 신전의 입면

파르테논 신전의 주석이 달린 단면도

그리스 신전의 입면은 항상 크레피도마, 기둥, 그리고 엔타블러처 세 부분으로 나뉜다.

#### 기초와크레피도마
스테레오베이트, 에우티테리아 그리고 크레피도마는 신전의 하부 구조를 형성한다. 그리스 신전의 지하 기초는 스테레오베이트로 알려져 있다. 이는 여러 층의 사각형 돌 블록으로 구성된다. 가장 위쪽 층인 에우티테리아는 부분적으로 지상면 위로 돌출되어 있다. 그 표면은 조심스럽게 다듬고 평탄하게 한다. 이는 세 개의 계단으로 이루어진 추가 기초인 크레피도마를 지지한다. 크레피도마의 가장 위쪽 층은 기둥과 벽이 놓이는 표면을 제공하며, 이를 스타일로베이트라고 부른다.

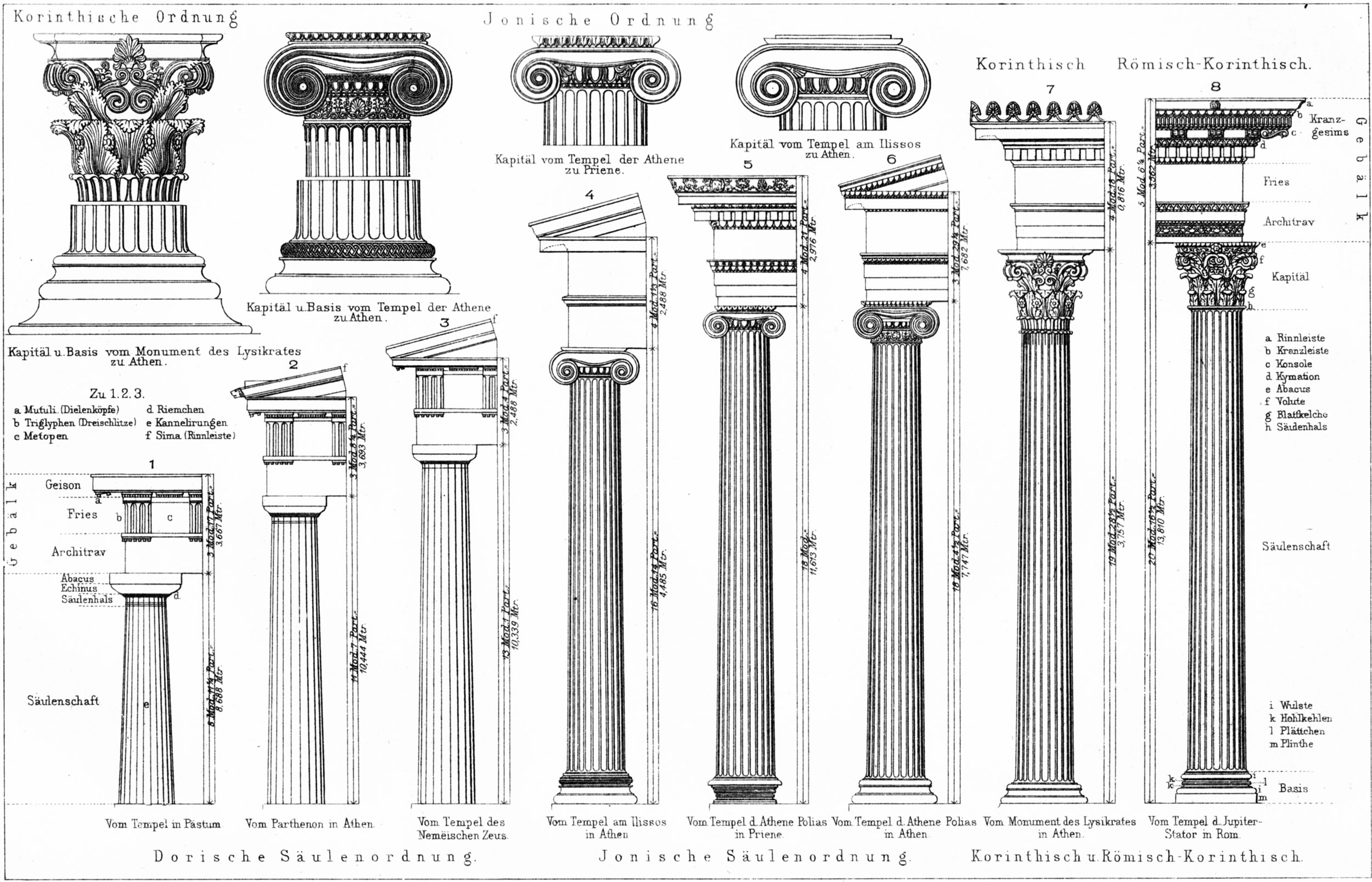
도리스 양식(처음 세 개), 이오니아 양식(다음 세 개), 코린토스 양식(마지막 두 개) 기둥의 삽화

#### 기둥
스타일로베이트 위에 놓인 수직 기둥 축은 위쪽으로 가늘어진다. 이들은 보통 여러 개의 개별적으로 절단된 기둥 드럼으로 만들어진다. 건축 양식에 따라 기둥 축에 새겨지는 세로 홈의 수가 다르다. 도리스식 기둥은 18~20개의 세로 홈을 가지며, 이오니아식과 코린토스식 기둥은 보통 24개의 세로 홈을 가진다. 초기 이오니아식 기둥은 최대 48개의 세로 홈을 가졌다. 도리스식 기둥은 스타일로베이트 위에 직접 서 있는 반면, 이오니아식과 코린토스식 기둥은 주추 위에 추가로 놓이는 받침을 가진다.
도리스식 기둥에서 상단은 오목하게 구부러진 목 부분인 히포트라켈리온과 주두로 형성되며, 이오니아 양식 기둥에서는 주두가 직접 기둥 몸통 위에 놓인다. 도리스 양식에서 주두는 원형의 원환면 융기부로, 원래는 매우 평평했으며, 소위 에키누스와 사각형 판인 아바쿠스로 구성된다. 발전 과정에서 에키누스는 점점 더 확장되어 수직선에 대해 45°를 이루는 선형 대각선으로 정점을 이룬다. 이오니아 양식 기둥의 에키누스는 달걀과 화살 문양으로 장식된 후 두 개의 볼류트를 형성하는 조각된 베개가 이어지며, 얇은 아바쿠스를 지지한다. 코린토스 양식의 이름을 딴 코린토스 주두는 양식화된 아칸토스 잎사귀 고리로 장식되어 덩굴과 볼류트를 형성하며 아바쿠스의 모서리까지 뻗어 있다.

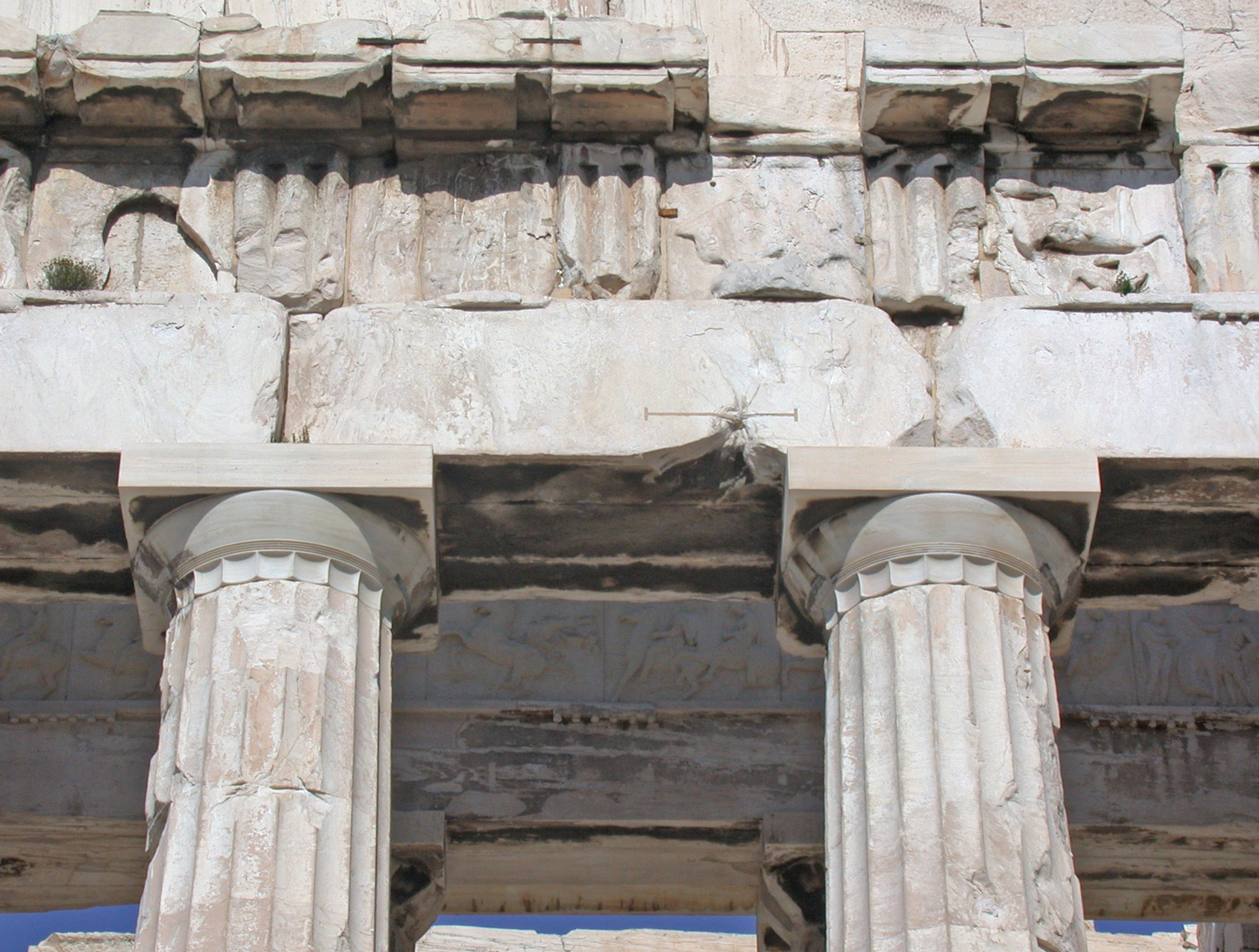
파르테논 신전 서쪽 면의 엔타블러처

#### 엔타블러처
주두는 엔타블러처를 지지한다. 도리스 양식에서 엔타블러처는 항상 아키트레이브와 도리스식 프리즈 (또는 트리글리프 프리즈) 두 부분으로 구성된다. 아테네와 키클라데스 제도의 이오니아 양식도 아키트레이브 위에 프리즈를 사용했지만, 소아시아의 이오니아 건축에서는 4세기까지 프리즈가 알려지지 않았다. 그곳에서는 아키트레이브 바로 뒤에 덴틸이 이어졌다. 프리즈는 원래 지붕 보 앞에 배치되었으며, 초기 소아시아 신전에서만 외부에서 볼 수 있었다. 도리스식 프리즈는 트리글리프에 의해 구조화되었다. 이들은 각 기둥의 축 위와 각 인터칼럼니에이션의 중심 위에 배치되었다. 트리글리프 사이의 공간에는 메토프가 있었는데, 때로는 그림이 그려져 있거나 부조 조각으로 장식되었다. 이오니아 또는 코린토스 양식에서는 프리즈에 트리글리프가 없으며 단순히 평평하게 남아 있으며, 때로는 그림이나 부조로 장식되었다. 석조 건축이 도입되면서 주랑 현관의 보호와 지붕 구조의 지지는 게이손 수준으로 위로 이동하여 프리즈의 구조적 기능을 박탈하고 완전히 장식적인 특징으로 변모시켰다. 종종 나오스도 아키트레이브와 프리즈로 장식되며, 특히 프로나오스 전면이 그렇다.

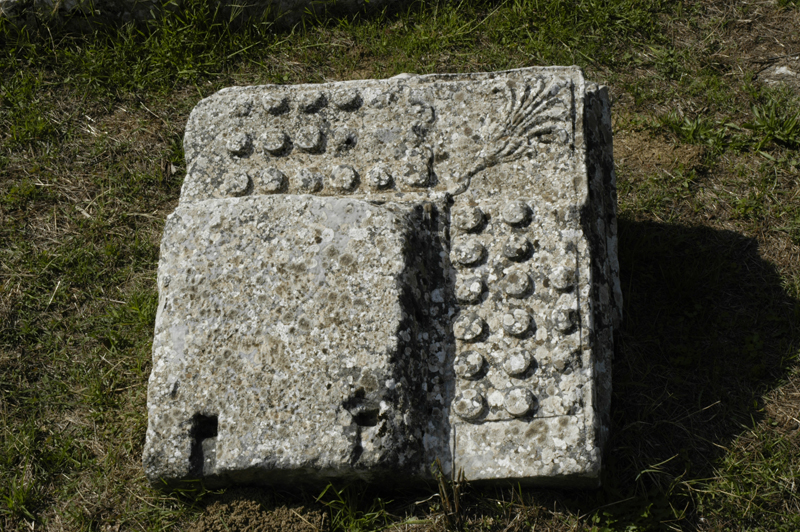
뤼코수라 신전의 게이손 블록.

#### 코니스와게이손
프리즈 위, 또는 이오니아 또는 코린토스 양식의 덴틸과 같은 중간 부재 위에 코니스가 특히 눈에 띄게 돌출되어 있다. 코니스는 게이손 (좁은 벽의 경사진 면 또는 페디먼트에는 경사진 게이손), 그리고 시마로 구성된다. 긴 측면에서는 종종 정교하게 장식된 시마에 배수구가 설치되었는데, 종종 사자 머리 모양이었다. 신전의 좁은 측면에 있는 페디먼트 삼각형 또는 팀파눔은 도리스 양식의 박공 지붕 도입으로 만들어졌으며, 초기 신전은 종종 우진각지붕이었다. 팀파눔은 보통 신화적 장면이나 전투의 페디먼트 조각으로 풍부하게 장식되었다. 지붕의 모서리와 능선은 아크로테리온으로 장식되었는데, 원래는 기하학적 형태였지만 나중에는 꽃무늬나 인물상 장식으로 바뀌었다.

### 외관
지형적으로 가능한 한, 신전은 독립적으로 서 있었고 모든 면에서 볼 수 있도록 설계되었다. 이들은 일반적으로 주변 환경을 고려하여 설계되지 않고 자율적인 구조물을 형성했다. 이는 계획된 도시 지역이나 광장의 일부로 설계되고 전면에서 보는 것에 강한 중점을 두었던 로마 신전과는 큰 차이점이다.

## 디자인 및 측정

### 비율
그리스 신전의 기초는 최대 115 x 55 m에 달할 수 있었는데, 이는 평균적인 축구 필드 크기이다. 기둥은 높이 20 m에 달할 수 있었다. 이러한 거대한 건축물을 조화롭게 설계하기 위해, 여러 가지 기본적인 미학적 원칙이 개발되었고 이미 작은 신전들에서도 시험되었다. 주요 측정 단위는 발(foot)로, 지역마다 29 cm에서 34 cm까지 다양했다. 이 초기 측정은 신전의 형태를 결정하는 모든 단위의 기준이 되었다. 중요한 요소로는 기둥의 하부 직경과 주추의 너비가 포함된다. 기둥 축 사이의 거리(기둥 간격 또는 베이)도 기본 단위로 사용될 수 있었다. 이러한 측정값은 기둥 높이 및 기둥 간격과 같은 다른 디자인 요소와 정해진 비율을 이루었다. 기둥의 수와 함께 이들은 스타일로베이트와 페리스타시스, 그리고 나오스 자체의 치수를 결정했다. 특히 도리스 양식에서 수직 비율에 관한 규칙은 동일한 원칙에서 엔타블러처의 기본 설계 옵션을 추론할 수 있게 한다. 이러한 매우 합리적인 시스템의 대안은 기원전 7세기 후반과 6세기 초반의 신전들에서 찾아볼 수 있었는데, 이 시기에는 나오스 또는 스타일로베이트의 계획된 치수에서 기본 측정을 개발하려 시도했다. 즉, 위에 설명된 시스템을 뒤집어 더 큰 단위에서 더 작은 단위를 추론하는 방식이었다. 예를 들어, 나오스 길이는 때때로 100 피트 (30 m) (100은 헤카톰베, 즉 100마리 동물을 바치는 희생제에서도 알려진 신성한 숫자이다)로 설정되었고, 모든 추가 측정은 이 숫자와 관련되어야 했으며, 이는 미학적으로 상당히 불만족스러운 해결책으로 이어졌다.

#### 나오스-페리스타시스관계
또 다른 결정적인 디자인 특징은 나오스와 페리스타시스를 연결하는 관계였다. 초기 신전에서는 이는 전적으로 실용적인 필요성에 종속되었을 것이고, 항상 나오스 벽과 기둥 사이의 축 방향 연결에 기반했을 것이다. 그러나 석조 건축의 도입은 그 연결을 끊어버렸다. 그럼에도 불구하고, 이오니아 건축에서는 이 연결이 계속 유지되었다. 하지만 도리스 신전에서는 원래 프리즈 뒤에 배치되었던 목조 지붕 구조가 이제 게이손 뒤의 더 높은 수준에서 시작되었다. 이는 프리즈와 지붕 사이의 구조적 연결을 끊었고, 후자의 구조 요소는 이제 축 방향 관계와 독립적으로 배치될 수 있었다. 결과적으로 나오스 벽은 오랜 기간 동안 기둥과의 고정된 연결을 잃고 페리스타시스 내에서 자유롭게 배치될 수 있었다. 오랜 개발 단계를 거친 후에야 건축가들은 인접한 기둥 축과 외부 벽면을 정렬하는 것을 도리스 신전의 의무적인 원칙으로 선택했다. 마그나 그라이키아의 도리스 신전은 이 시스템을 거의 따르지 않는다.

### 기둥 수 공식
건물의 기본 비례는 전면과 후면 기둥 수와 측면 기둥 수의 수치적 관계에 의해 결정되었다. 그리스 건축가들이 선택한 고전적인 해결책은 "전면 기둥 : 측면 기둥 = n : (2n+1)" 공식으로, 이는 기둥 간격 수에도 사용될 수 있다. 결과적으로 고전기 그리스 시대(기원전 500년경부터 336년)의 수많은 신전은 6 × 13 기둥 또는 5 × 11 기둥 간격을 가졌다. 동일한 비례는 더욱 추상적인 형태로 파르테논 신전의 대부분을 결정하는데, 8 × 17 기둥의 페리스타시스뿐만 아니라, 4:9로 축소되어 기둥 간격, 스타일로베이트, 전체 건물의 너비-높이 비례, 그리고 게이손(여기서는 9:4로 역전됨)을 포함한 모든 다른 기본 측정에서도 나타난다.

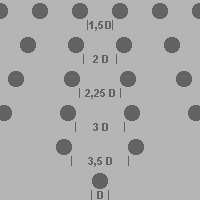
기둥 직경과 기둥 간격의 비례.

### 기둥 간격
기원전 3세기와 2세기 전환기부터 기둥 너비와 기둥 사이의 공간인 기둥 간격의 비율은 건축 이론에서 점점 더 중요한 역할을 했으며, 예를 들어 비트루비우스의 저작물에 반영되어 있다. 이 비율에 따라 비트루비우스(3, 3, 1 이하)는 다섯 가지 다른 디자인 개념과 신전 유형을 구분했다:
- 피크노스타일, 밀집형 기둥: 기둥 간격 = 기둥 하부 직경의 1 1/2배
- 시스타일, 근접형 기둥: 기둥 간격 = 기둥 하부 직경의 2배
- 유스타일, 양호한 기둥: 기둥 간격 = 기둥 하부 직경의 2 1/4배
- 디아스타일, 넓은 기둥: 기둥 간격 = 기둥 하부 직경의 3배
- 아라이오스타일, 가벼운 기둥: 기둥 간격 = 기둥 하부 직경의 3 1/2배

이러한 기본 원리의 결정과 논의는 헤르모게네스로 거슬러 올라가는데, 비트루비우스는 그에게 에우스타일로스의 발명을 인정한다. 테오스의 디오니소스 신전은 보통 헤르모게네스에게 귀속되는데, 실제로 기둥 간격이 기둥 하부 직경의 2와 1/6배를 측정한다.

## 시각적 개선
수학적 엄격함을 완화하고 인간 시각의 왜곡을 상쇄하기 위해 육안으로는 거의 보이지 않는 건물 전체의 약간의 곡률이 도입되었다. 고대 건축가들은 긴 수평선이 중심을 향해 처지는 시각적 인상을 주는 경향이 있다는 것을 깨달았다. 이러한 효과를 방지하기 위해 스타일로베이트 및 엔타블러처의 수평선은 건물 중앙을 향해 몇 센티미터 높게 만들어졌다. 수학적으로 직선을 피하는 이러한 방식은 기둥에도 적용되었는데, 기둥은 선형적으로 가늘어지지 않고 기둥 몸통에 뚜렷한 "부어오름"(배흘림기둥)으로 정교해졌다. 또한 기둥은 건물 중앙을 향해 약간 경사지게 배치되었다. 곡률과 배흘림기둥은 6세기 중반부터 나타난다.
이러한 원칙의 가장 일관된 적용은 아테네 아크로폴리스의 고전기 파르테논 신전에서 볼 수 있다. 그 곡률은 시마까지 모든 수평 요소에 영향을 미치며, 심지어 나오스 벽도 전체 높이에서 이를 반영한다. 기둥의 경사(분명한 배흘림기둥도 있음)는 아키트레이브와 트리글리프 프리즈로 이어지며, 나오스의 외벽도 이를 반영한다. 건물의 단 하나의 블록, 단 하나의 아키트레이브 또는 프리즈 요소도 단순한 직사각형 블록으로 깎이지 않았다. 모든 건축 요소는 직각에서 약간의 변형을 보여주며, 각 블록마다 개별적으로 계산되었다. 부수적으로, 파르테논 신전의 기둥, 나오스 벽 또는 엔타블러처에서 보존된 각 건축 블록은 오늘날 정확한 위치를 지정할 수 있다. 이러한 완벽함에 수반되는 막대한 추가 노력에도 불구하고, 파르테논 신전은 조각 장식을 포함하여 16년(447년에서 431년)이라는 기록적인 시간에 완성되었다.

## 장식

### 채색
주로 흰색, 파란색, 빨간색의 세 가지 기본 색상이 사용되었고, 때때로 검은색도 사용되었다. 크레피도마, 기둥, 아키트레이브는 대부분 흰색이었다. 도리스식 주두 하단의 수평으로 파인 홈(아눌리)이나 도리스식 아키트레이브의 장식 요소(예: 테니아와 구타이)와 같은 세부 사항만 다른 색상으로 칠해질 수 있었다. 프리즈는 색상 사용을 통해 명확하게 구조화되었다. 도리스식 트리글리프 프리즈에서는 파란색 트리글리프가 빨간색 메토프와 교차되었으며, 후자는 종종 개별적으로 칠해진 조각의 배경으로 사용되었다. 부조, 장식, 페디먼트 조각은 더 다양한 색상과 뉘앙스로 실행되었다. 뮤툴루스나 트리글리프 슬릿처럼 움푹 들어가거나 그림자가 지는 요소는 검은색으로 칠해질 수 있었다. 페인트는 주로 하중을 지지하지 않는 부분에 적용되었으며, 기둥이나 아키트레이브 및 게이손과 같은 구조적 부분은 (고품질 석회암이나 대리암으로 만들어진 경우) 칠하지 않거나 흰색 스투코로 덮었다.

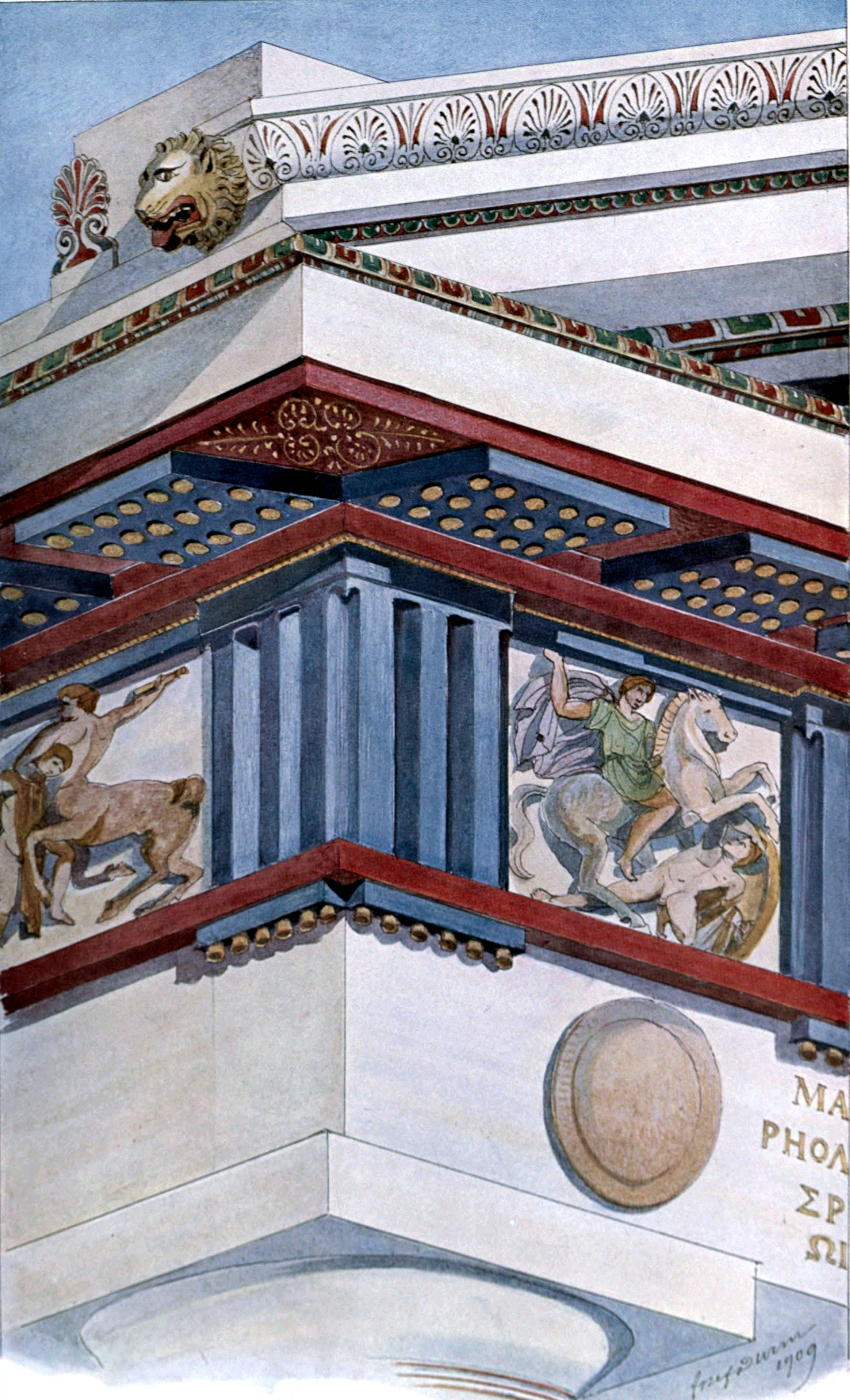
원래의 도리스 양식 폴리크로미
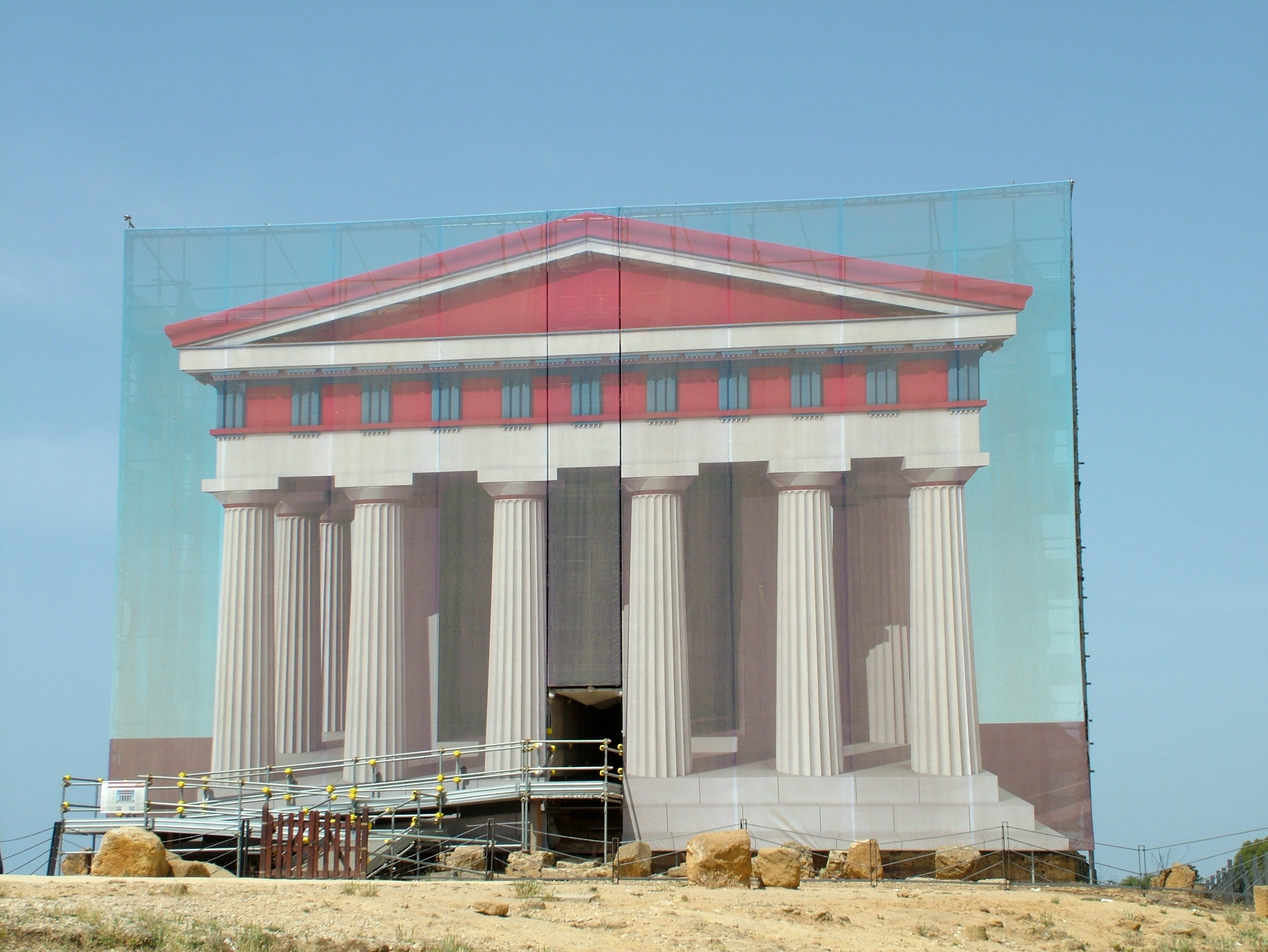
2006년 아그리젠토 콘코르디아 신전 현장 비계에 그려진 패널
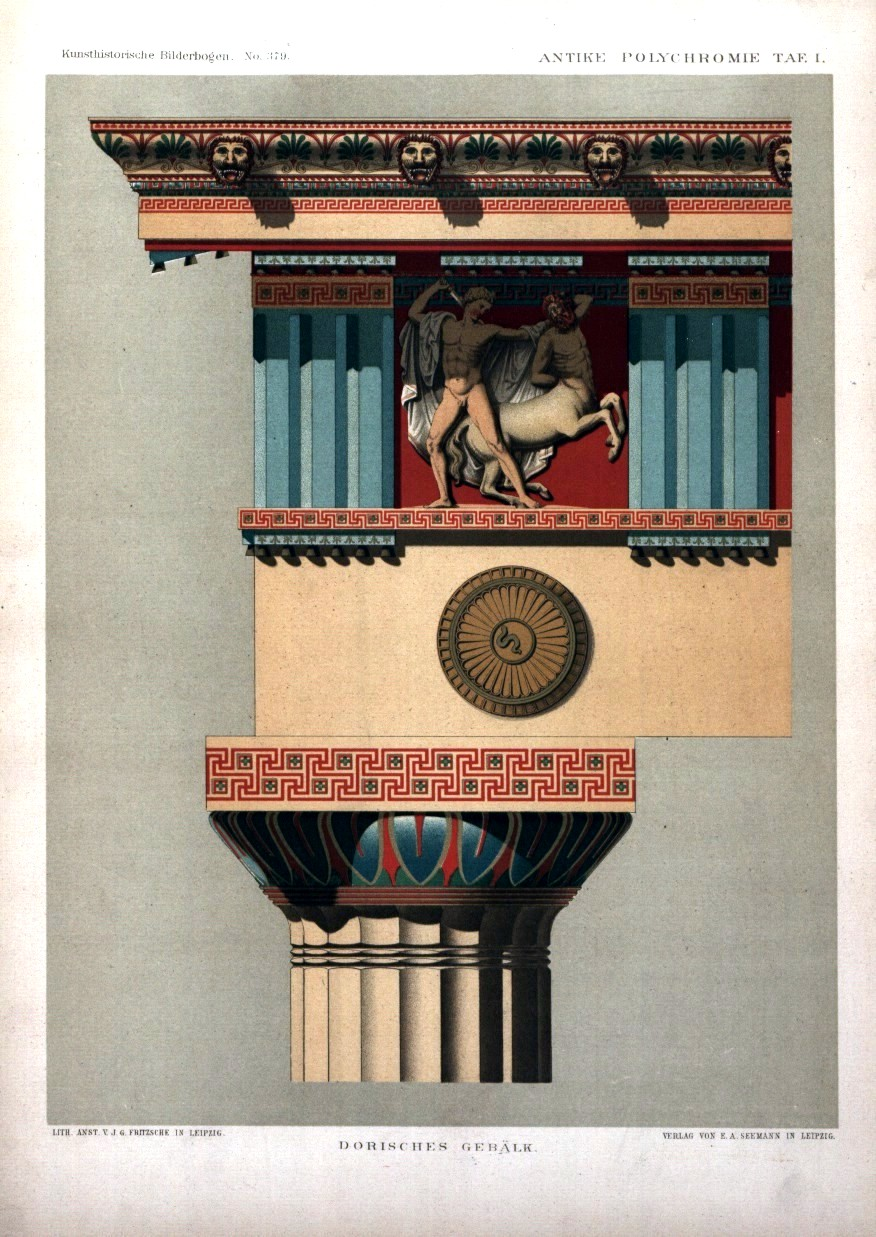
도리스 신전 엔타블러처의 색상 계획을 재구성한 1883년 그림
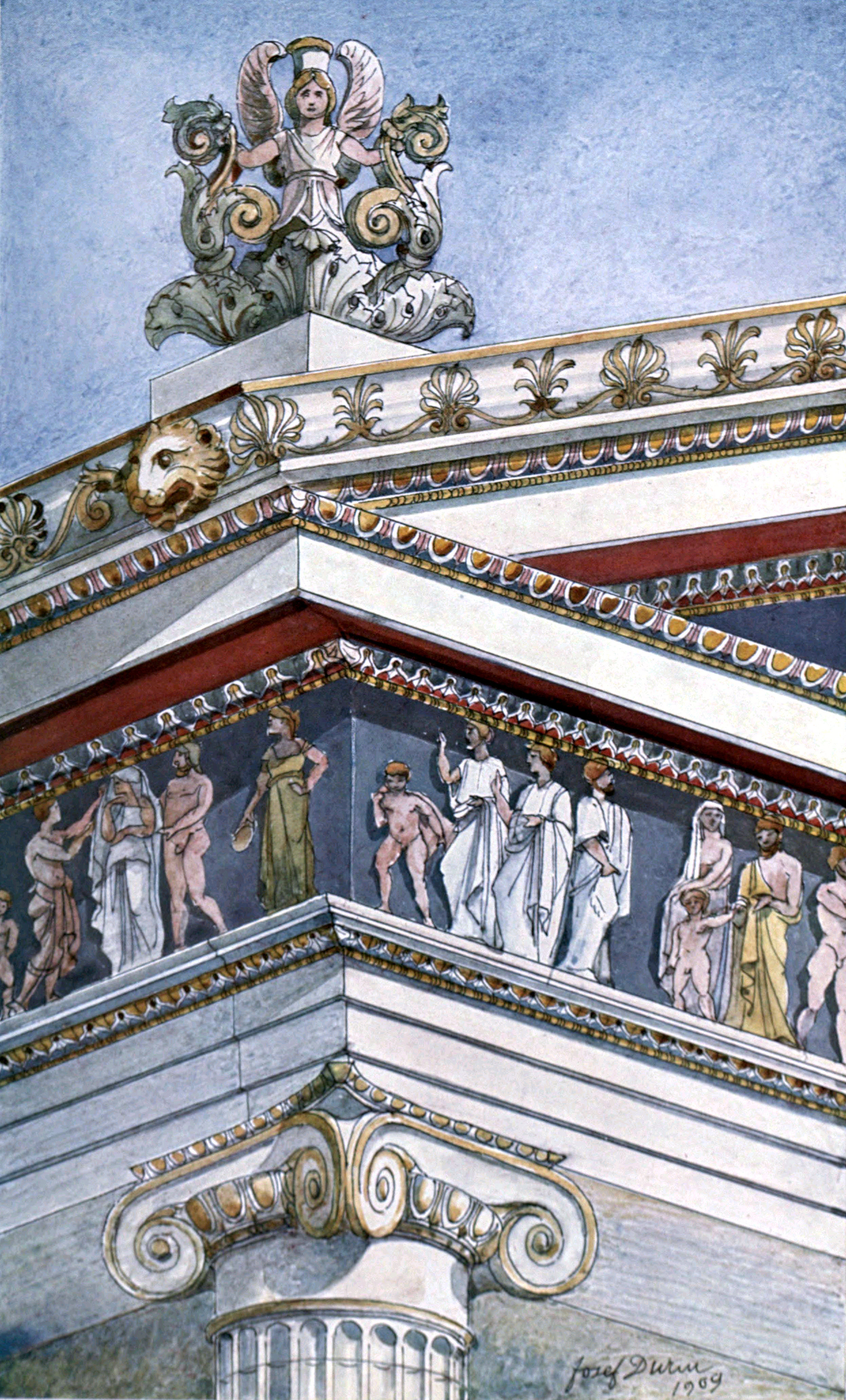
이오니아 양식 신전의 원래 폴리크로미

### 건축 조각
그리스 신전은 종종 형상 장식으로 장식되었다. 특히 프리즈 부분은 부조와 부조판을 위한 공간을 제공했으며, 페디먼트 삼각형에는 종종 독립된 조각 장면이 포함되었다. 고졸기 시대에는 아폴론의 초기 디디마 신전에서 볼 수 있듯이 아키트레이브도 이오니아 양식 신전에서 부조로 장식될 수 있었다. 이곳에서는 아키트레이브 모서리에 고르곤이 있었고, 사자와 다른 동물들이 그 주위를 둘러싸고 있었다. 반면에 소아시아의 이오니아 양식 신전에는 부조 장식을 위한 별도의 프리즈가 없었다. 부조 장식의 가장 흔한 영역은 여전히 프리즈였는데, 이는 조각된 메토프가 있는 전형적인 도리스식 트리글리프 프리즈이거나, 키클라데스 제도와 나중에는 동방 이오니아 양식 신전의 연속 프리즈였다.

#### 메토프
메토프는 각각 보통 세 개 이상의 인물을 담을 수 없는 개별적인 그림으로, 일반적으로 더 넓은 맥락에 속하는 개별 장면들을 묘사했다. 장면이 여러 메토프에 걸쳐 분산되는 경우는 드물었으며, 대신 여러 고립된 장면들의 조합을 통해 일반적인 서사적 맥락, 보통 전투가 만들어졌다. 다른 주제적 맥락도 이러한 방식으로 묘사될 수 있었다. 예를 들어, 올림피아의 제우스 신전 전면과 후면의 메토프는 헤라클레스의 12과업을 묘사했다. 에우로페의 납치나 디오스쿠로이의 소 절도와 같은 개별적인 신화적 장면뿐만 아니라, 아르고나우타이의 항해나 트로이 전쟁의 장면도 묘사될 수 있었다. 켄타우로스와 아마조네스와의 전투, 그리고 기간토마키아는 모두 파르테논 신전에 묘사되어 있으며, 많은 신전에서 반복되는 주제였다.

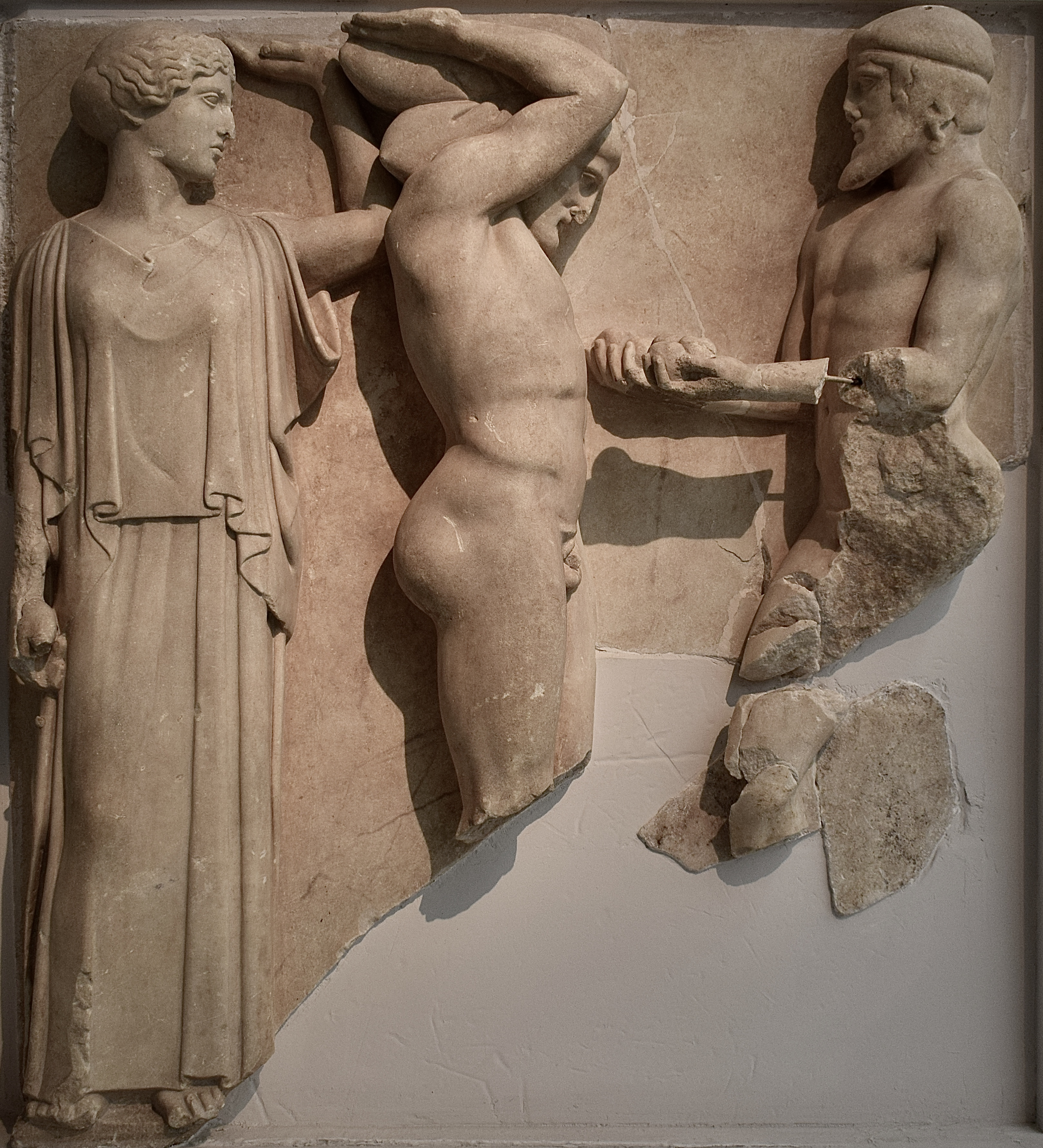
올림피아의 제우스 신전의 메토프
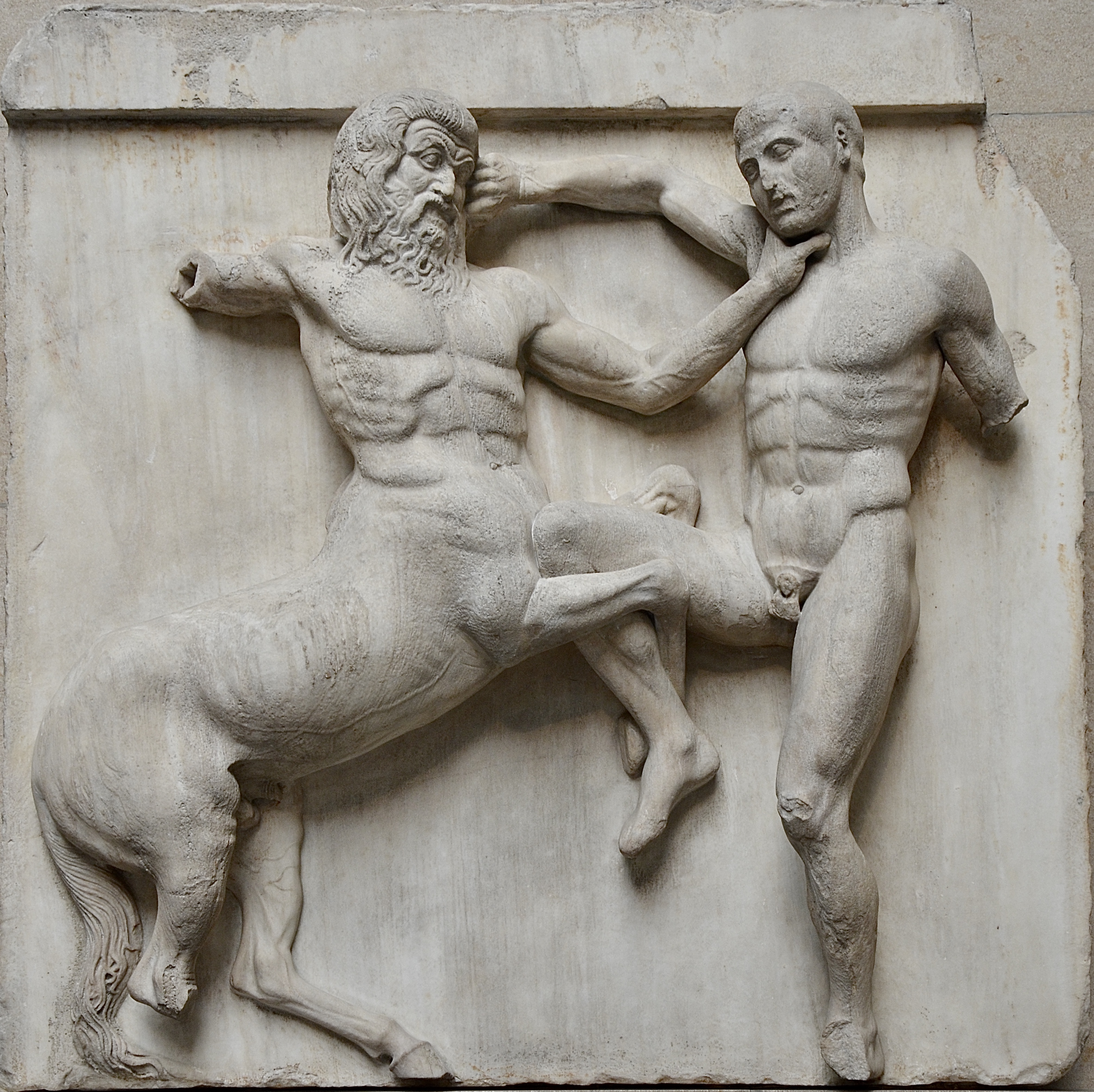
대영박물관 (런던)에 있는 파르테논 신전 메토프에서 켄타우로스와 라피타이의 싸움
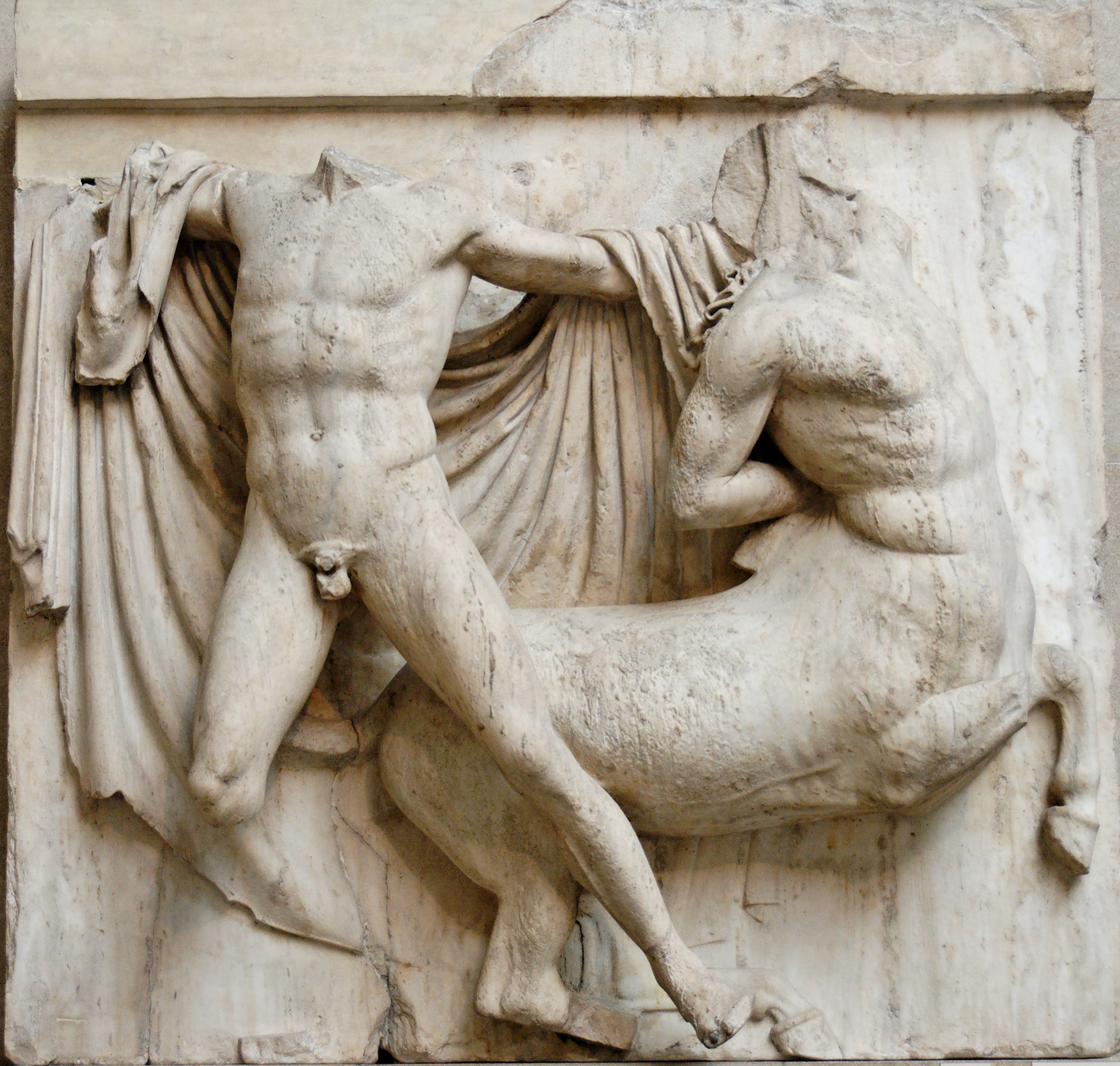
대영박물관에 있는 파르테논 신전 메토프의 라피타이와 켄타우로스 전투
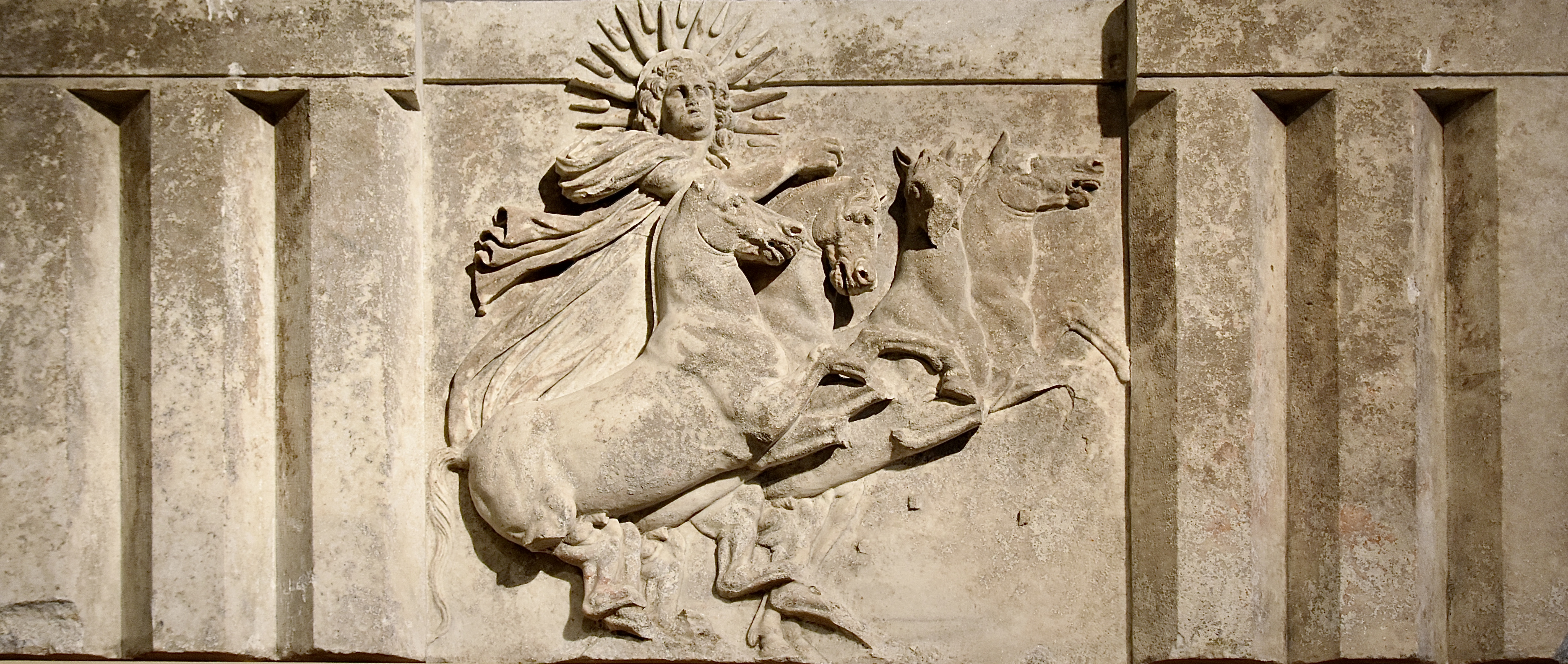
트로이의 아테나 신전에서 발굴된, 헬리오스가 콰드리가에 탄 모습을 조각한 메토프가 있는 아키트레이브. 기원전 300-280년경

#### 프리즈
온갖 종류의 전투 장면은 이오니아식 프리즈의 흔한 주제이기도 했다. 예를 들어, 라기나의 헤카테 신전의 기간토마키아나 마그네시아 온 마이안데르의 아르테미스 신전의 아마조네스마키아는 모두 기원전 2세기 후반의 것이다. 복잡한 구성은 관람객에게 싸움의 흐름을 시각화했다. 이러한 장면들은 더 조용하거나 평화로운 장면들과 대조를 이루었다. 신들의 집회와 행렬은 160m 길이의 프리즈를 지배하는데, 이 프리즈는 파르테논 신전의 나오스 벽 상단에 위치해 있다.

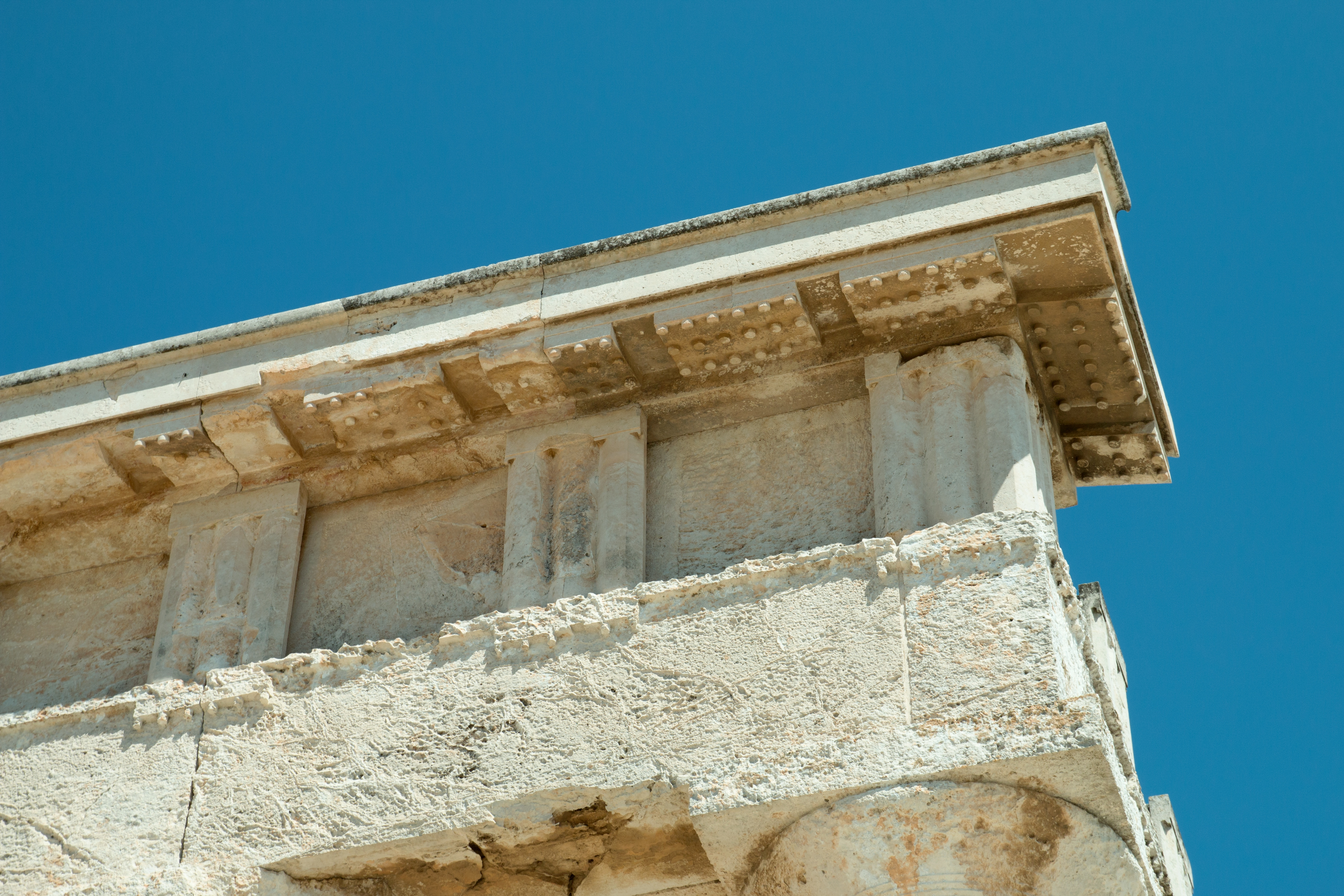
에기나 (그리스)의 아파이아 신전의 도리스식 프리즈, 트리글리프와 메토프 포함
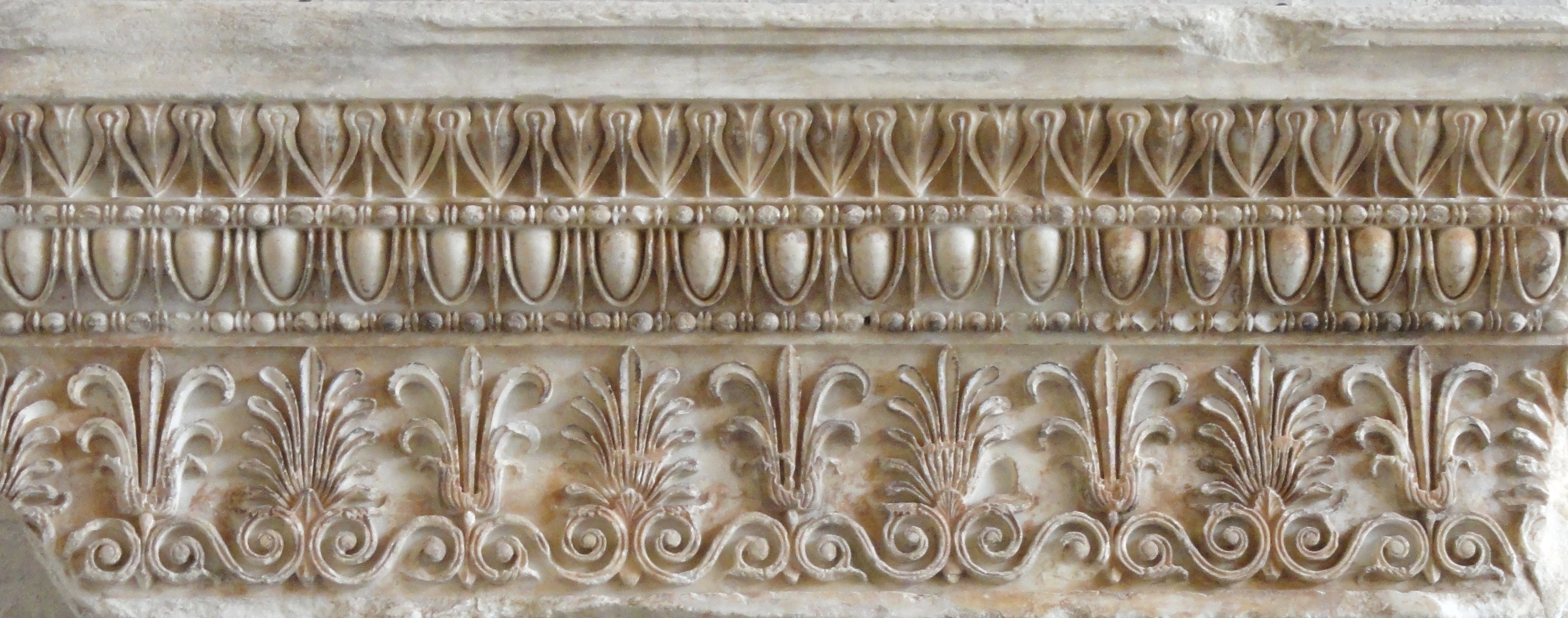
글립토테크 (독일 뮌헨)의 에레크테이온 이오니아식 프리즈, 치수 130 x 50 cm
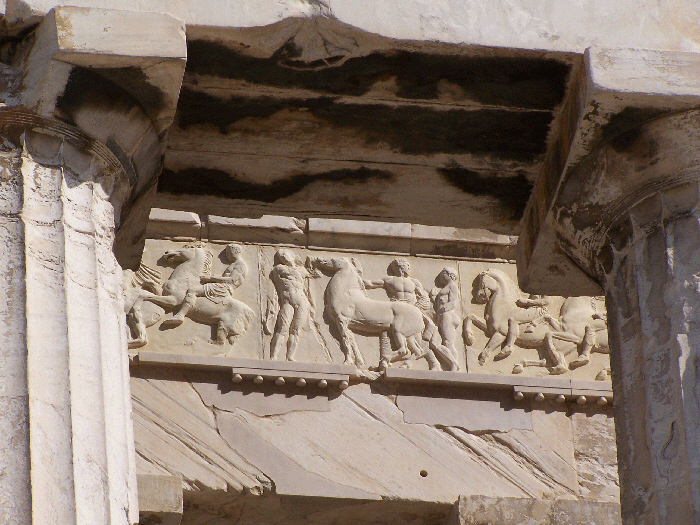
파르테논 프리즈의 일부, 파르테논 신전 서쪽 나오스에 현지 보존 상태
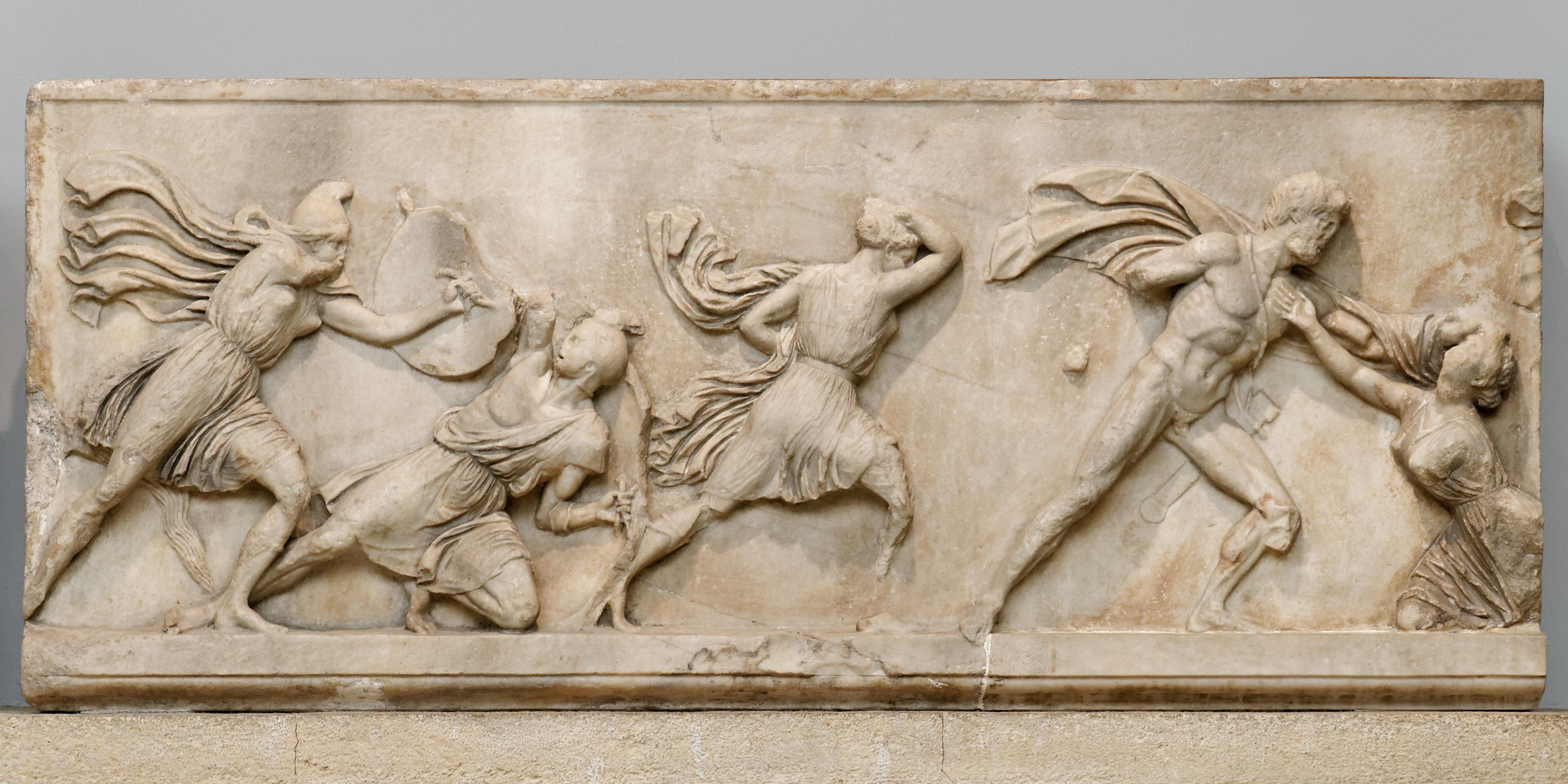
할리카르나소스의 마우솔레움의 아마조네스마키아 프리즈 세부, 대영박물관 (런던)

#### 페디먼트

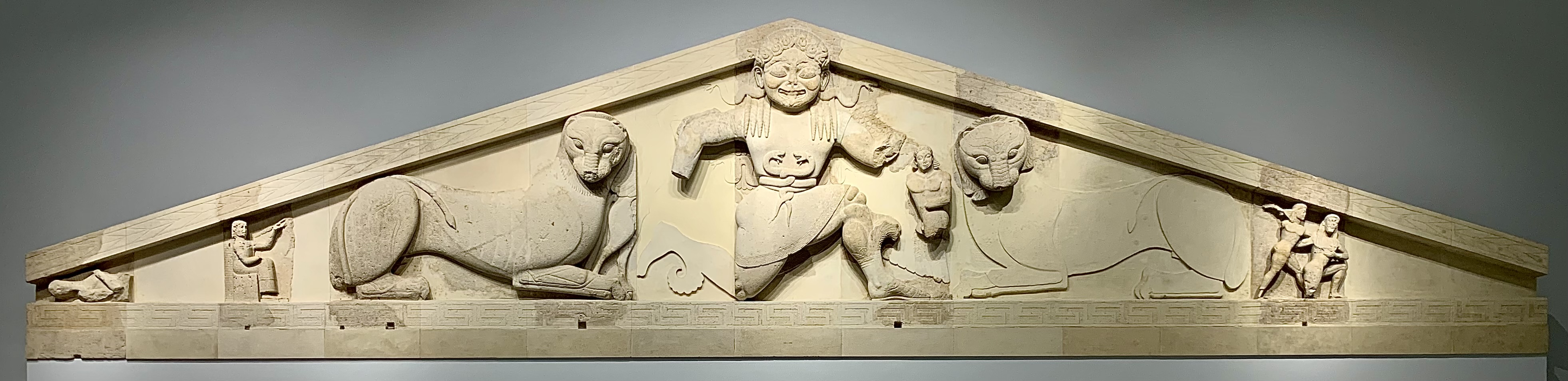
케르키라섬 (그리스) 아르테미스 신전의 서쪽 페디먼트, 코르푸 고고학 박물관

페디먼트 장식은 그 크기와 정면 위치 때문에 특별한 주의를 받았다. 페디먼트 조각은 원래 거대한 부조상으로, 기원전 600년 직후에 건설된 케르키라섬 아르테미스 신전의 것이 가장 오래 살아남은 예이다. 이 신전의 서쪽 페디먼트 중앙에는 메두사와 그 자녀들이 있으며, 표범들이 양쪽에 배치되어 있다. 페디먼트의 낮은 모서리에는 더 작은 장면들이 전시되어 있는데, 제우스가 벼락을 들고 거인과 싸우는 장면 등이 포함된다.
기원전 570년경 아테네의 아크로폴리스에 세워진 최초의 페립테로스 신전의 페디먼트 조각은 거의 독립된 조각상이지만, 여전히 싸우는 사자들의 중심 장면이 지배적이다. 다시 모서리에는 별도의 장면들이 포함되어 있는데, 헤라클레스가 트리톤과 싸우는 장면 등이 있다. 기원전 6세기 중반 이후 구성 스키마가 변화한다. 동물 장면은 이제 모서리에 배치되다가 곧 완전히 사라진다. 중심 구성은 이제 신화적 전투나 인간 형상의 열로 대체되며, 파르테논 신전의 엘긴 대리석 조각군처럼 인물들이 독립된 형태로 변한다.
그리스인들이 페디먼트 조각을 높이 평가했다는 것은 기원전 373년 신전 파괴 후 진정한 매장을 받았던 델포이의 후기 고졸기 아폴론 신전에서 발견된 조각품들로 증명된다. 개별 페디먼트 장면의 주제는 점점 더 지역과 관련된 신화들로 지배된다. 따라서 올림피아의 동쪽 페디먼트에는 펠롭스와 인근 피사의 신화적 왕 오이노마오스 사이의 전차 경주 준비가 묘사되어 있다. 이는 성소 자체의 건립 신화이며, 가장 두드러진 위치에 전시되어 있다. 유사하게 직접적인 연관성은 파르테논 신전 동쪽 페디먼트의 아테나 탄생이나, 서쪽 페디먼트의 아테나와 포세이돈 사이의 아티키를 위한 싸움에서 제공된다. 3세기 후반 사모트라키섬의 후기 카베이로이 신전의 페디먼트는 아마도 그리스 전체에 큰 관심이 없는 순전히 지역적인 전설을 묘사했을 것이다.

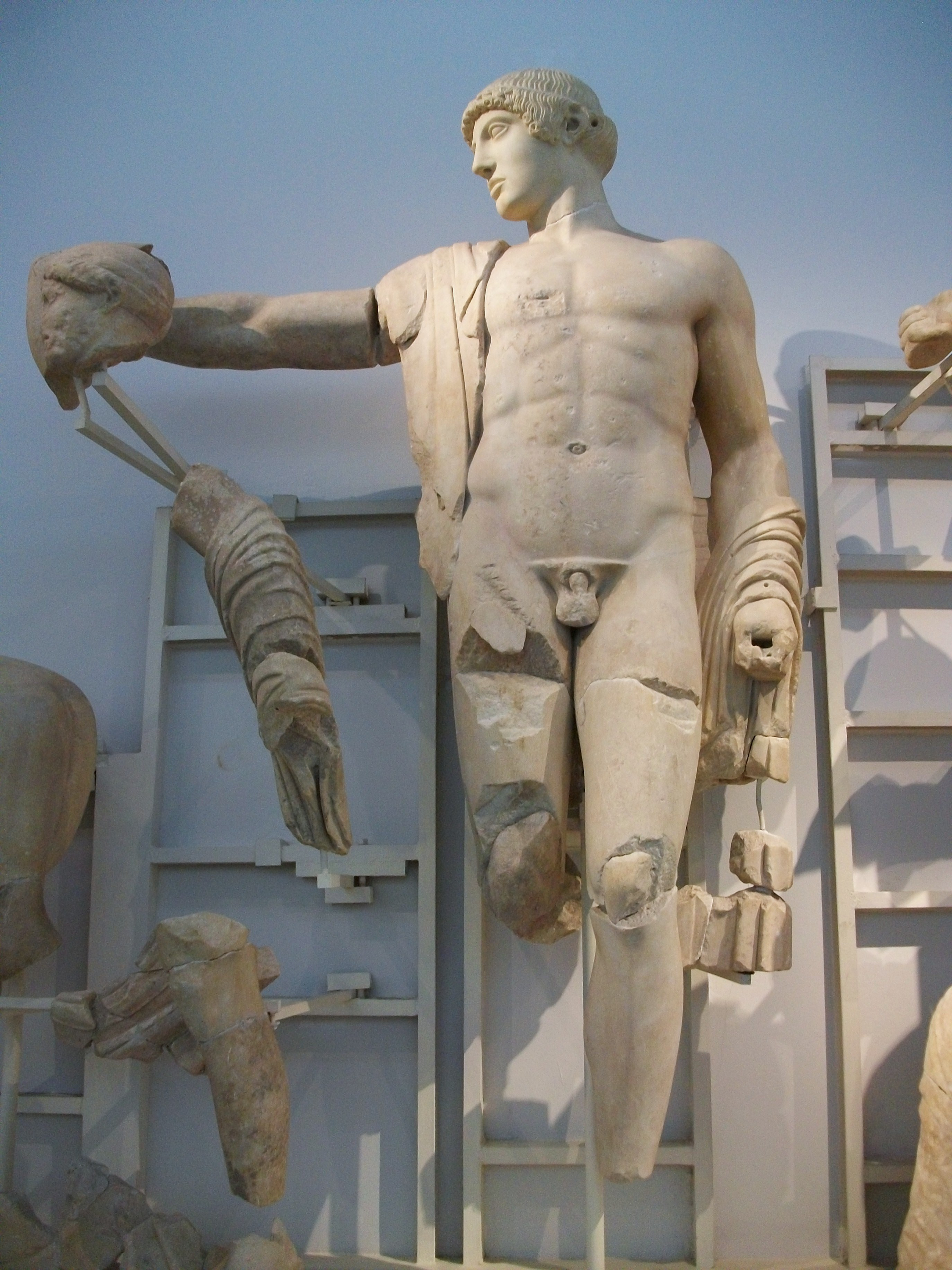
올림피아의 제우스 신전 서쪽 페디먼트의 아폴론 조각상
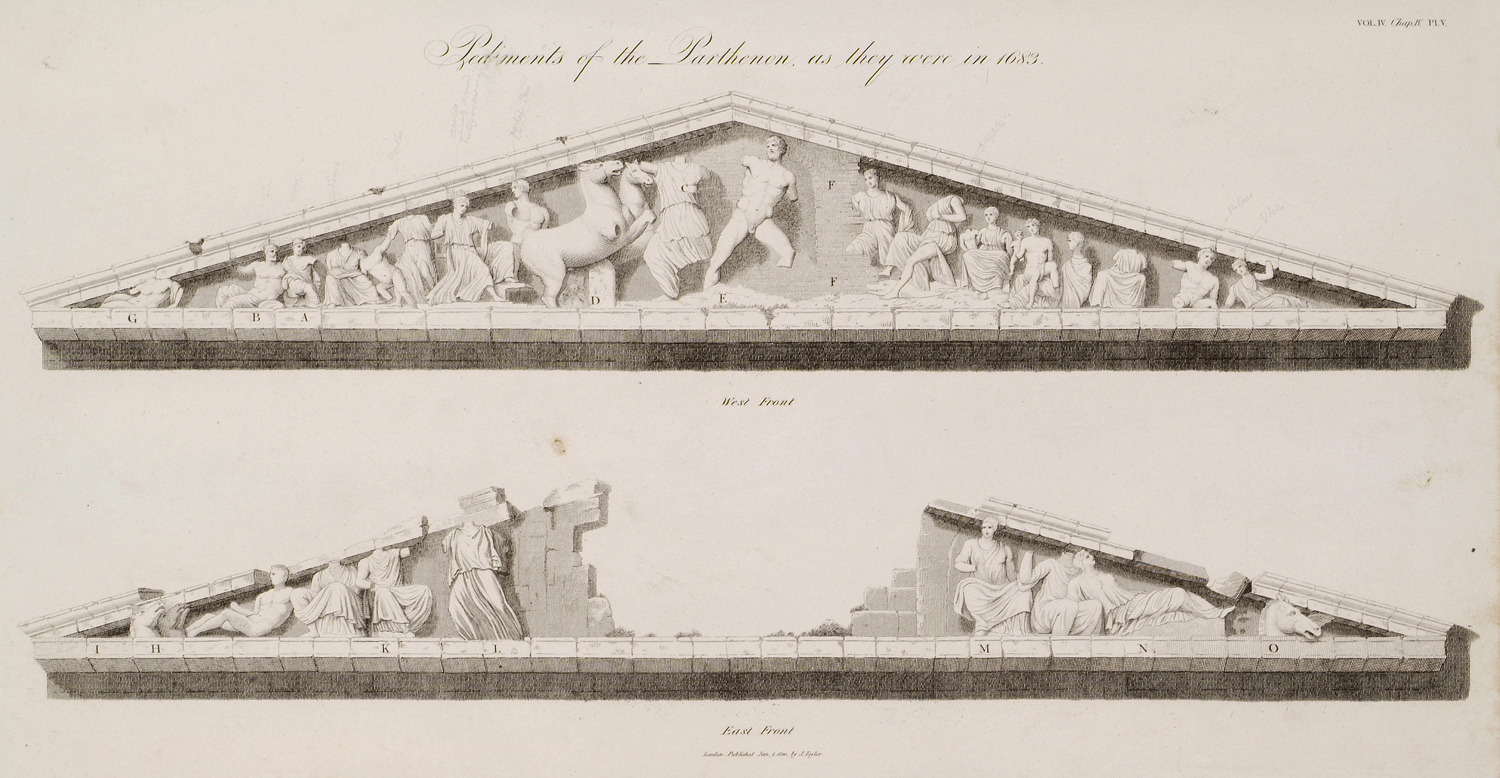
1794년 제임스 스튜어트 & 니콜라스 레베트가 그린 파르테논 신전 두 페디먼트 조각 삽화
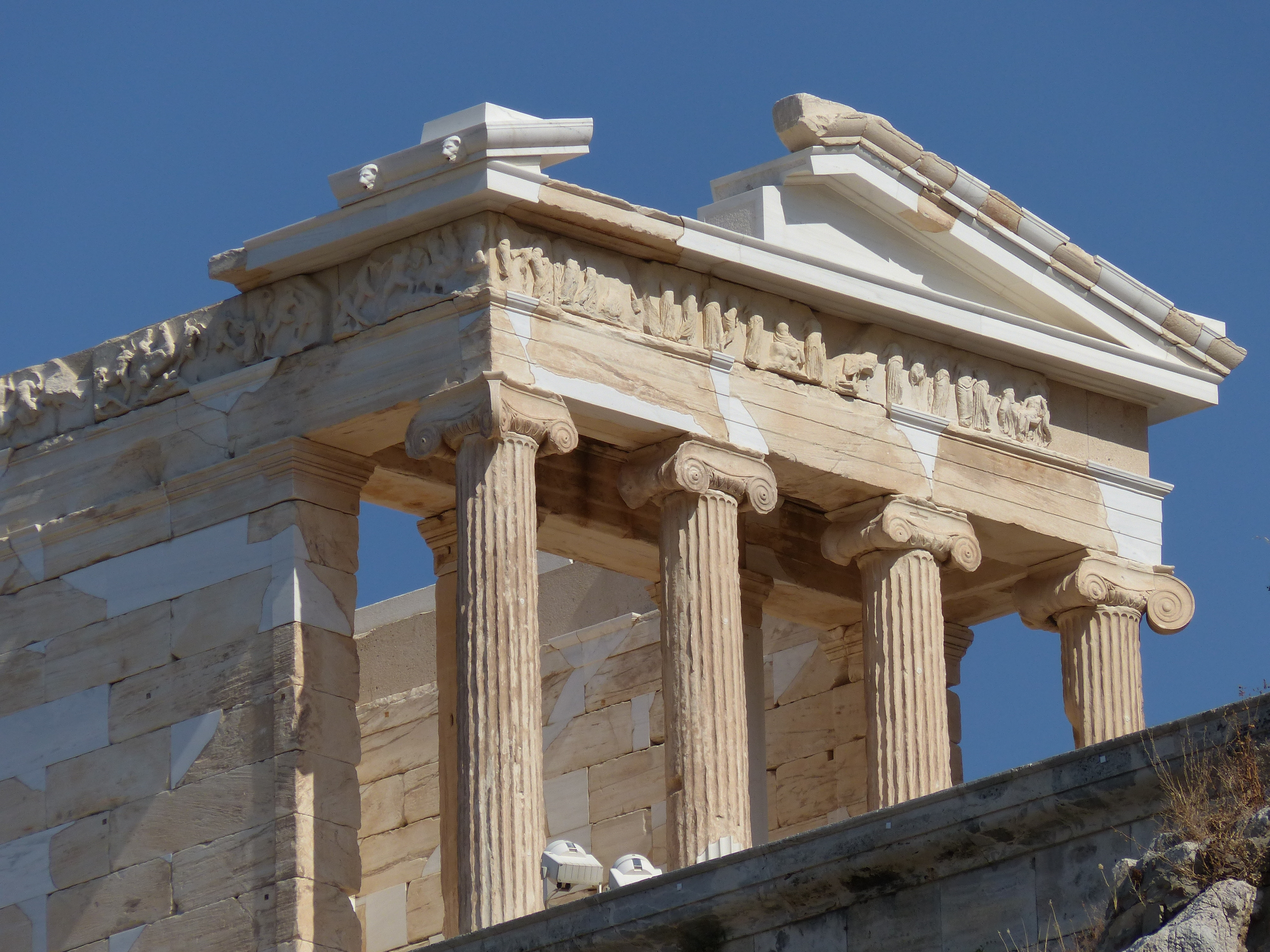
훼손이 심한 페디먼트가 있는 아테나 니케의 신전

#### 지붕
지붕은 아크로테리온으로 장식되었는데, 원래는 정교하게 채색된 점토 원반 형태였으나 6세기부터는 페디먼트의 모서리와 능선에 배치된 완전히 조각된 인물상으로 바뀌었다. 이들은 그릇과 봉헌 삼각대, 그리핀, 스핑크스, 특히 신화적 인물과 신들을 묘사할 수 있었다. 예를 들어, 달리는 니케의 묘사는 델포이의 알크마이오니다이 아폴론 신전을 장식했으며, 말을 탄 아마조네스는 에피다우로스의 아스클레피오스 신전의 모서리 아크로테리온을 형성했다. 파우사니아스 (5, 10, 8)는 올림피아의 제우스 신전에 청동 삼각대가 모서리 아크로테리온을 형성하고 파이오니오스의 니케상이 능선을 장식했다고 묘사한다.

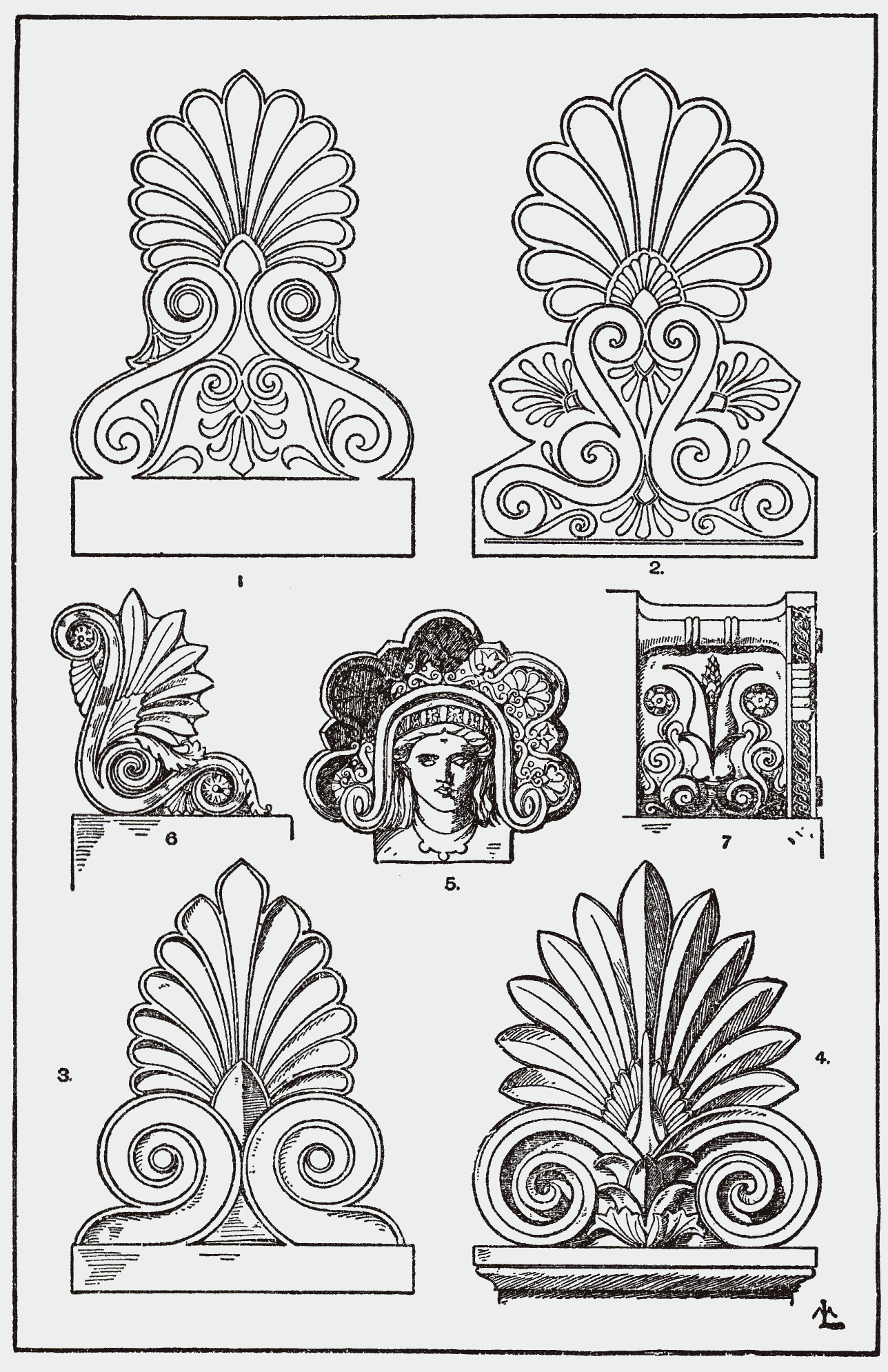
아크로테리온의 예시가 있는 삽화
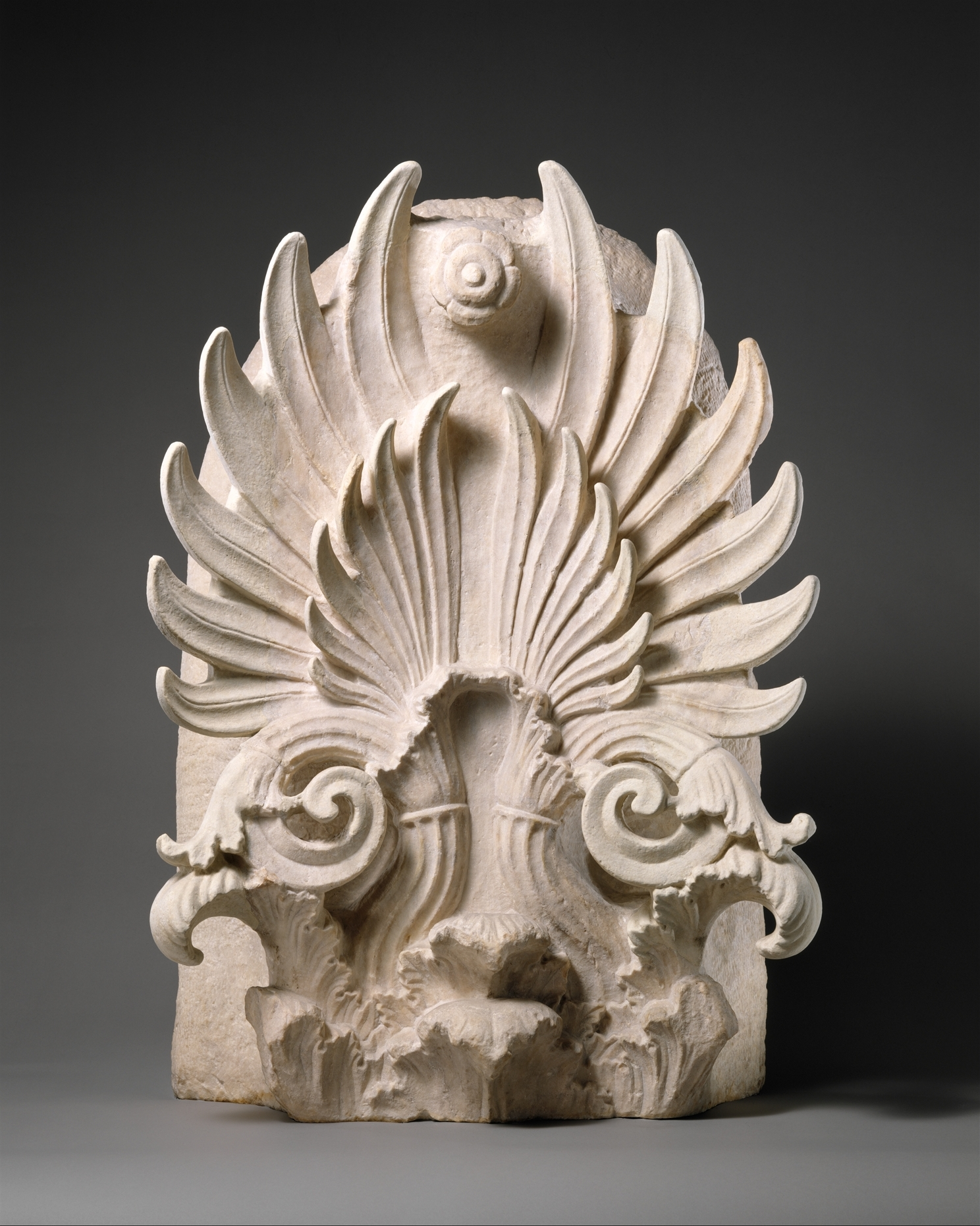
아크로테리온, 기원전 350-325년, 대리석, 메트로폴리탄 미술관 (뉴욕시)
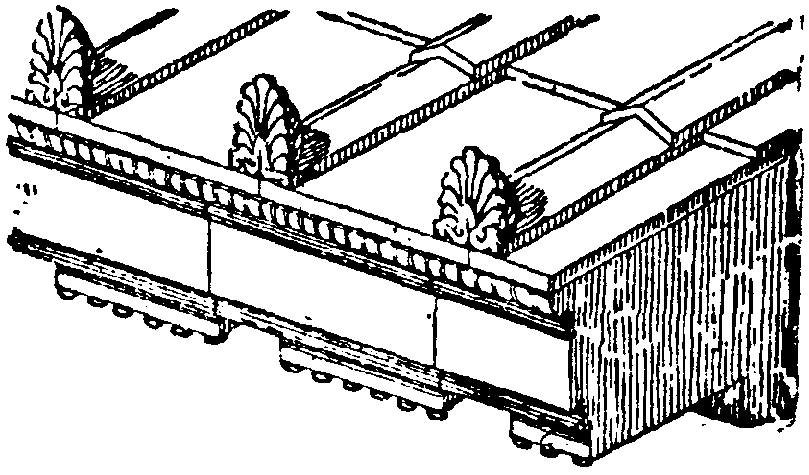
앤티픽스가 제자리에 있는 모습을 보여주는 삽화
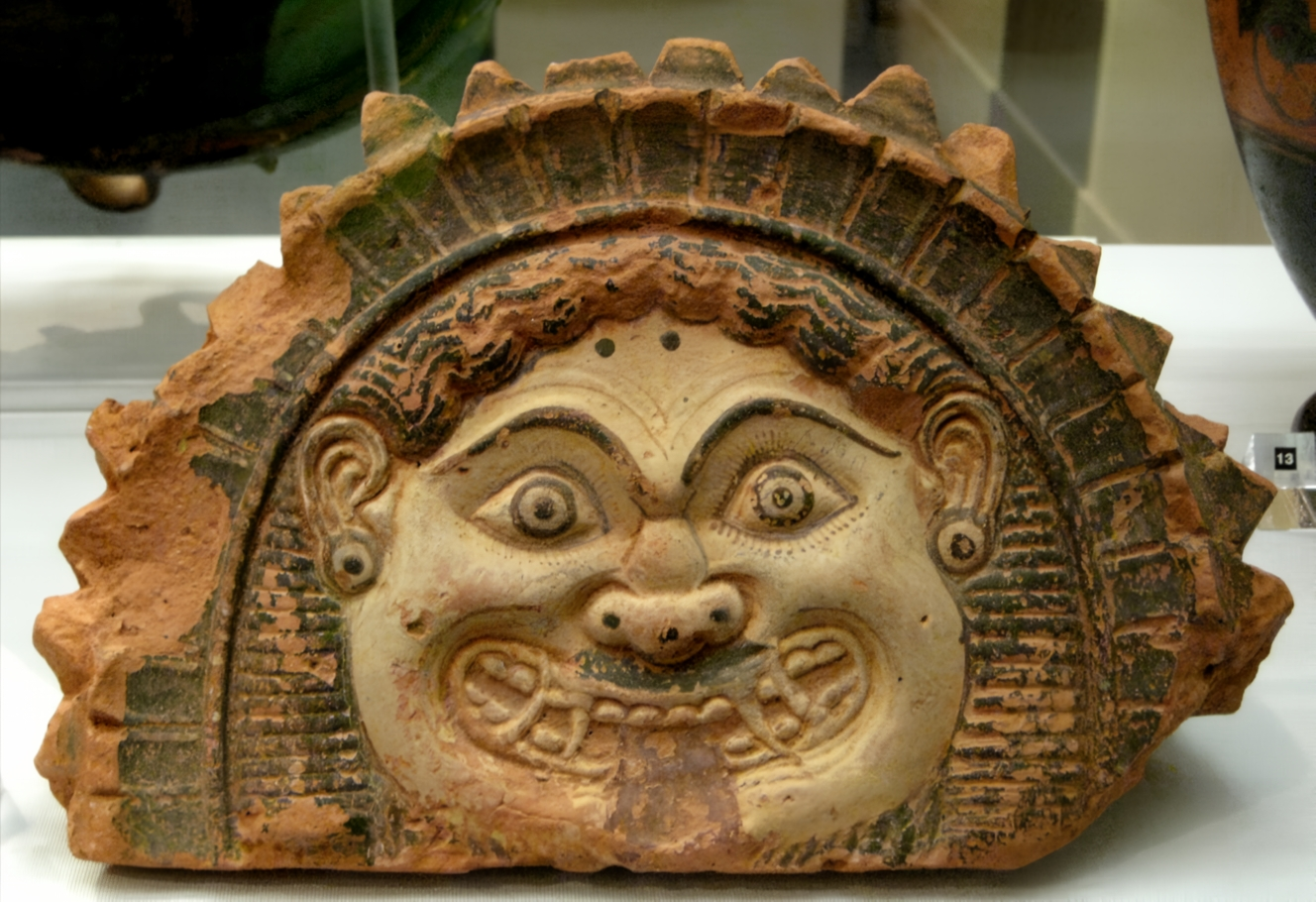
메두사를 그린 앤티픽스, 기원전 6세기 또는 5세기, 도자기, 푸시킨 미술관 (모스크바)

#### 기둥
완전성을 위해, 조각 장식의 또 다른 잠재적 지지자인 에페소스와 디디마의 이오니아 양식 신전의 columnae celetae를 여기에서 언급해야 한다. 여기에서 이미 고졸기 신전에서는 기둥 몸통의 하단 부분이 돌출된 부조 장식으로 장식되었는데, 원래는 인물상 열을 묘사했지만, 후기 고전기와 헬레니즘 시대에는 신화적 장면과 전투로 대체되었다.

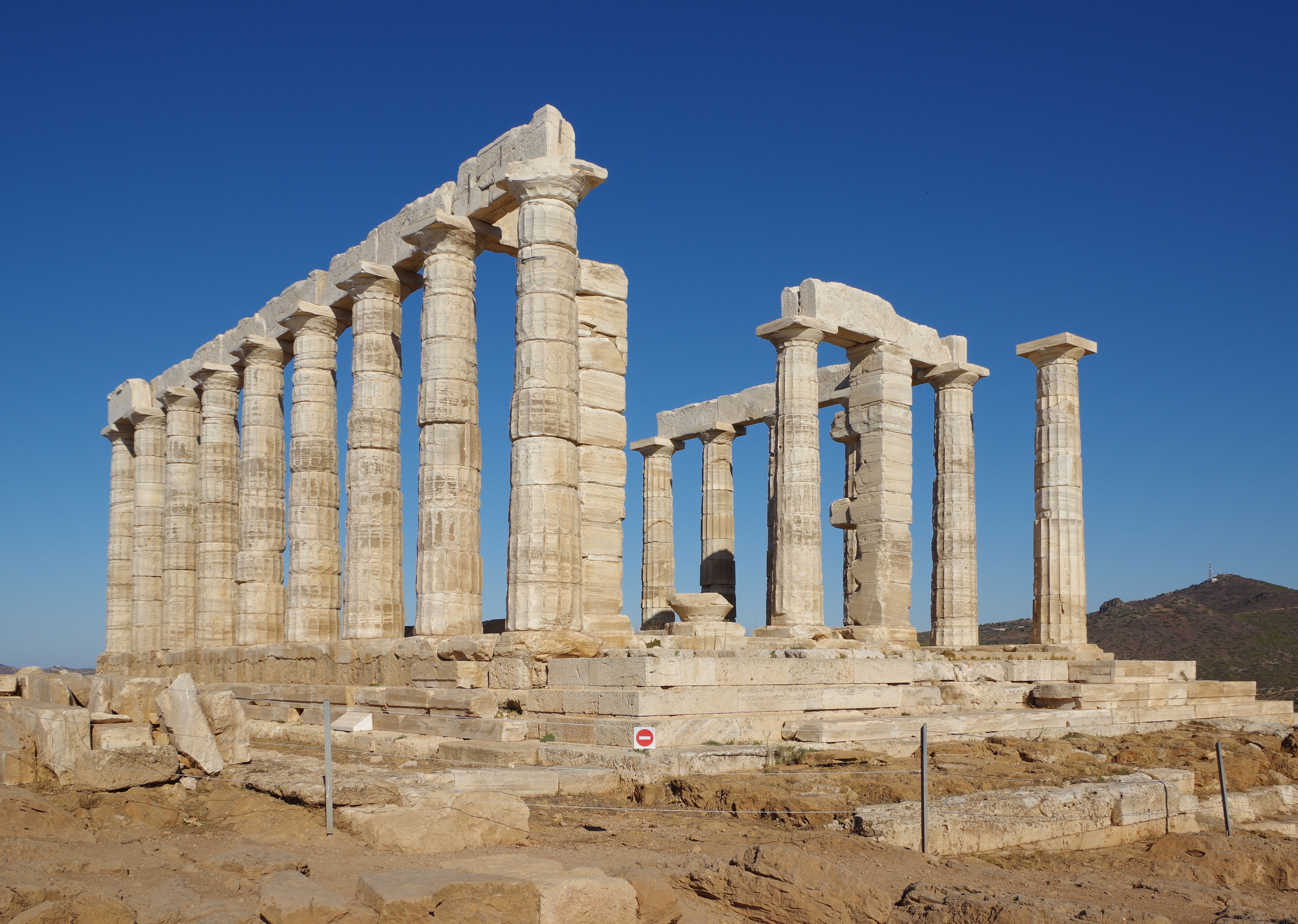
수니온 (그리스) 포세이돈 신전의 유적, 기원전 444–440년
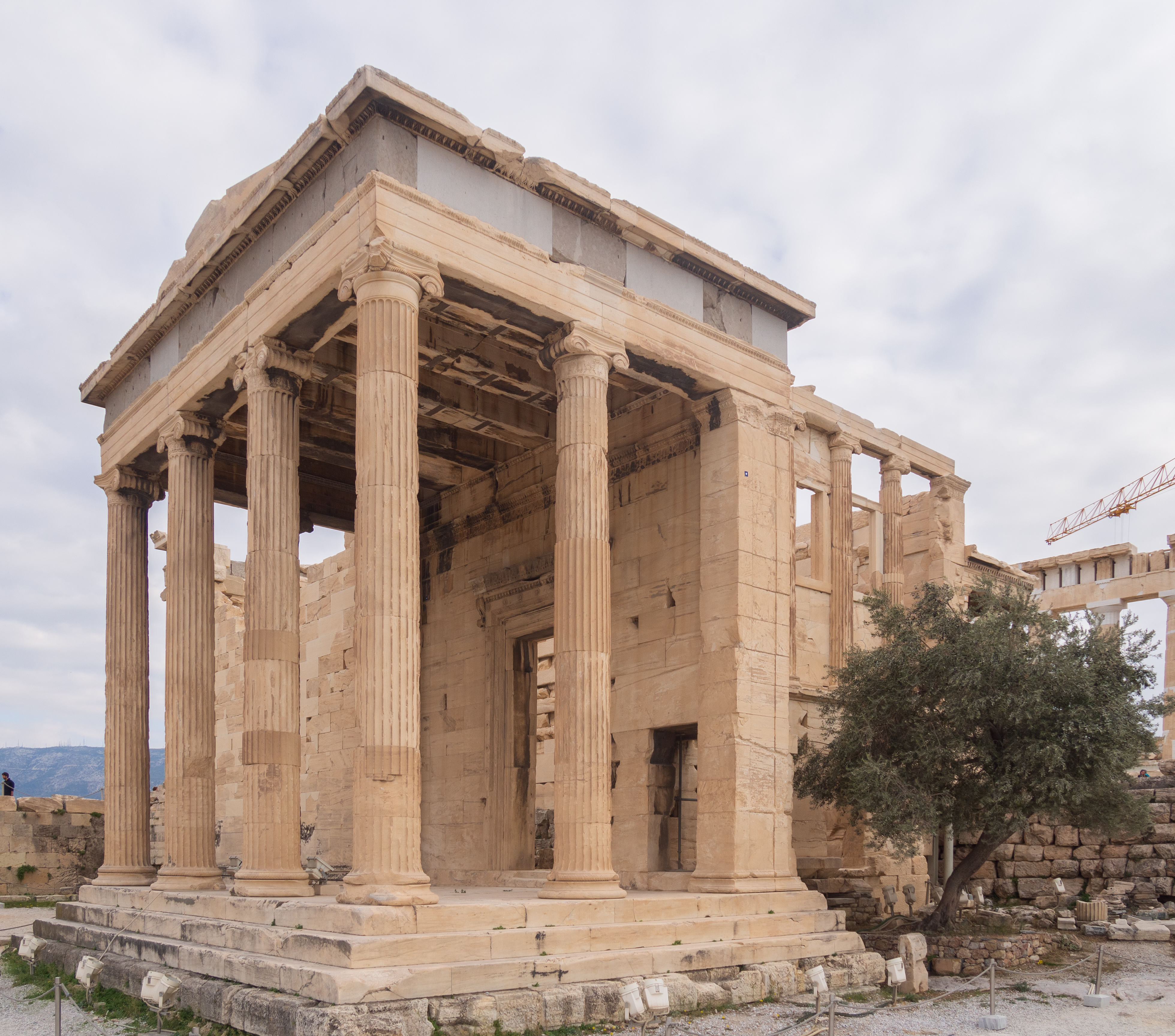
아테네의 아크로폴리스의 에레크테이온 북쪽 주랑 현관
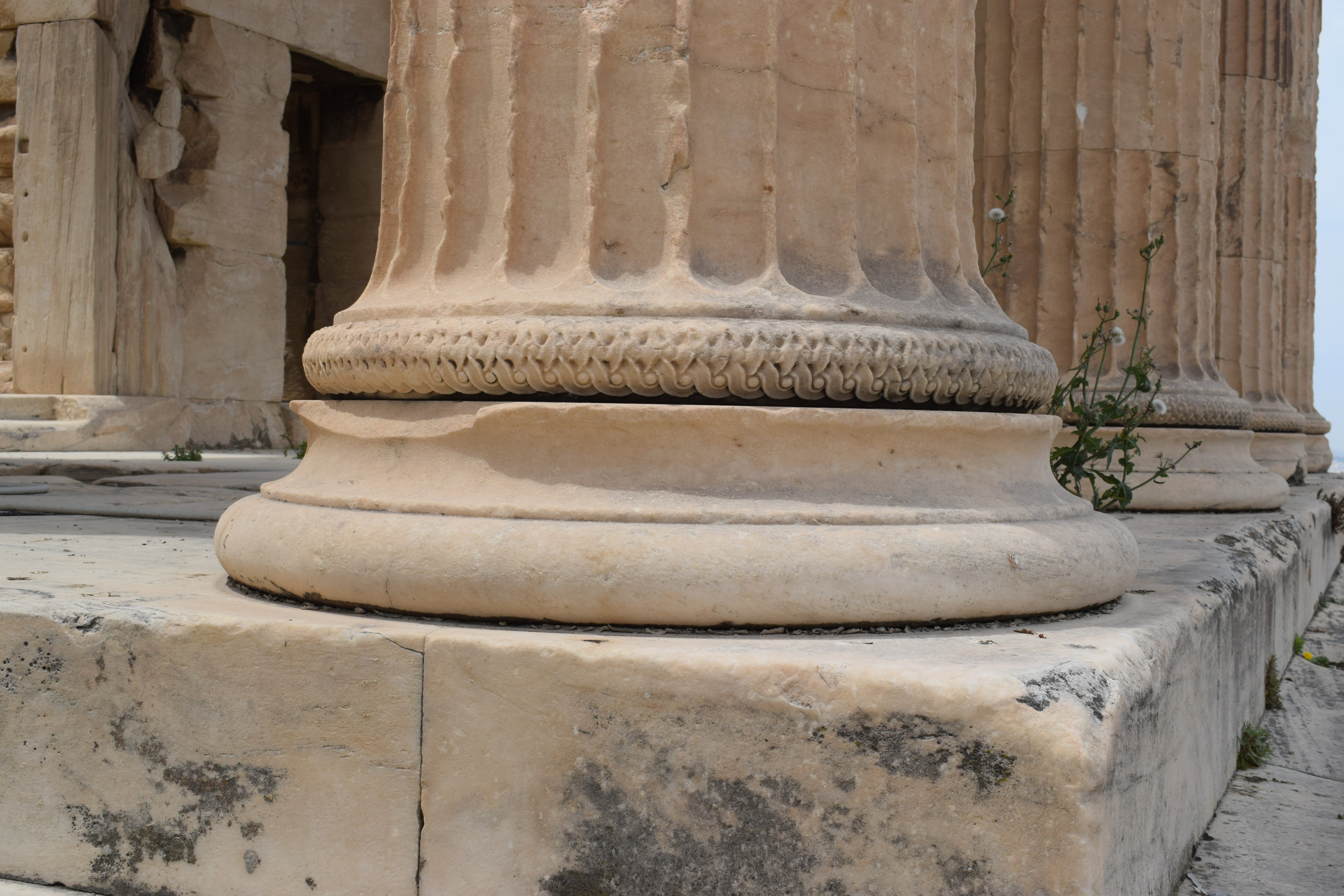
에레크테이온 북쪽 주랑 현관 이오니아 양식 기둥의 기단
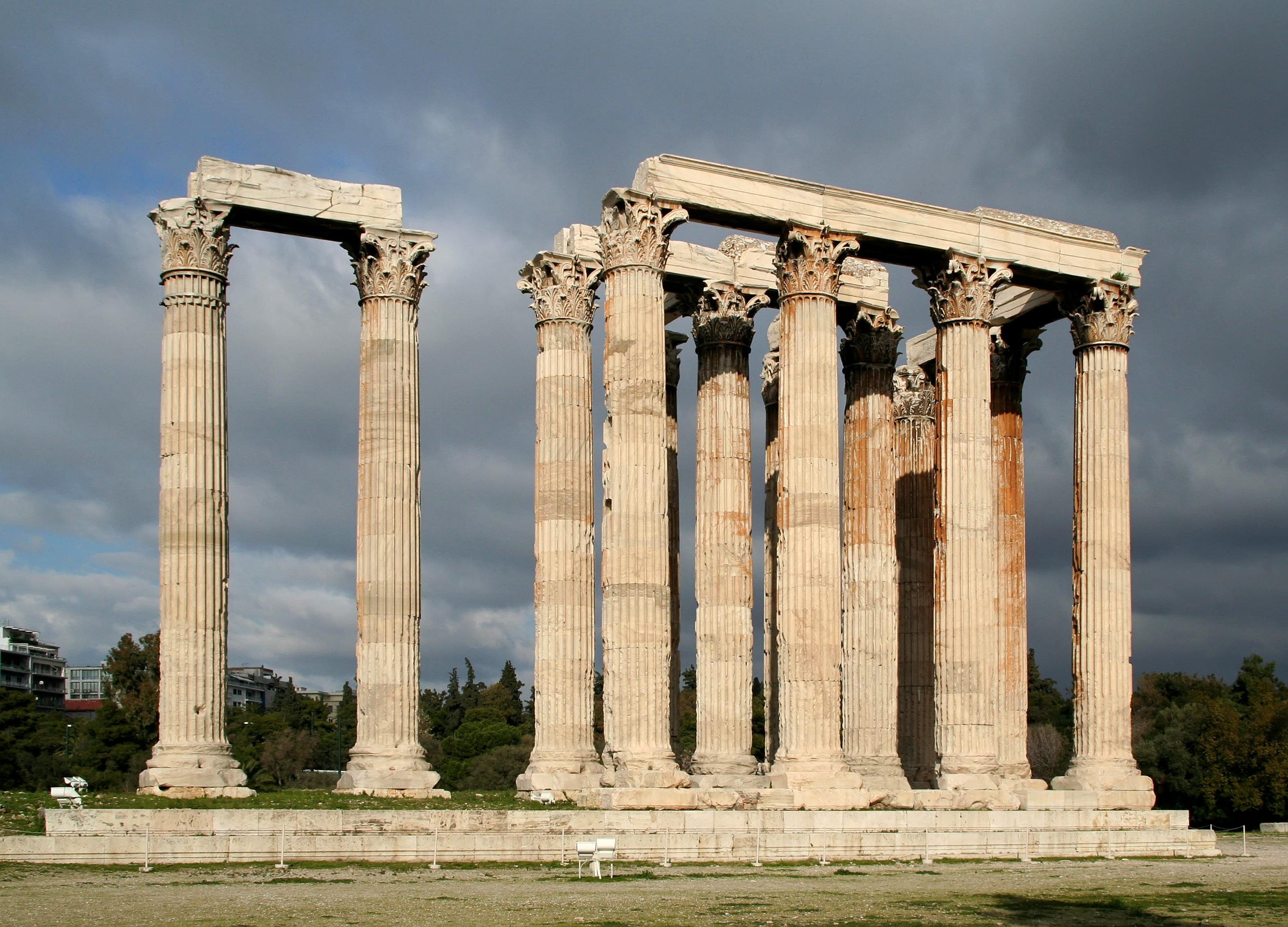
아테네의 올림피아 제우스 신전 유적

## 기능과 디자인

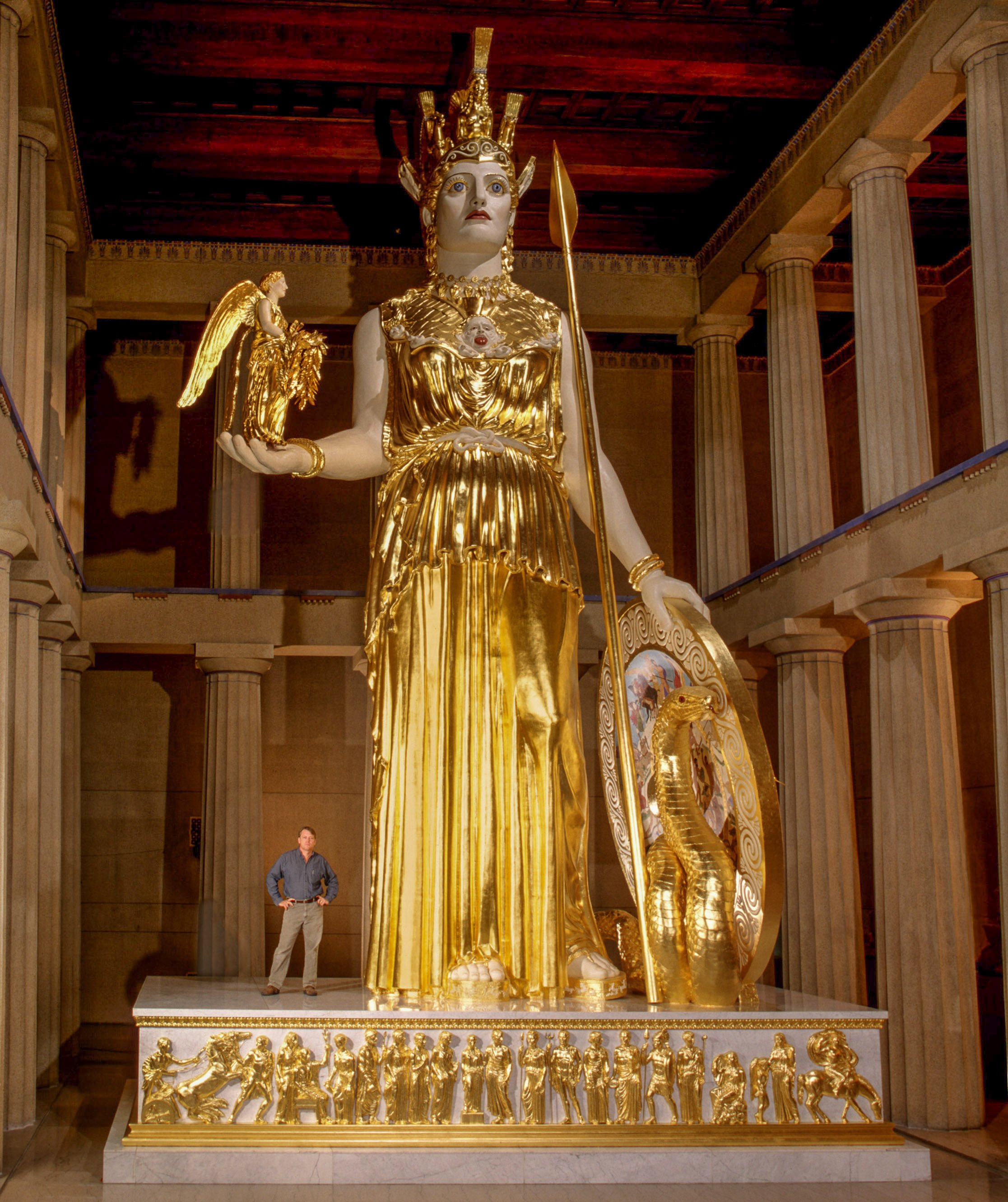
미국 테네시주 내슈빌의 파르테논 신전에 있는 아테나 파르테노스 숭배상의 원본 크기 복제품.

### 숭배상과나오스
신전의 기능은 주로 숭배상이 있는 "거처"인 나오스에 집중되었다. 신전 외부를 정교하게 꾸민 것은 나오스의 위엄을 강조하기 위함이었다. 대조적으로, 나오스 자체는 종종 다소 절제된 모습으로 마감되었지만, 로마 시대에는 다른 조각상, 전리품, 기타 선물로 상당히 번잡해진 경우도 분명히 있었다. 종종 나오이와 숭배상의 유일한 광원은 나오스의 정면 문과 내부의 기름 램프뿐이었다. 따라서 내부는 제한된 양의 빛만 받았다. 예외는 바사이의 아폴론 신전과 테게아의 아테나 신전에서 발견되는데, 남쪽 나오스 벽에 문이 있어 내부로 더 많은 빛이 들어올 수 있었을 것이다. 키클라데스 제도의 신전에는 특별한 상황이 적용되는데, 지붕이 보통 대리암 기와로 되어 있었다. 올림피아의 제우스 신전과 아테네의 파르테논 신전도 대리암 지붕으로 덮여 있었다. 대리암은 완전히 불투명하지 않기 때문에, 이들 나오이는 독특하고 은은한 빛으로 채워졌을 수 있다.
종교적 이유뿐만 아니라 떠오르는 태양의 빛을 활용하기 위해 거의 모든 그리스 신전은 주 문이 동쪽을 향하도록 지어졌다. 신전이 동쪽을 향하게 된 또 다른 이유는 오디세이아에서 볼 수 있듯이 서쪽이 저승의 입구로 여겨졌기 때문이다. 몇몇 예외가 있었는데, 예를 들어 에페소스와 마그네시아 온 마이안데르의 서쪽을 향하는 아르테미스 신전, 또는 아르카디아의 남북 방향으로 지어진 신전 등이 있다. 이러한 예외는 아마도 종교 의식과 관련이 있을 것이다. 신전 부지 주변 토양에 대한 연구는 신전 부지가 특정 신들을 고려하여 선택되었음을 보여준다. 예를 들어, 농경신 디오니소스와 데메테르를 위한 경작 가능한 토양 한가운데, 그리고 사냥꾼-채집자 신 아폴론과 아르테미스를 위한 암석 토양 근처에 위치했다.
숭배상은 일반적으로 신의 조각상 형태를 띠었는데, 일반적으로 실제 크기 정도였지만 경우에 따라서는 실제 크기의 몇 배에 달하기도 했다. 초창기에는 목재, 대리석 또는 테라코타로 만들어졌으며, 특별히 권위 있는 형태로는 목재 골격 위에 노출된 신체 부위는 상아판을 사용하고 의복은 금으로 만든 크리셀레판틴 조각상을 사용했다. 가장 유명한 그리스 숭배상은 이러한 유형이었으며, 올림피아의 제우스상과 아테네 파르테논 신전의 페이디아스의 아테나 파르테노스가 포함되는데, 이 두 거대한 조각상은 현재 완전히 소실되었다. 델포이에서 발굴된 두 크리셀레판틴 조각상의 파편들이 있다. 청동 숭배상은 적어도 헬레니즘 시대까지는 덜 흔했다.
아크롤리트는 또 다른 복합 형태였는데, 이번에는 비용 절감형으로 목재 몸체를 가졌다. 크소아논은 원시적이고 상징적인 목재상으로, 아마도 힌두교 링감과 비교될 수 있을 것이다. 이들 중 많은 수가 그 고대성 때문에 보존되고 숭배되었다. 로마 대리석 복제품으로 잘 알려진 그리스 조각상 중 상당수는 원래 신전 숭배상이었으며, 일부 경우(예: 아폴론 바르베리니)는 신뢰할 수 있게 식별될 수 있다. 청동 피레아스 아테나 (헬멧 포함 높이 2.35m)와 같은 실제 원본은 극히 소수만 남아 있다. 이 상은 기원전 5세기부터 종종 부조로 조각된 받침대 위에 서 있었다.

#### 개선

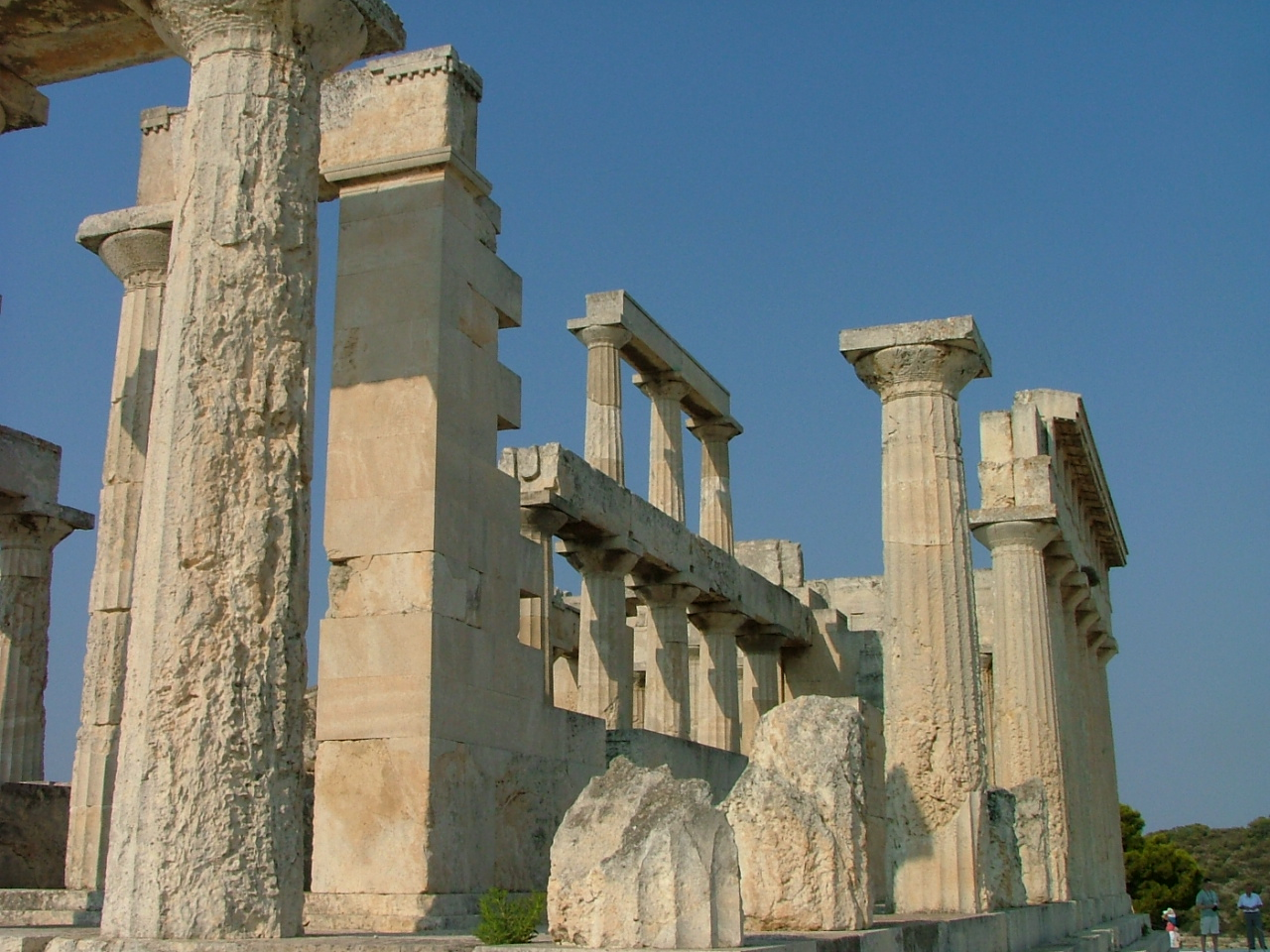
에기나 아파이아 신전: 나오스 내부는 두 층의 도리스 양식 기둥으로 장식되어 있었다.

숭배상은 종종 신전 앞에 축선상으로 놓인 제단을 향했다. 이러한 연결을 유지하기 위해 초기 신전에서 종종 나오스의 중심 축을 따라 발견되는 단일 기둥 열은 측면을 향한 두 개의 개별 열로 대체되었다. 이로 인해 생성된 세 개의 통로 중 가운데 통로는 종종 주 통로로 강조되었다. 나오스의 중심 통로의 위엄은 특별한 디자인 요소를 사용하여 강조될 수 있었다. 예를 들어, 가장 오래된 코린토스 양식 주두는 도리스식 신전의 나오이에서 나온 것이다. 내부 통로의 인상 깊음은 파르테논 신전과 네메아의 제우스 신전에서처럼 뒤쪽에 세 번째 기둥 열을 배치하여 더욱 강조될 수 있었다. 파르테논 나오스는 또한 에기나의 아파이아 신전과 마찬가지로 두 층의 기둥이 서로 위에 놓인 인상적인 특징을 가지고 있었다. 테게아의 아테나 신전은 또 다른 변형을 보여주는데, 두 개의 기둥 열이 측벽에서 돌출된 반기둥으로 표시되고 코린토스식 주두로 장식되어 있다. 이러한 해결책의 초기 형태는 바사이에서 볼 수 있는데, 후방 주랑의 중앙 기둥은 독립된 상태로 남아 있고, 측면을 따라 있는 기둥들은 사실 벽과 곡선 돌출부로 연결된 반기둥이다.
일부 유명한 신전, 특히 파르테논 신전, 올림피아의 제우스 신전, 그리고 에피다우로스 아스클레피오스 신전은 나오스 바닥의 대부분이 물(파르테논 신전)이나 올림피아의 올리브유로 채워진 매우 얕은 웅덩이로 채워져 있었다. 이 모든 신전에는 크리셀레판틴 조각상이 있었고, 파우사니아스는 파르테논 신전의 웅덩이가 적절한 습도 유지와 관련이 있다고 말한 것이 옳았을 수도 있지만, 이들은 아마도 빛을 증가시키고 반사의 매력적인 효과를 주었을 것이다.

#### 접근

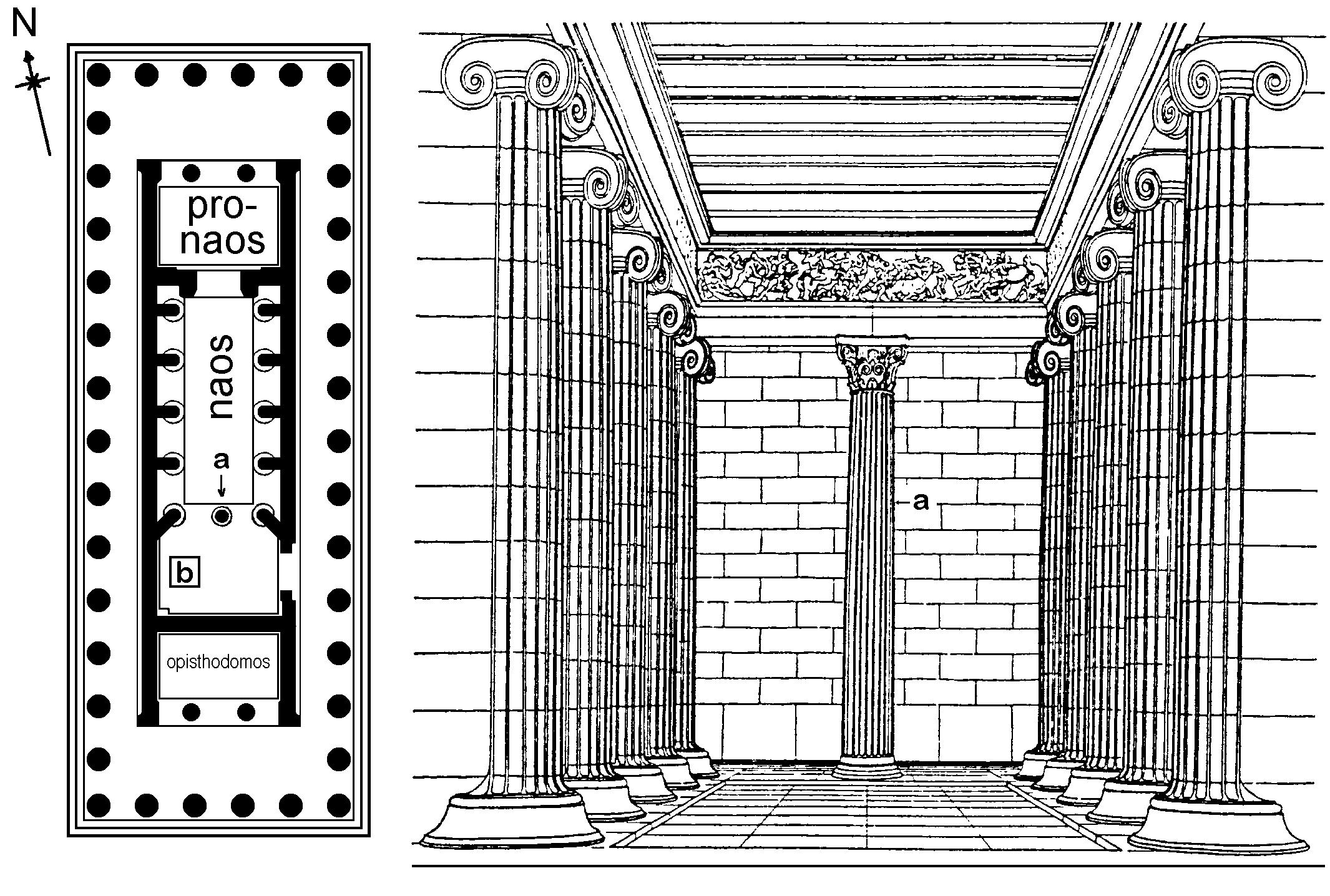
아폴론 에피쿠리오스 신전의 평면도 및 내부 복원도. 나오스의 측면 입구와 단일 코린토스식 기둥에 주목.

과거에는 그리스 신전의 나오스로의 접근이 사제들에게만 제한되었으며, 중요한 축제나 특별한 경우를 제외하고는 다른 방문객들이 거의 들어가지 못했다고 생각되었다. 최근 수십 년 동안 이러한 인식은 변화하여, 학자들은 이제 다양한 지역별 접근 규칙을 강조한다. 파우사니아스는 기원후 2세기의 신사적인 여행자로, 그리스를 여행하는 특별한 의도가 숭배상을 보는 것이었으며, 그는 보통 이를 성공적으로 해냈다.
일반적으로 희생제나 선물을 바쳐야 했고, 일부 신전은 특정 요일이나 계급, 인종, 성별(남성 또는 여성 금지), 또는 그 이상으로 접근을 제한했다. 한 신전에서는 마늘을 먹는 사람이 금지되었고, 다른 신전에서는 처녀가 아닌 여성은 금지되었다. 이러한 제한은 일반적으로 지역적인 의식적 순수성 개념이나 신의 변덕으로 여겨지는 것에서 비롯되었다. 일부 지역에서는 방문객에게 그리스어를 할 줄 아는지 확인하도록 요구했고, 다른 곳에서는 도리스인의 출입이 허용되지 않았다. 일부 신전은 문턱에서만 볼 수 있었다. 어떤 신전은 전혀 열리지 않는다고 전해진다. 그러나 일반적으로 노예를 포함한 그리스인들은 나오스에 들어갈 수 있을 것이라는 합리적인 기대를 가졌다. 나오스 안에 들어가면 숭배상에 또는 숭배상 앞에서 기도할 수 있었고, 때로는 만질 수도 있었다. 키케로는 헌신적인 신도들의 손길로 발이 거의 닳아버린 헤라클레스의 청동상을 보았다. 올림피아의 제우스상과 같은 유명한 숭배상은 중요한 관광 명소 역할을 했다.
때로는 나오스 내의 별도의 공간인 아디톤으로 숭배상을 더 멀리 옮겨 신상의 신성한 성격을 더욱 강조하기도 했다. 특히 마그나 그라이키아에서는 이러한 전통이 오랫동안 지속되었다. 수십 년, 수세기 동안 수많은 낙헌제가 나오스에 놓여 박물관 같은 성격을 띠게 되었다(파우사니아스 5, 17).

#### 오피스토도모스
신전의 뒷방인 오피스토도모스는 주로 제례 용품 보관 공간으로 사용되었다. 또한 신전의 재물을 보관하기도 했다. 한동안 아테네 파르테논 신전의 오피스토도모스에는 델로스 동맹의 재물이 보관되어 있어 신에 의해 직접 보호되었다. 프로나오이와 오피스토도모이는 종종 목재 장벽이나 울타리로 페리스타시스와 분리되었다.

#### 페리스타시스
나오스와 마찬가지로 페리스타시스는 봉헌물의 전시 및 보관 장소로 사용될 수 있었으며, 종종 기둥 사이에 놓였다. 일부 경우, 봉헌물은 기둥에 직접 부착되기도 했는데, 예를 들어 올림피아 헤라 신전에서 볼 수 있다. 페리스타시스는 또한 제례 행렬에 사용되거나, 단순히 비바람을 피하는 피난처로 사용되기도 했는데, 이러한 기능은 비트루비우스 (III 3, 8f)에 의해 강조되었다.

## 후원자, 건설 및 비용

### 공공 및 민간 후원자

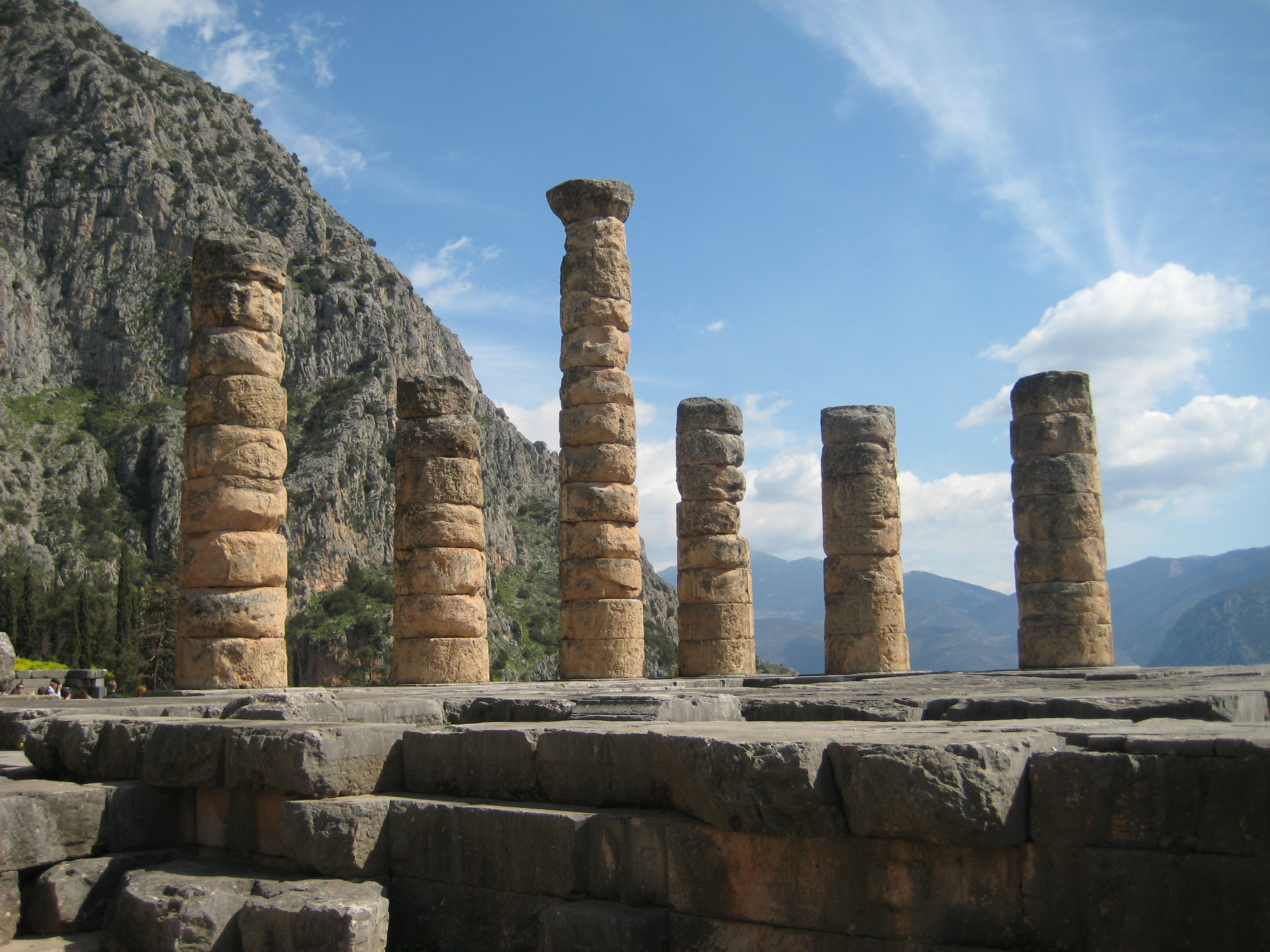
6세기 후반, 알크마이오니다이 가문은 델포이의 아폴론 신전 재건을 강력히 지원하여 아테네와 그리스에서의 입지를 강화하고자 했다.

그리스 신전의 후원자는 일반적으로 두 그룹 중 하나에 속했다. 한편으로는 중요한 성소를 관리하는 기관 및 단체를 포함한 공공 후원자였고, 다른 한편으로는 영향력 있고 부유한 민간 후원자, 특히 헬레니즘 시대의 왕들이었다. 재정적 필요는 세금 또는 특별 부과금 수입, 또는 은과 같은 원자재 판매로 충당되었다. 특히 델포이나 올림피아와 같은 지역을 초월하는 성소의 경우 기부금 모금도 이루어졌다. 헬레니즘 군주들은 자신들의 직접적인 영향권 밖의 도시에서 민간 기부자로 나서 공공 건물을 후원할 수 있었다. 예를 들어, 안티오코스 4세는 아테네의 올림피아 제우스 신전 재건을 명령했다. 이러한 경우 자금은 기부자의 개인 금고에서 나왔다.

### 조직
건축 계약은 대중 또는 선출된 의회가 관련 동의안을 통과시킨 후 공고되었다. 임명된 위원회는 제출된 계획 중에서 당선자를 선정했다. 그 후, 또 다른 위원회가 건축 과정을 감독했다. 그들의 책임은 개별 계약의 공고 및 수여, 건설의 실질적인 감독, 완성된 부분의 검사 및 승인, 그리고 임금 지불을 포함했다. 원래의 광고에는 계약자가 작업을 완료하기 위한 현실적인 제안을 할 수 있도록 필요한 모든 정보가 포함되어 있었다. 계약은 일반적으로 가장 저렴한 가격으로 가장 완전한 서비스를 제공하는 경쟁자에게 수여되었다. 공공 건물의 경우 재료는 일반적으로 공공 후원자가 제공했으며, 예외는 계약서에 명시되었다. 계약자는 대부분의 사업체가 소규모였기 때문에 전체 건설의 특정 부분에 대해서만 책임이 있었다. 원래는 사람과 일당으로 지불했지만, 5세기부터는 작품이나 건설 단계별 지불이 일반화되었다.

### 비용
비용은 엄청날 수 있었다. 예를 들어, 남아 있는 영수증에 따르면 에페소스의 아르테미스 신전 재건에 기둥 하나가 40,000 드라크마에 달했다. 노동자 한 명이 약 2드라크마를 받았다는 점을 고려하면, 이는 거의 2백만 유로에 해당한다(현대 서유럽 임금 기준). 설계에 필요한 기둥의 총 수가 120개였음을 감안하면, 이 건물만으로도 오늘날 주요 프로젝트와 맞먹는 비용(약 3억 6천만 유로)이 발생했을 것이다.

## 다양한 건축 양식의 신전
그리스 신전을 분류하는 기준 중 하나는 기본적인 미학 원칙으로 선택된 주범 양식이다. 이 선택은 거의 전적으로 자유롭지 않고 보통 전통과 지역 관습에 의해 결정되었으며, 매우 다른 디자인 규칙으로 이어졌다. 세 가지 주요 양식에 따라 도리스, 이오니아, 코린토스 신전으로 기본적으로 구분할 수 있다.

### 도리스 양식 신전

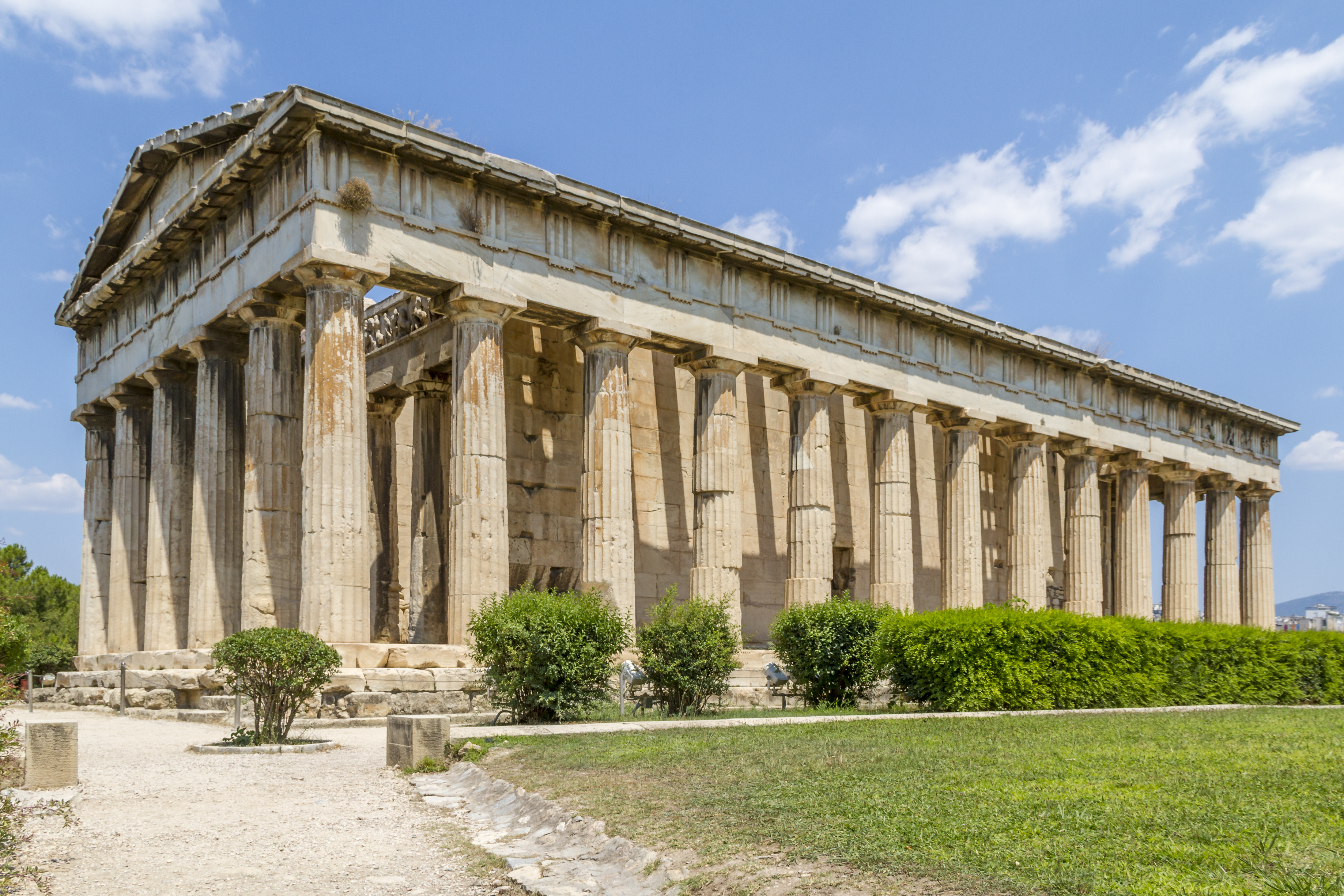
그리스에서 가장 잘 보존된 도리스 양식 신전인 아테네의 헤파이스토스 신전.

현대 그리스 신전 건축의 이미지는 잘 보존된 수많은 도리스 양식 신전의 영향을 크게 받는다. 특히 남부 이탈리아와 시칠리아의 유적지, 예를 들어 파에스툼, 아그리젠토 또는 세게스타의 신전들은 고전주의 연구가 발전하는 초기부터 서구 여행자들에게 쉽게 접근할 수 있었으며, 헤파이스토스 신전과 아테네의 파르테논 신전 또한 초기부터 학계와 신고전주의 건축에 영향을 미쳤다.

#### 시작
도리스 양식의 그리스 신전 건축의 시작은 기원전 7세기 초반으로 거슬러 올라간다. 기원전 600년경 석조 건축으로 전환하면서 이 양식은 완전히 발전했다. 그 이후로는 주로 기념비적인 신전의 설계와 건축이 제기하는 문제를 해결하는 맥락에서 세부 사항만 변경, 개발, 정교화되었다.

#### 최초의 기념비적인 신전
초기 형태를 제외하고, 때때로 후진이 있고 우진각 지붕이 있는 경우도 있었지만, 최초의 100-피트 (30 m) 페립테로스 신전은 기원전 600년 이전에 꽤 빨리 나타났다. 예를 들어 기원전  625년c.경 테르모스의 C 신전이 있는데, 이는 100-피트-long (30 m) 헤카톰페도스로, 5 × 15 기둥의 페리스타시스로 둘러싸여 있으며, 중앙 기둥 열로 나오스가 두 개의 통로로 나뉘어 있다. 완전히 도리스식 엔타블러처는 채색된 점토판(아마도 초기 메토프)과 점토 트리글리프로 표시되어 있다. 7세기에 코린토스와 아르고스의 영향권 내에 세워진 모든 신전은 도리스식 페리프테로이였던 것으로 보인다. 초기 석조 기둥은 후기 고졸기 표본의 단순한 육중함을 보이지 않고, 오히려 목재 선례의 날씬함을 반영했다. 이미 기원전 600년경, 모든 면에서의 시야 확보 요구는 도리스 신전에 적용되어 전면 프로나오스가 후면의 오피스토도모스에 의해 거울처럼 반영되었다. 이러한 초기 요구는 특히 그리스 본토의 도리스 신전에 계속 영향을 미쳤다. 이오니아 신전이나 마그나 그라이키아의 도리스 신전은 이 원칙을 따르지 않았다. 석조 건물의 기념비화 증가와 목조 지붕 구조물이 게이손 높이로 이동하면서, 나오스와 페리스타시스 사이의 고정된 관계가 사라졌다. 작은 구조물에서는 거의 당연했던 벽과 기둥 축 사이의 이러한 관계는 거의 한 세기 동안 정의되지 않고 고정된 규칙이 없었다. 즉, 나오스의 위치가 페리스타시스 내에서 "떠다녔다".

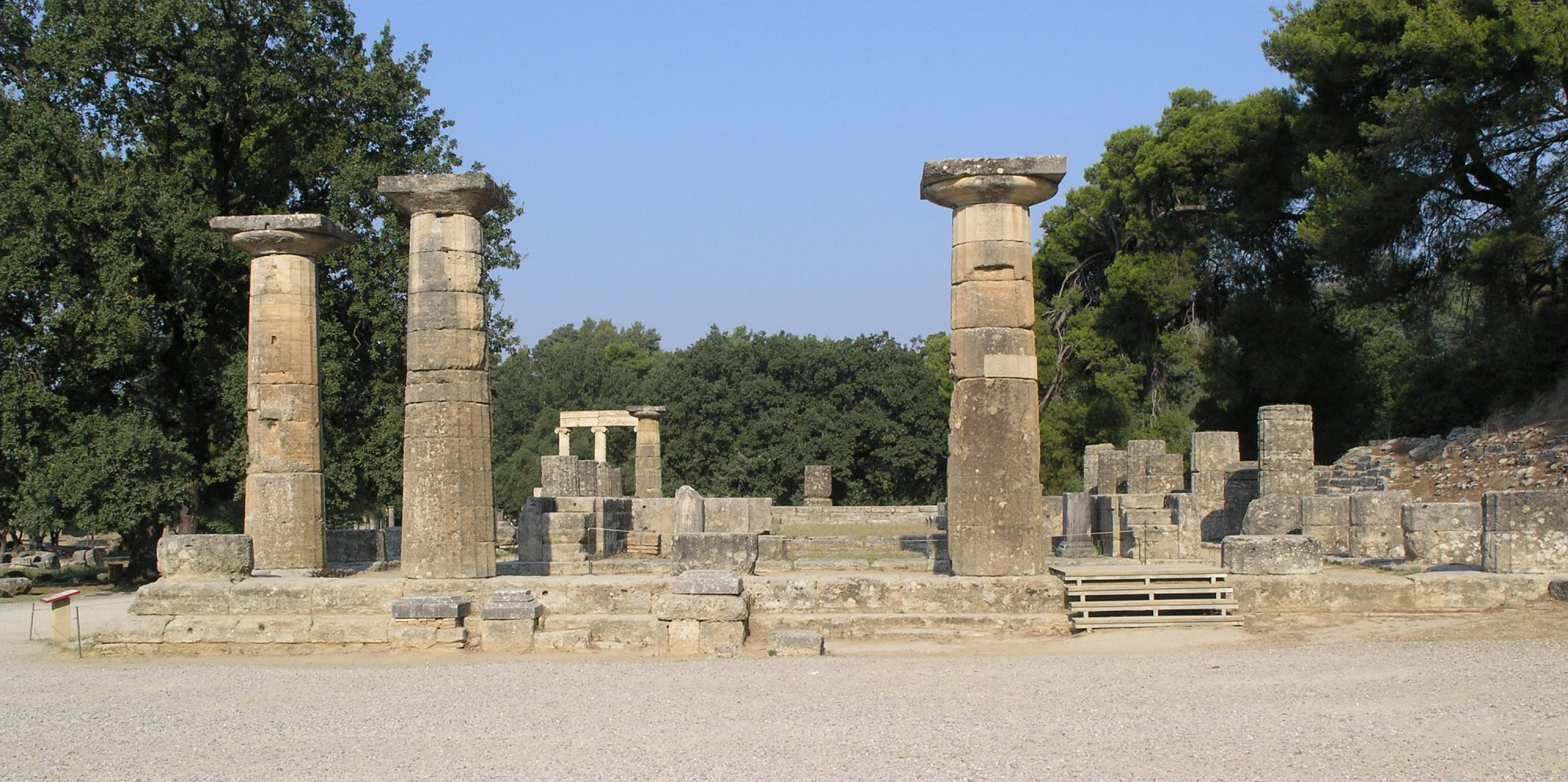
올림피아 헤라 신전의 도리스식 기둥

#### 석조 신전

##### 올림피아의 헤라이온 (기원전 600년경)
올림피아 헤라 신전 ( 기원전 600년c.경)은 목재에서 석조 건축으로의 전환을 보여준다. 이 건물은 처음에는 완전히 목재와 진흙 벽돌로 지어졌으나, 시간이 지나면서 목재 기둥이 점진적으로 석재 기둥으로 교체되었다. 도리스식 기둥과 도리스식 주두의 박물관처럼, 로마 시대까지 모든 시대의 예시를 포함하고 있다. 오피스토도모스의 기둥 중 하나는 적어도 기원후 2세기 파우사니아스가 묘사했을 때까지 목재로 남아 있었다. 이 6 × 16 기둥 신전은 이미 도리스 양식 코너 문제에 대한 해결책을 요구했다. 이는 코너 기둥 간격 축소, 즉 코너 수축을 통해 달성되었다. 헤라이온은 나오스와 페리스타시스 사이의 관계에 있어 가장 진보적이며, 수십 년 후에 정식화될 해결책, 즉 외부 나오스 벽의 외부 면을 따라 인접 기둥의 중심 축을 통과하는 선형 축을 사용한다. 좁은 면의 넓은 기둥 간격과 긴 면의 좁은 기둥 간격의 차등화 또한 영향력 있는 특징이었으며, 나오스 내부의 기둥 배치는 외부 기둥과 일치하는 특징으로, 150년 후 바사이 신전 건설까지 반복되지 않았다.

##### 케르키라섬 아르테미스 신전 (기원전 6세기 초)
완전히 돌로 지어진 가장 오래된 도리스 양식 신전은 기원전 6세기 초의 케르키라섬 (현대 코르푸) 아르테미스 신전으로 대표된다. 이 건물의 모든 부분은 덩치가 크고 육중하며, 기둥은 하단 지름의 5배 정도 높이에 불과하고 기둥 간격은 기둥 폭 하나로 매우 좁았다. 도리스식 양식의 개별 부재들은 모두 후기 정식 규범과 상당히 다르지만, 모든 필수적인 도리스식 특징은 존재한다. 8 × 17 기둥의 평면도는 아마도 의사-페립테로스 형태로 특이하다.

##### 고졸기 올림피아 제우스 신전, 아테네
도리스 양식 신전 중에서 페이시스트라투스 시대의 아테네 올림피아 제우스 신전은 특별한 위치를 차지한다. 이 건물은 결코 완성되지 않았지만, 그 건축가는 이오니아 양식 딥테로스를 적용하려고 시도한 것으로 보인다. 나중에 기초에 사용된 기둥 드럼은 원래 도리스 양식 신전으로 계획되었음을 나타낸다. 그럼에도 불구하고, 그 평면도는 사모스섬의 이오니아 양식 예시를 너무나 밀접하게 따르고 있어서 도리스 양식 트리글리프 프리즈와 조화를 이루기 어려웠을 것이다. 기원전 510년 히피아스가 추방된 후, 이 건축물에 대한 작업은 중단되었다. 민주 아테네는 참주의 자기 과시 기념물을 계속할 의사가 없었다.

#### 고전기: 규범화
이러한 예외와 마그나 그라이키아의 보다 실험적인 폴리스 내의 일부 사례를 제외하고, 고전기 도리스 신전 유형은 페립테로스로 남아 있었다. 그 완벽함은 고전기 그리스 시대 내내 예술적 노력의 우선순위였다.

##### 올림피아 제우스 신전 (460년)

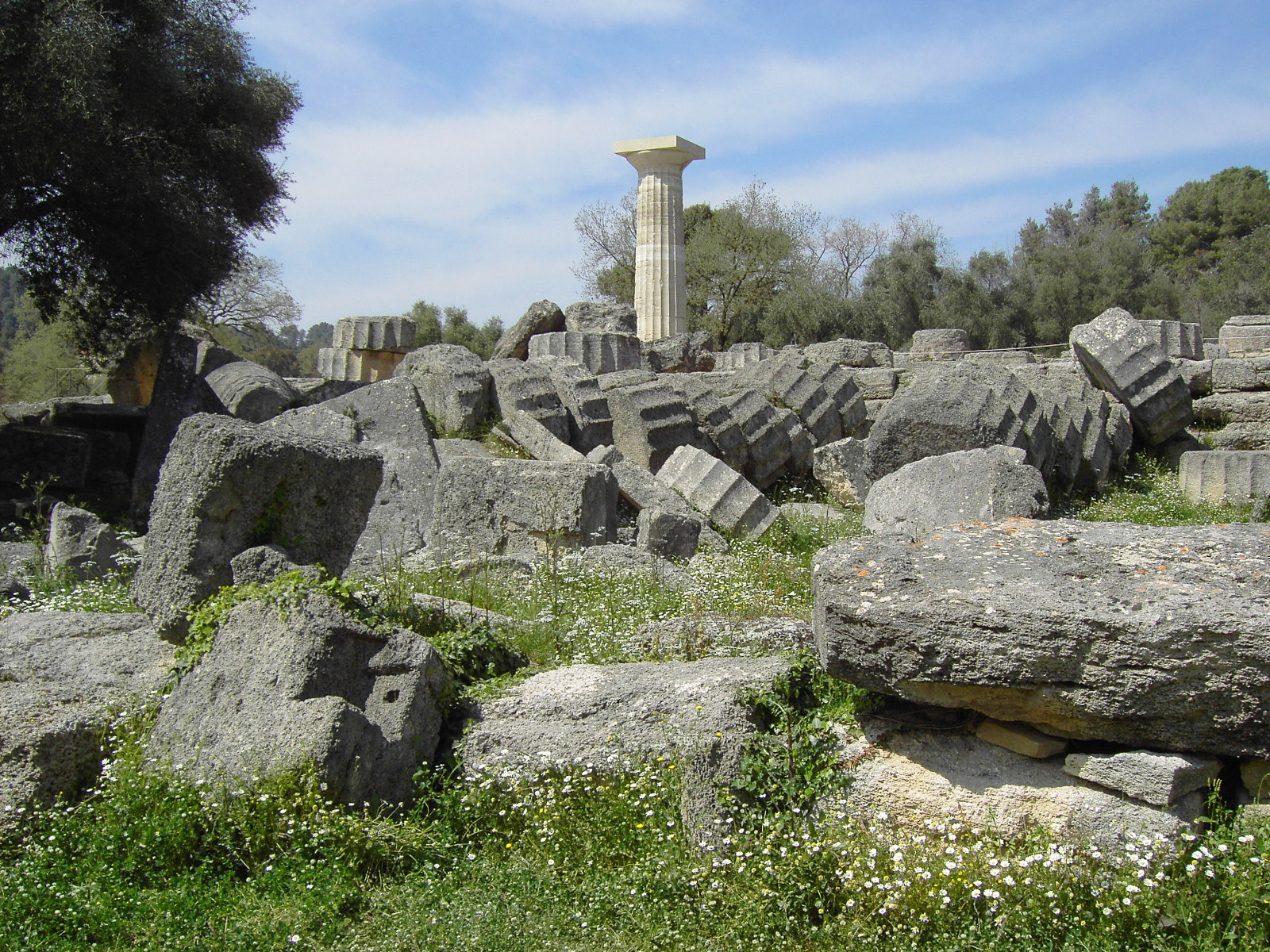
올림피아의 제우스 신전 유적.

정식적인 해결책은 엘리스의 건축가 리본에 의해 꽤 빨리 발견되었는데, 그는 기원전 46년경 올림피아에 제우스 신전을 세웠다. 6 × 13 기둥 또는 5 × 12 기둥 간격을 가진 이 신전은 완전히 합리적으로 설계되었다. 기둥 간격(축에서 축까지)은 16 피트 (4.9 m)였고, 트리글리프 + 메토프는 8 피트 (2.4 m), 뮤툴루스와 인접 공간(비아)은 4 피트 (1.2 m)였으며, 대리석 지붕의 기와 폭은 2 피트 (0.61 m)였다. 기둥은 강력하며, 약간의 배흘림기둥만 있고, 주두의 에키누스는 이미 45°로 거의 선형이다. 상부 구조 전체가 곡률의 영향을 받는다. 나오스는 정확히 3 × 9 기둥 거리(축에서 축까지)를 측정하며, 외부 벽면은 인접 기둥의 축과 일치한다.

##### 다른 정식 고전기 신전
고전적인 비율인 6 × 13 기둥은 델로스섬의 아폴론 신전 ( 470년c.), 아테네의 헤파이스토스 신전 및 수니온 곶의 포세이돈 신전 등 수많은 신전에 적용되었다. 6 × 12 기둥 또는 5 × 11 기둥 간격의 약간의 변형도 자주 나타난다.

##### 파르테논 신전 (450년)

파르테논 신전의 평면도. 나오스의 삼중 열주와 뒤편의 기둥이 있는 방에 주목.

파르테논 신전은 8 × 17 기둥이라는 더 큰 규모에서도 동일한 비율을 유지하지만, 같은 원칙을 따른다. 전면에 8개의 기둥이 있음에도 불구하고, 이 신전은 순수한 페립테로스이며, 외부 나오스 벽은 두 번째와 일곱 번째 기둥의 축과 일치한다. 다른 측면에서 파르테논 신전은 세부적인 여러 독특한 미학적 해결책으로 인해 수많은 그리스 페립테로이 중에서 예외적인 예로 구별된다.

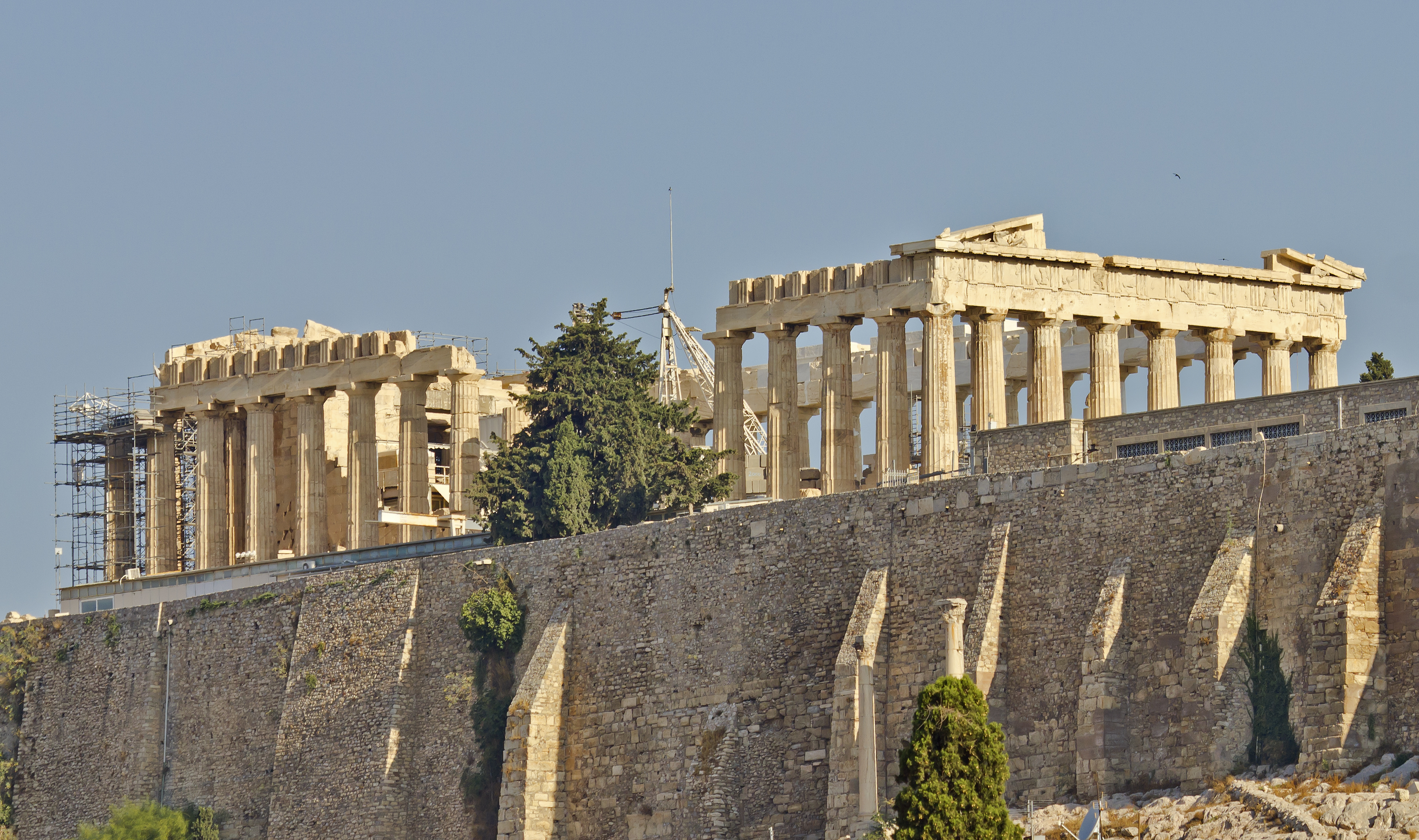
파르테논 신전.

예를 들어, 프로나오스와 오피스토도모스의 안타는 단순한 기둥을 형성하도록 짧아졌다. 긴 안타 대신, 전면과 후면의 페리스타시스 내부에는 이오니아 양식의 특징을 반영하는 프로스타일 열주가 있다. 서쪽에 네 개의 기둥이 있는 방이 있는 나오스의 실행도 예외적이다. 파르테논 신전의 고졸기 전신에도 이미 그러한 방이 있었다. 파르테논 신전의 모든 측정값은 4:9 비율에 의해 결정된다. 이 비율은 기둥 너비 대 기둥 거리, 스타일로베이트의 너비 대 길이, 그리고 안타 없는 나오스의 너비 대 길이를 결정한다. 신전의 너비 대 게이손까지의 높이는 역비례 9:4로 결정되며, 동일한 비율을 제곱한 81:16은 신전의 길이 대 높이를 결정한다. 이러한 모든 수학적 엄격함은 위에서 언급한 시각적 개선에 의해 완화되고 느슨해지며, 이는 건물 전체에 걸쳐 층별로, 요소별로 영향을 미친다. 92개의 조각된 메토프가 트리글리프 프리즈를 장식하는데, 켄타우로스마키아, 아마조네스마키아, 기간토마키아가 그 주제이다. 나오스의 외벽은 나오스 전체를 둘러싸는 형상 프리즈로 장식되어 있으며, 파나텐 축제 행렬과 신들의 회의를 묘사한다. 좁은 면의 페디먼트에는 대형 인물상이 장식되어 있다. 엄격한 원칙과 정교한 개선의 이러한 결합은 파르테논 신전을 전형적인 고전주의 신전으로 만든다. 파르테논 신전 직후에 세워진 아테네의 헤파이스토스 신전은 4:9 비율을 그렇게 밀접하게 따르지 않으면서도 동일한 미학적 및 비례 원칙을 사용한다.

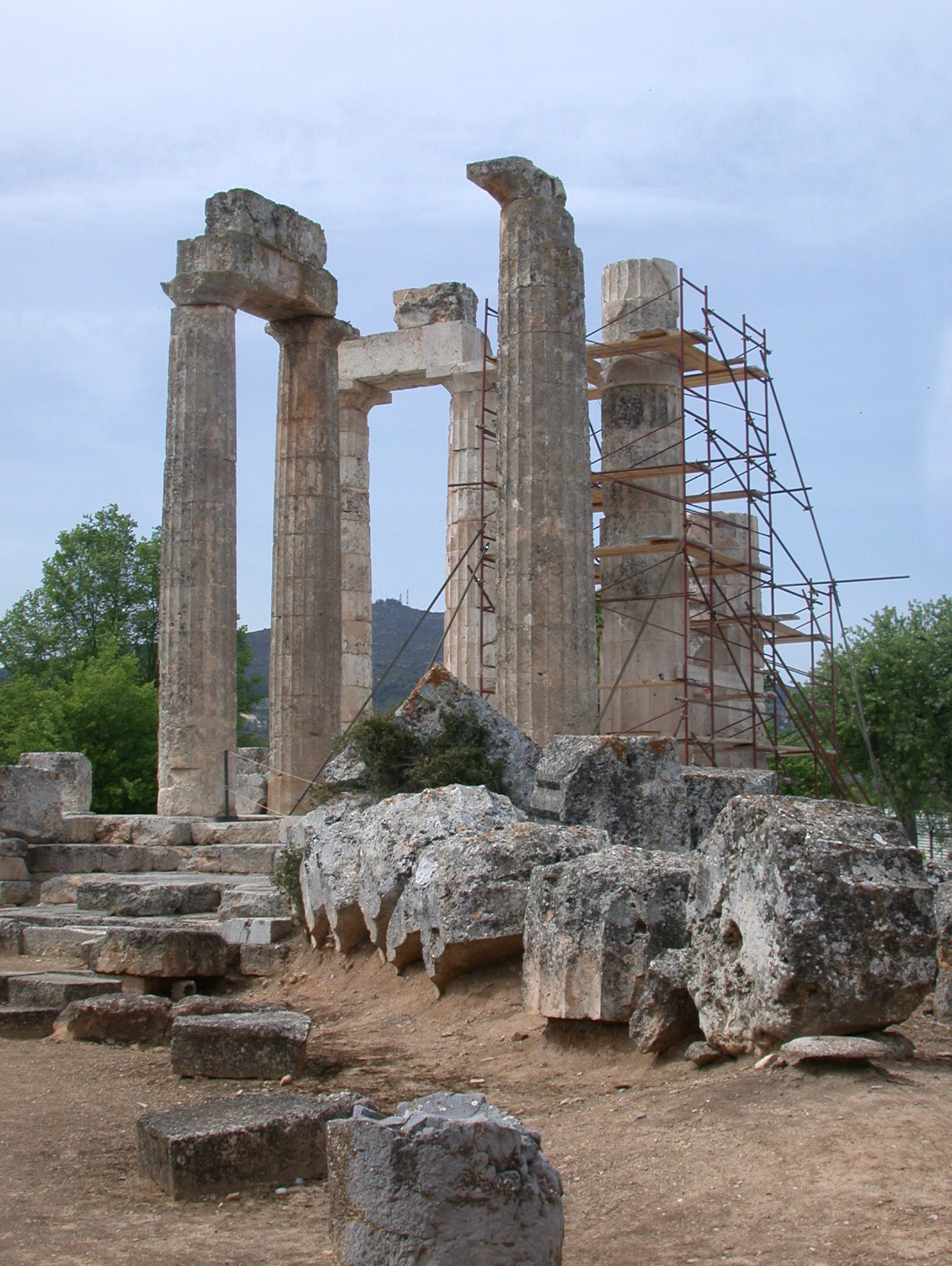
네메아의 제우스 신전.

#### 후기 고전기 및 헬레니즘 시대: 변화하는 비율
기원전 4세기에는 6 × 15 또는 6 × 14 기둥을 가진 몇몇 도리스식 신전이 세워졌는데, 이는 아마도 지역 고졸기 선례를 참조한 것으로 보인다. 예를 들어 네메아의 제우스 신전과 테게아의 아테나 신전이 있다. 일반적으로 도리스식 신전은 상부 구조가 더 가벼워지는 경향을 보였다. 기둥은 더 가늘어지고 기둥 간격은 더 넓어졌다. 이는 이오니아식 신전이 다소 무거워지는 경향과 함께, 이오니아식 신전의 비율과 무게에 대한 점진적인 조정을 보여준다. 이러한 상호 영향의 관점에서 보면, 기원전 4세기 후반 네메아의 제우스 신전에서 전면이 두 기둥 간격 깊이의 프로나오스로 강조되는 반면, 오피스토도모스는 억제되는 것은 놀라운 일이 아니다. 전면성은 이오니아식 신전의 핵심 특징이다. 프로나오스의 강조는 약간 더 오래된 테게아의 아테나 신전에서도 나타났지만, 그곳에서는 오피스토도모스에도 반복되었다. 두 신전 모두 코린토스 양식의 붙임 기둥 또는 완전 기둥으로 더욱 풍부하게 장식된 내부를 향한 경향을 계속했다.
이오니아 양식 신전에서 분명히 보이는 긴 측면을 따라 기둥 수를 줄이는 경향은 도리스 양식 건축물에서도 나타난다. 쿠르노의 작은 신전은 6 × 7 기둥의 페리스타시스를 가지며, 스타일로베이트는 8 × 10 m에 불과하고 전면을 향한 필라스터로 모서리가 마감되었다. 기념비적인 도리스 양식 신전의 페리스타시스는 여기에서 단순히 암시될 뿐이며, 숭배상을 모시는 성전의 단순한 캐노피로서의 기능은 명확하다.

#### 마그나 그라이키아의 도리스 양식 신전
시칠리아와 남부 이탈리아는 이러한 발전에 거의 참여하지 않았다. 이곳에서는 대부분의 신전 건설이 기원전 6세기와 5세기에 이루어졌다. 이후 서부 그리스인들은 모식민지 폴리스에서는 거의 상상할 수 없는, 특이한 건축 솔루션을 개발하는 뚜렷한 경향을 보였다. 예를 들어, 파에스툼의 헤라 I 신전과 메타폰툼의 아폴론 A 신전은 전면에 홀수 개의 기둥을 가진 신전의 두 가지 예시이다. 두 신전 모두 9개의 기둥 폭을 가지고 있었다.
본토보다 발전된 서부 그리스인들의 기술적 가능성은 많은 변형을 허용했다. 예를 들어, 서부에서 개발된 엔타블러처 건설에 대한 혁신은 이전보다 훨씬 넓은 공간을 덮을 수 있게 하여 매우 깊은 페리스타세이스와 넓은 나오이를 만들었다. 페리스타시스는 종종 두 기둥 거리의 깊이를 가졌는데, 예를 들어 파에스툼의 헤라 I 신전, 셀리눈테의 C, F, G 신전 등이 이에 해당하며, 이들은 가짜 딥테로이로 분류된다. 오피스토도모스는 보조적인 역할만 했지만, 때로는 나타나기도 했다. 예를 들어 파에스툼의 포세이돈 신전이 그렇다. 훨씬 더 자주, 신전에는 나오스의 뒷부분에 별도의 방이 포함되었는데, 일반적으로 출입이 금지된 아디톤이었다. 어떤 경우에는 아디톤이 나오스 내부에 독립된 구조물로 존재하기도 했다. 예를 들어 셀리눈테의 G 신전이 그렇다. 가능하면 나오스 내부의 기둥은 피했는데, 이는 최대 13m 폭의 개방형 지붕 구조를 허용했다.
가장 큰 그러한 건축물은 아그리젠토의 올림피아 제우스 신전이었다. 이는 8 × 17 기둥의 페리프테로스였지만, 텔라몬과 같은 붙임 기둥을 가진 인물상 기둥과 벽으로 부분적으로 막힌 페리스타시스와 같은 세부 사항을 갖춘, 여러 면에서 "비그리스적"인 건축물이었다. 외부 치수가 56 × 113 m로, 완공된 도리스 양식 건물 중 가장 컸다. 식민지들이 기본적인 측면에서 놀라운 독립성과 실험 의지를 보였다면, 세부적인 측면에서는 훨씬 더 그랬다. 예를 들어, 도리스식 게이사의 하단 표면은 뮤툴루스 대신 격간으로 장식될 수 있었다.
비록 전면을 강조하려는 강한 경향(예: 셀리눈테의 C 신전에서 최대 8단계의 경사로 또는 계단 추가, 또는 시라쿠사의 아폴론 신전에서 3.5 기둥 거리 깊이의 프로나오스) 이 디자인의 핵심 원칙이 되었음에도 불구하고, 이는 파에스툼의 헤라 I 신전처럼 긴 면의 기둥 간격을 넓힘으로써 상대화되었다. 서부 식민지에서만 도리스식 모서리 문제를 무시할 수 있었다. 만약 남부 이탈리아 건축가들이 이를 해결하려고 했다면, 그들은 모서리 메토프나 트리글리프의 확장, 기둥 간격이나 메토프의 변형 등 다양한 해결책을 사용했다. 어떤 경우에는 동일한 건물의 넓은 면과 좁은 면에 다른 해결책이 사용되기도 했다.

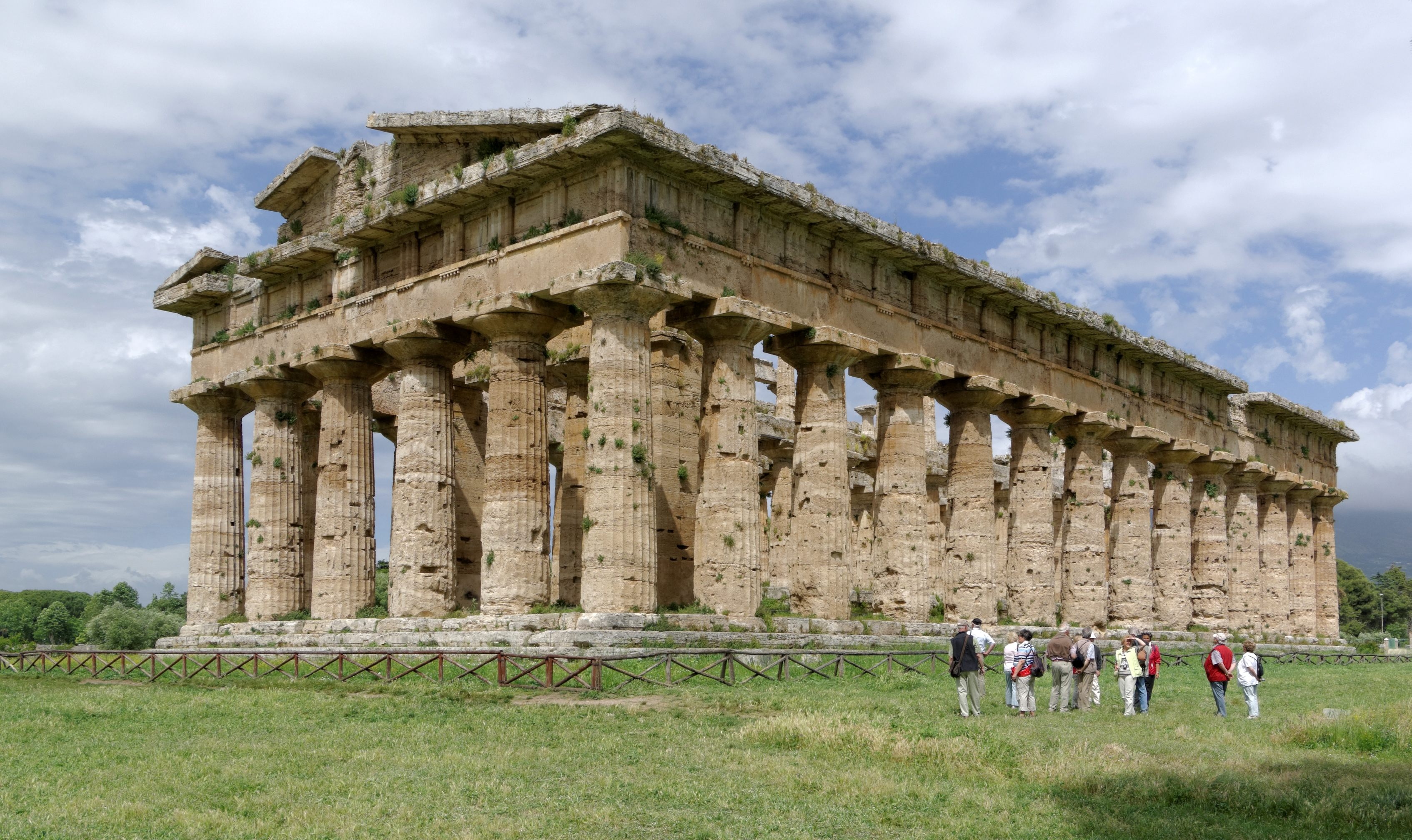
파에스툼의 헤라 II 신전.
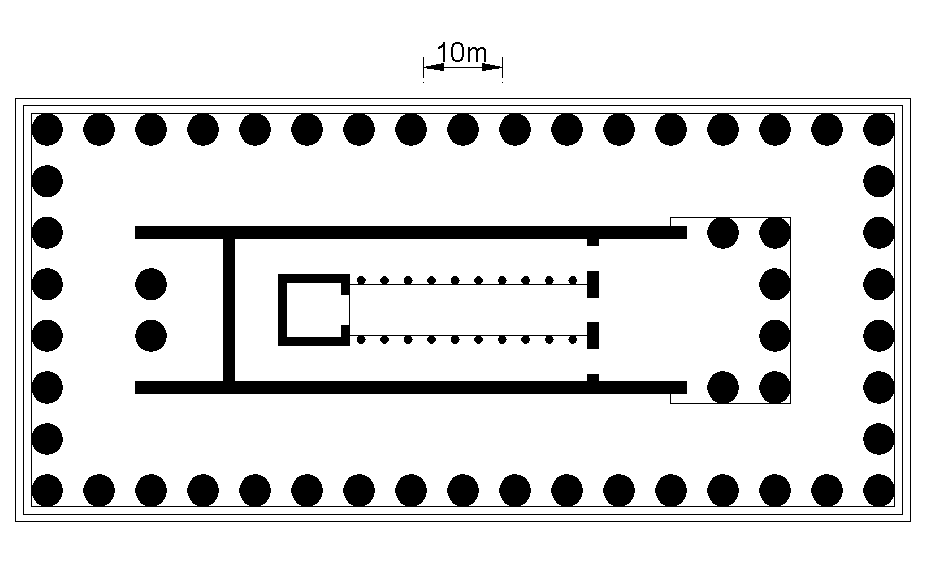
G 신전, 셀리눈테, 잘 정의된 아디톤.
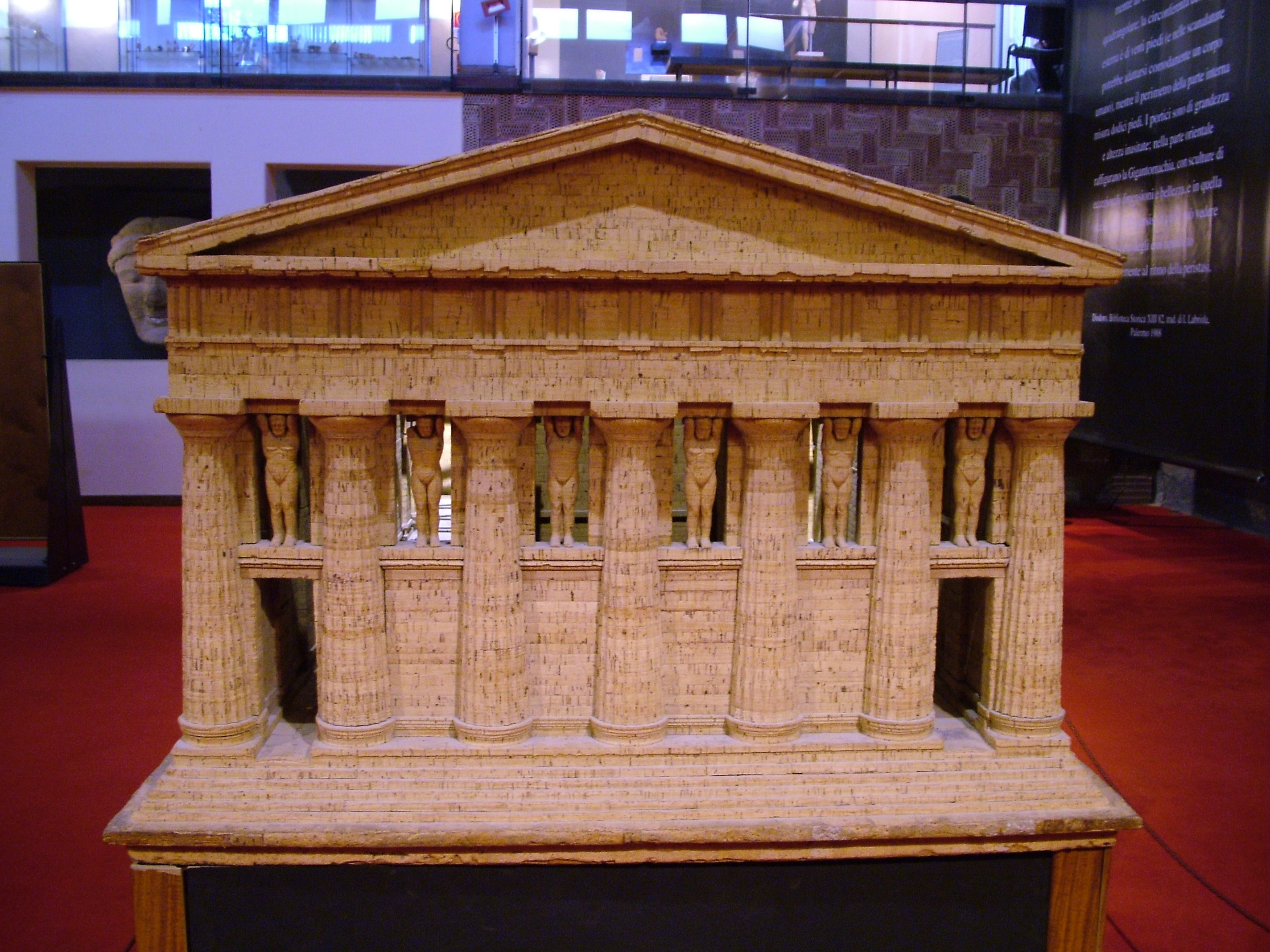
아그리젠토의 올림피아 제우스 신전 모형.

### 이오니아 양식 신전

이오니아 양식의 전형적인 비율.

#### 기원
초기 시대, 즉 6세기 이전에는 이오니아 양식 신전이라는 용어가 기껏해야 이오니아 정착지 지역의 신전을 지칭할 수 있었다. 이 시기에는 이오니아 양식에 속하는 건축 파편이 발견되지 않았다. 그럼에도 불구하고, 이 지역의 일부 초기 신전은 나중에 이오니아 양식을 특징짓게 될 합리적인 시스템을 이미 보여주고 있었다. 예를 들어, 사모스섬의 사모스 헤라이온 II가 그렇다. 따라서 초기부터 나오스 벽의 축이 기둥 축과 일치했던 반면, 도리스 양식 건축에서는 외부 벽면이 그렇게 되었다. 초기 신전들은 또한 모든 면에서 시야를 확보해야 하는 전형적인 도리스 양식의 특징에 관심을 두지 않았으며, 그들은 정기적으로 오피스토도모스가 없었다. 페립테로스는 이 지역에서 4세기에 들어서야 널리 퍼졌다. 반면, 초기부터 이오니아 양식 신전들은 이중 주랑 현관을 사용하여 전면을 강조했다. 길쭉한 페리스타세이스가 결정적인 요소가 되었다. 동시에 이오니아 양식 신전들은 다양하고 풍부하게 장식된 표면과 명암 대비의 광범위한 사용으로 특징지어졌다.

#### 기념비적인 이오니아 양식 신전

##### 사모스의 헤라이온
이오니아 양식이 신전 건축에서 인식되자마자 기념비적인 규모로 증축되었다. 로이코스가 기원전 560년경에 건설한 사모스 헤라이온의 신전은 최초로 알려진 딥테로스로, 외부 치수는 52 × 105 m였다. 8 × 21 기둥의 이중 주랑 현관이 나오스를 둘러쌌으며, 뒷부분에는 심지어 10개의 기둥이 있었다. 전면은 더 넓은 중앙 개구부를 가진 다양한 기둥 간격을 사용했다. 하단 지름에 비례하여 기둥은 도리스 양식 기둥 높이의 세 배에 달했다. 40개의 세로 홈이 기둥 몸통의 복잡한 표면 구조를 풍부하게 했다. 사모스식 기둥 기단은 일련의 수평 홈으로 장식되었지만, 이러한 유쾌함에도 불구하고 각각 1,500 kg에 달했다. 이 건축물의 주두는 아마도 엔타블러처와 마찬가지로 여전히 전부 목재였을 것이다. 이오니아식 볼류트 주두는 나중에 폴리크라테스 (사모스)가 재건한 외부 페리스타시스에서 살아남았다. 내부 페리스타시스의 기둥은 잎사귀 장식을 가졌고 볼류트가 없었다.

##### 키클라데스 이오니아 양식
키클라데스 제도에는 대리석으로만 지어진 초기 신전들이 있었다. 이들과 관련된 볼류트 주두는 발견되지 않았지만, 대리석 엔타블러처는 이오니아 양식에 속했다.

##### 에페소스의 아르테미시온

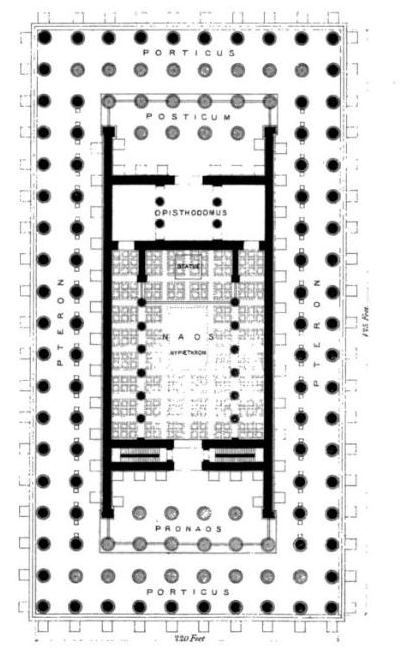
에페소스 아르테미스 신전의 평면도.

대략 기원전 550년경 에페소스의 구 아르테미스 신전 건립부터 이오니아 양식 신전의 고고학적 유물이 증가한다. 아르테미시온은 딥테로스로 계획되었으며, 건축가 테오도로스는 사모스 헤라이온의 건축가 중 한 명이었다. 55 × 115 m의 하부 구조를 가진 아르테미시온은 모든 선례를 능가했다. 나오스는 지붕이 없는 내부 페리스타일 안뜰인 소위 세코스로 지어졌다. 건물은 완전히 대리석으로 되어 있었다. 이 신전은 고대 세계 7대 불가사의 중 하나로 여겨졌는데, 그 건설에 투입된 노력을 고려하면 정당화될 수 있다.

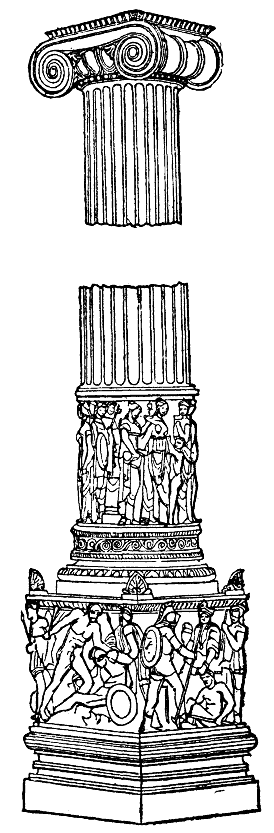
아르테미시온의 Columna caelata.

기둥은 에페소스 양식의 기단 위에 세워졌으며, 그 중 36개는 기둥 몸통 하단에 인물상 프리즈(columnae caelatae)로 장식되었다. 기둥에는 40개에서 48개의 세로 홈이 있었는데, 일부는 넓은 홈과 좁은 홈이 번갈아 가며 새겨졌다. 아르테미시온에서 발견된 그리스 건축의 가장 오래된 대리석 아키트레이브는 또한 순수한 석재로는 전례 없는 가장 넓은 거리를 연결했다. 중앙 아키트레이브 블록은 길이가 8.74m이고 무게가 24톤에 달했으며, 도르래 시스템으로 지상 20m 높이의 최종 위치까지 들어 올려야 했다. 이전의 신전들처럼, 이 신전은 전면에 차등화된 기둥 폭을 사용했으며, 후면에는 더 많은 수의 기둥을 가졌다. 고대 문헌에 따르면 크로이소스가 후원자 중 한 명이었다. 실제로 그의 후원을 언급하는 비문이 기둥 중 하나에서 발견되었다. 이 신전은 기원전 356년 헤로스트라토스에 의해 불에 탔고, 곧바로 재건되었다. 재건을 위해 10개 이상의 계단으로 이루어진 크레피도마가 세워졌다. 오래된 이오니아 양식 신전은 일반적으로 특정 가시적인 하부 구조가 없었다. 이렇게 강조된 기단은 높아진 엔타블러처로 균형을 이루어야 했으며, 이는 시각적인 대비뿐만 아니라 날씬한 기둥에 상당한 무게를 가했다.

##### 디디마의 아폴론 신전

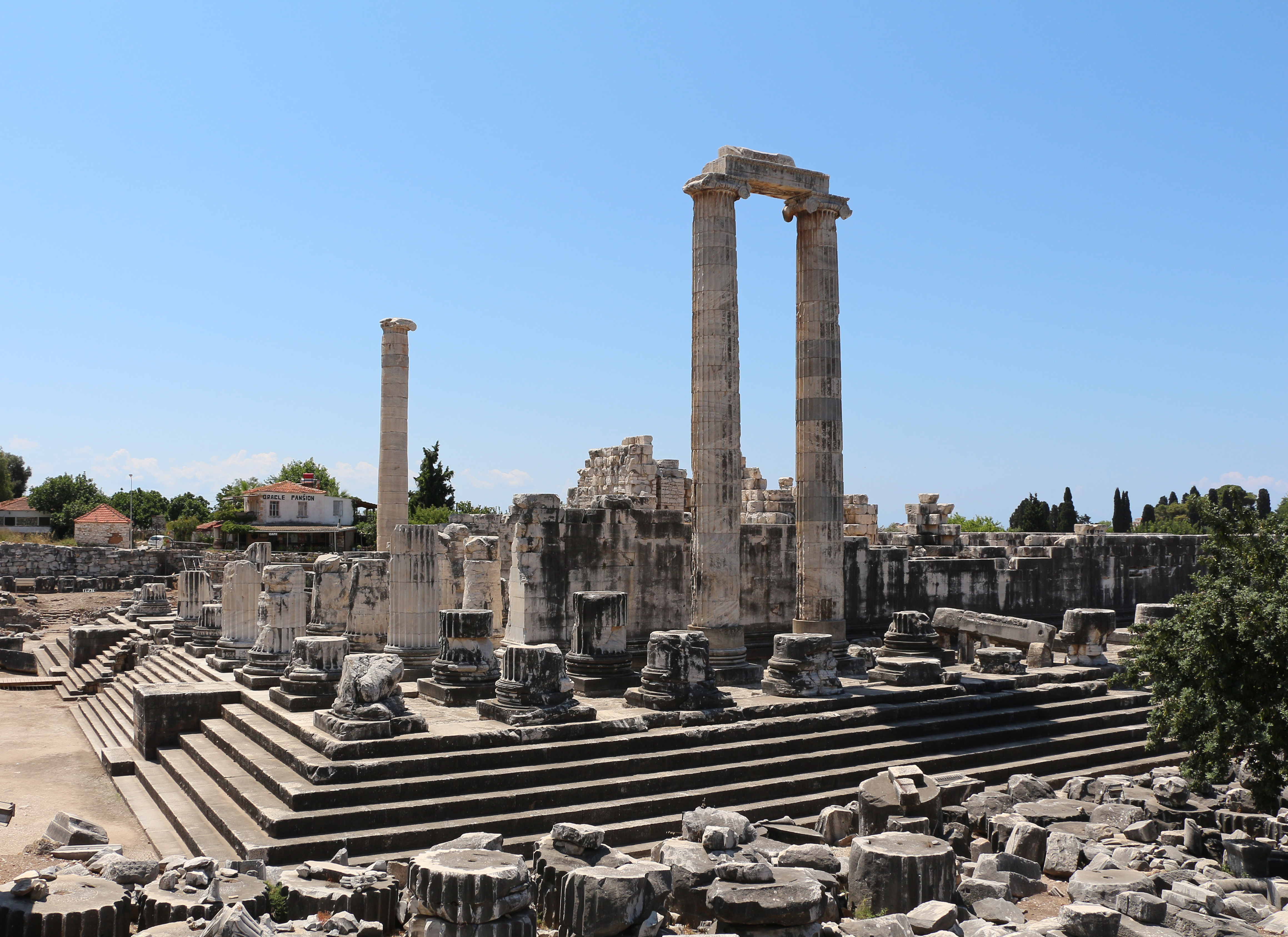
디디마의 아폴론 신전 유적.

밀레토스 근처 디디마의 아폴론 신전은 기원전 540년경에 건축이 시작되었는데, 또 다른 내부 안뜰이 개방된 딥테로스였다. 내부는 강력한 필라스터로 구조화되었고, 그들의 리듬은 외부 페리스타시스의 리듬을 반영했다. 36개의 세로 홈이 있는 기둥은 에페소스와 마찬가지로 인물 장식이 있는 columnae caelatae로 제작되었다. 건축은 기원전 500년경에 중단되었지만, 기원전 331년에 재개되어 마침내 2세기에 완공되었다. 관련된 엄청난 비용이 긴 건설 기간의 한 가지 이유였을 수 있다. 이 건물은 아테네의 균일한 기둥 간격 전통을 따른 최초의 이오니아 양식 신전으로, 전면 차별화는 더 이상 시행되지 않았다.

##### 프리네의 아테나 폴리아스 신전

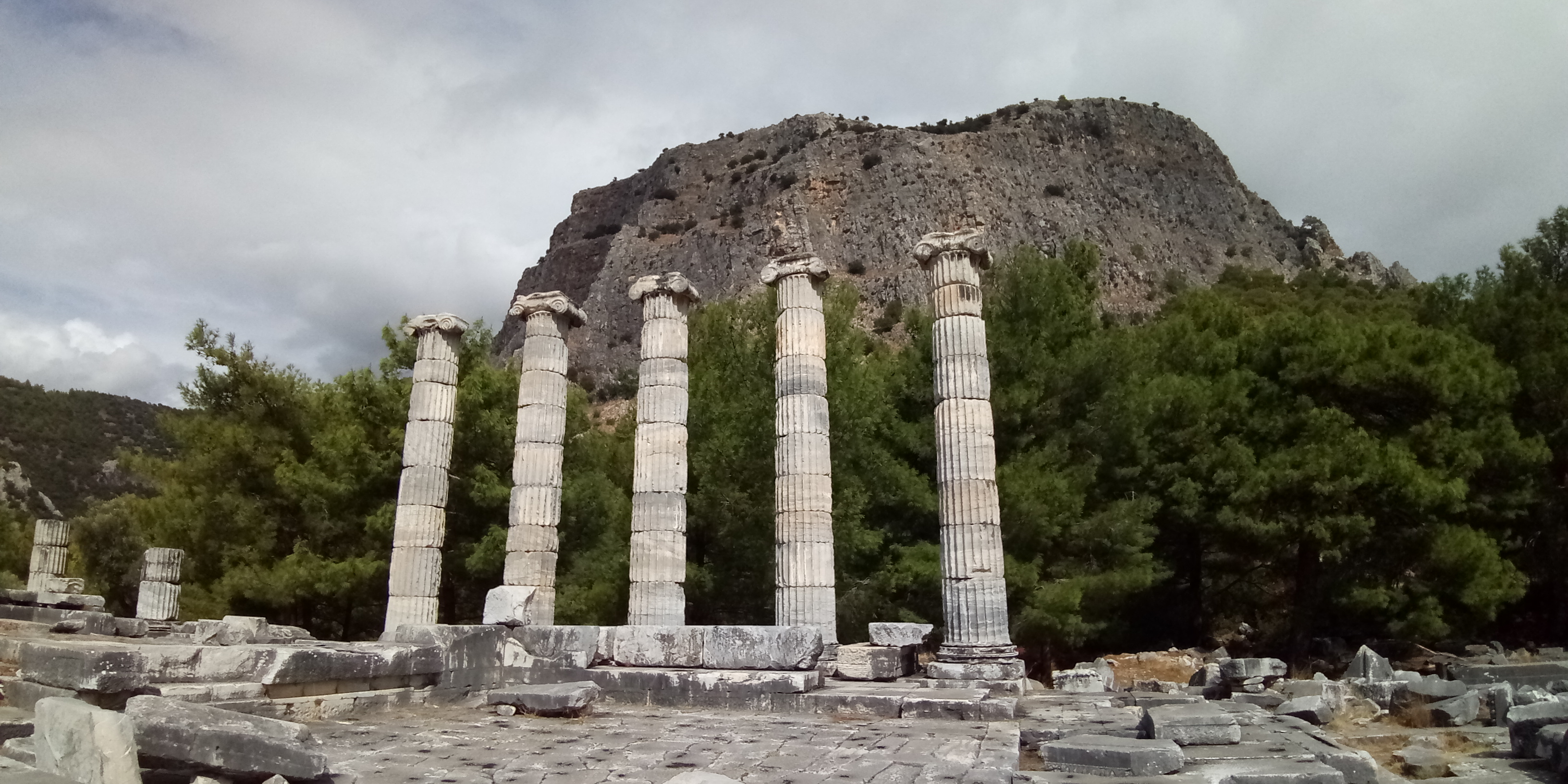
프리에네의 아테나 신전 유적

이오니아식 페리프테로이는 보통 도리스식 신전보다 약간 작고 짧았다. 예를 들어, 라브라운다의 제우스 신전은 6 × 8 기둥만 있었고, 사모트라키섬의 아프로디테 신전은 6 × 9 기둥만 있었다. 고대에도 이오니아식 신전의 고전적 예로 여겨졌던 프리에네의 아테나 폴리아스 신전은 부분적으로 남아 있다. 이는 이오니아에서 처음으로 기념비적인 페리프테로스였으며, 기원전 350년에서 330년 사이에 프티오스에 의해 건설되었다. 이 신전은 6-by-6-피트 (1.8 m × 1.8 m) 격자(정확한 주초 치수)를 기반으로 한다. 신전은 6 × 11 기둥, 즉 기둥 간격이 5:10 또는 1:2 비율이었다. 벽과 기둥은 이오니아 전통에 따라 축선상으로 정렬되었다. 페리스타시스는 모든 면에서 동일한 깊이였으며, 전면 강조가 사라졌다. 나오스 후면에 통합된 오피스토도모스는 이오니아 건축에서 최초의 적절한 예시이다. 디자인의 명확한 합리적-수학적 측면은 자연철학의 강한 전통을 가진 이오니아 그리스 문화에 적합하다. 프티오스는 그의 생애를 훨씬 넘어 큰 영향을 미쳤다. 헤르모게네스는 아마도 프리에네 출신으로, (누구에 따르면|날짜=2012년 7월) 합당한 후계자였으며 기원전 200년경 이오니아 건축의 마지막 전성기를 이루었다.

##### 마그네시아의 아르테미시온

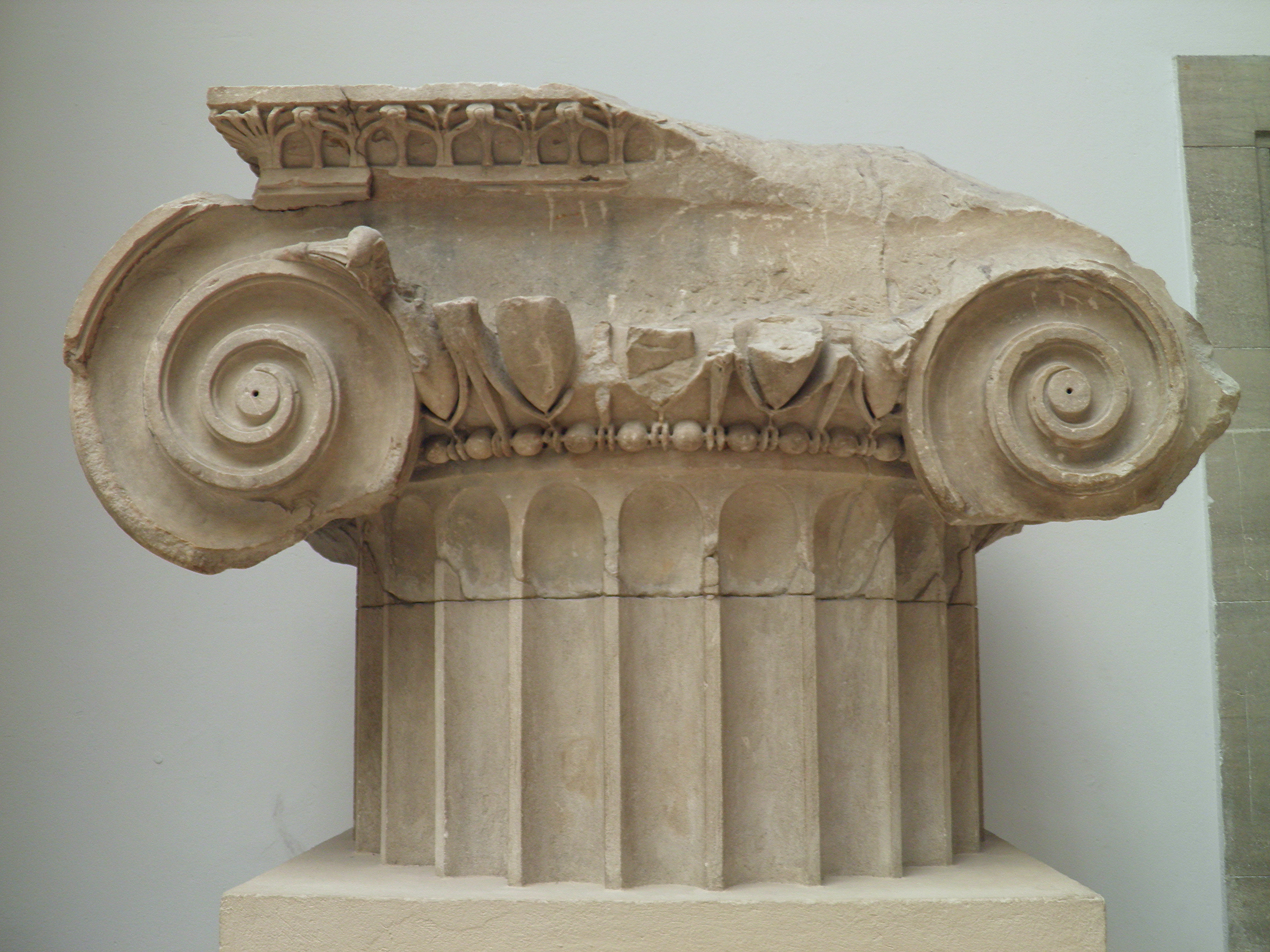
마그네시아 온 마이안데르의 아르테미시온 주두 (베를린, 페르가몬박물관).

헤르모게네스가 주도한 프로젝트 중 하나는 마그네시아 온 마이안데르의 아르테미시온으로, 최초의 가짜 딥테로이 중 하나이다. 다른 초기 가짜 딥테로이로는 레스보스섬 메사에 있는 아프로디테 신전(헤르모게네스 시대 또는 그 이전), 크리세섬의 아폴론 스민타이오스 신전, 그리고 알라반다의 아폴론 신전이 있다. 가짜 딥테로스의 배치는 내부 기둥 열을 생략하면서 두 기둥 거리 폭의 페리스타시스를 유지하여, 동시대 홀 건축과 비견될 정도로 대폭 확장된 주랑 현관을 만들어낸다. 마그네시아 신전의 격자는 12-by-12-피트 (3.7 m × 3.7 m) 정사각형을 기반으로 했다. 페리스타시스는 8 × 15 기둥 또는 7 × 14 기둥 간격, 즉 1:2 비율로 둘러싸여 있었다. 나오스는 네 기둥 깊이의 프로나오스, 네 기둥 나오스, 그리고 두 기둥 오피스토도모스로 구성되었다. 페리스타시스의 아키트레이브 위에는 137m 길이의 인물 프리즈가 있었는데, 아마조네스마키아를 묘사했다. 그 위에는 덴틸, 이오니아식 게이손, 그리고 시마가 있었다.

##### 아티키 이오니아 양식

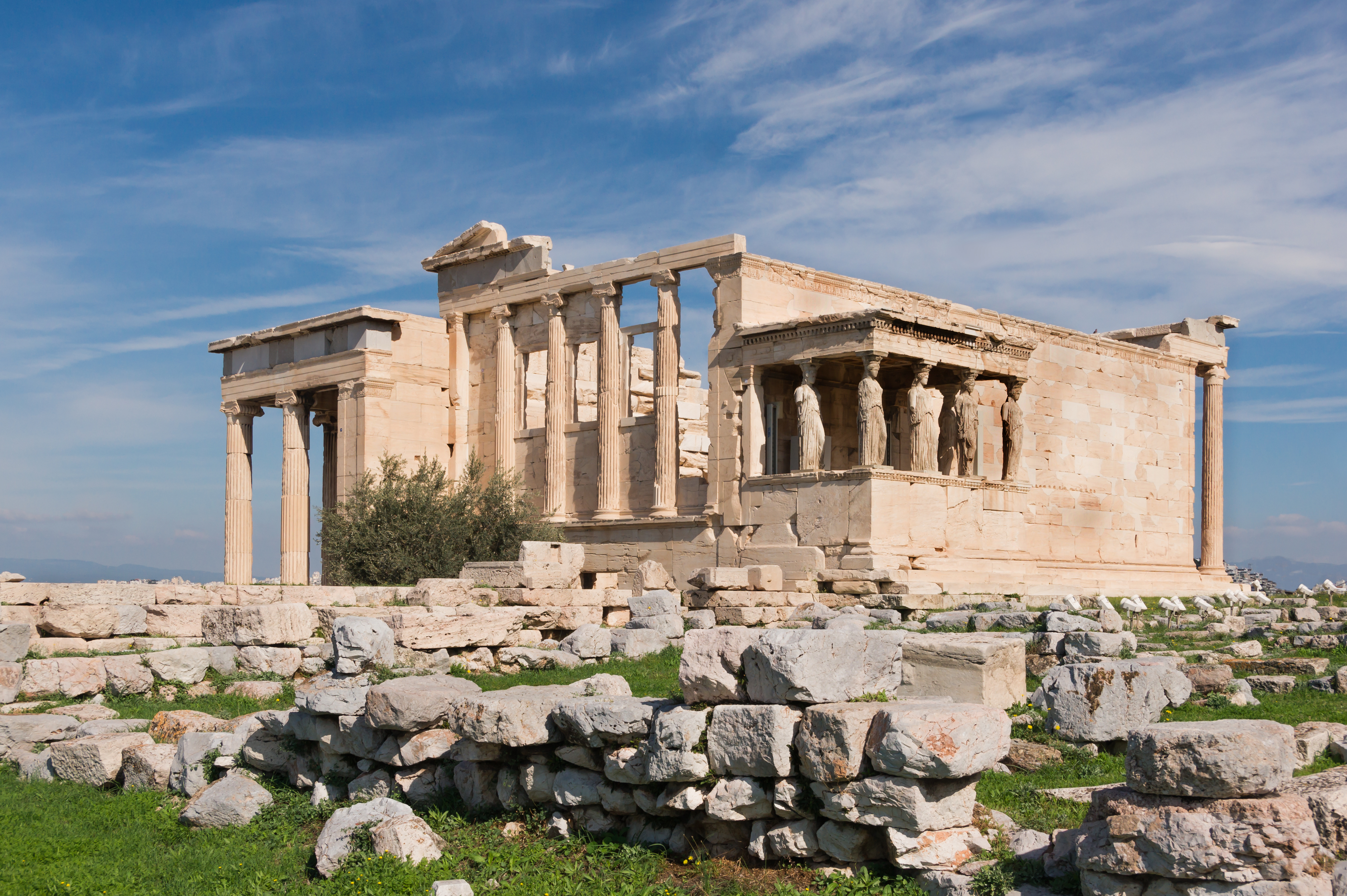
아테네의 아크로폴리스의 에레크테이온.

아테네와 아티키가 비록 민족적으로 이오니아인이었지만, 이 지역에서는 이오니아 양식이 중요성이 떨어졌다. 기원전 420년경 완성된 아크로폴리스의 작은 암피프로스타일 신전인 아테나 니케의 신전은 주추 없는 아티키식 기단 위에 이오니아식 기둥, 삼층 아키트레이브, 인물 프리즈를 가졌지만, 전형적인 이오니아식 덴틸은 없었다는 점이 주목할 만하다. 기원전 406년에 완성된 에레크테이온의 동쪽과 북쪽 홀도 동일한 요소들의 계승을 따른다.

##### 에피다우로스
혁신적인 이오니아 양식 신전은 에피다우로스의 아스클레피오스 신전으로, 최초의 프세우도페립테로스 유형 중 하나이다. 이 작은 이오니아 양식 프로스타일 신전은 측면과 후면에 붙임 기둥을 가지고 있었으므로, 페리스타시스는 완전한 주랑 현관의 미미한 흔적으로 축소되었다.

##### 마그나 그라이키아
마그나 그라이키아에서 이오니아 양식 신전의 증거는 매우 드물다. 몇 안 되는 예외 중 하나는 메타폰툼의 초기 고전기 D 신전으로, 8 × 20 기둥의 페리프테로스였다. 이 신전의 건축가는 소아시아의 전형적인 덴틸과 아티키식 프리즈를 결합하여, 식민지들이 본토의 발전에 충분히 참여할 수 있었음을 증명했다. 아그리젠토의 포게토 산 니콜라에서는 작은 이오니아식 헬레니즘 시대 프로스타일 신전이 발견되었다.

##### 헬레니즘 시대 인도

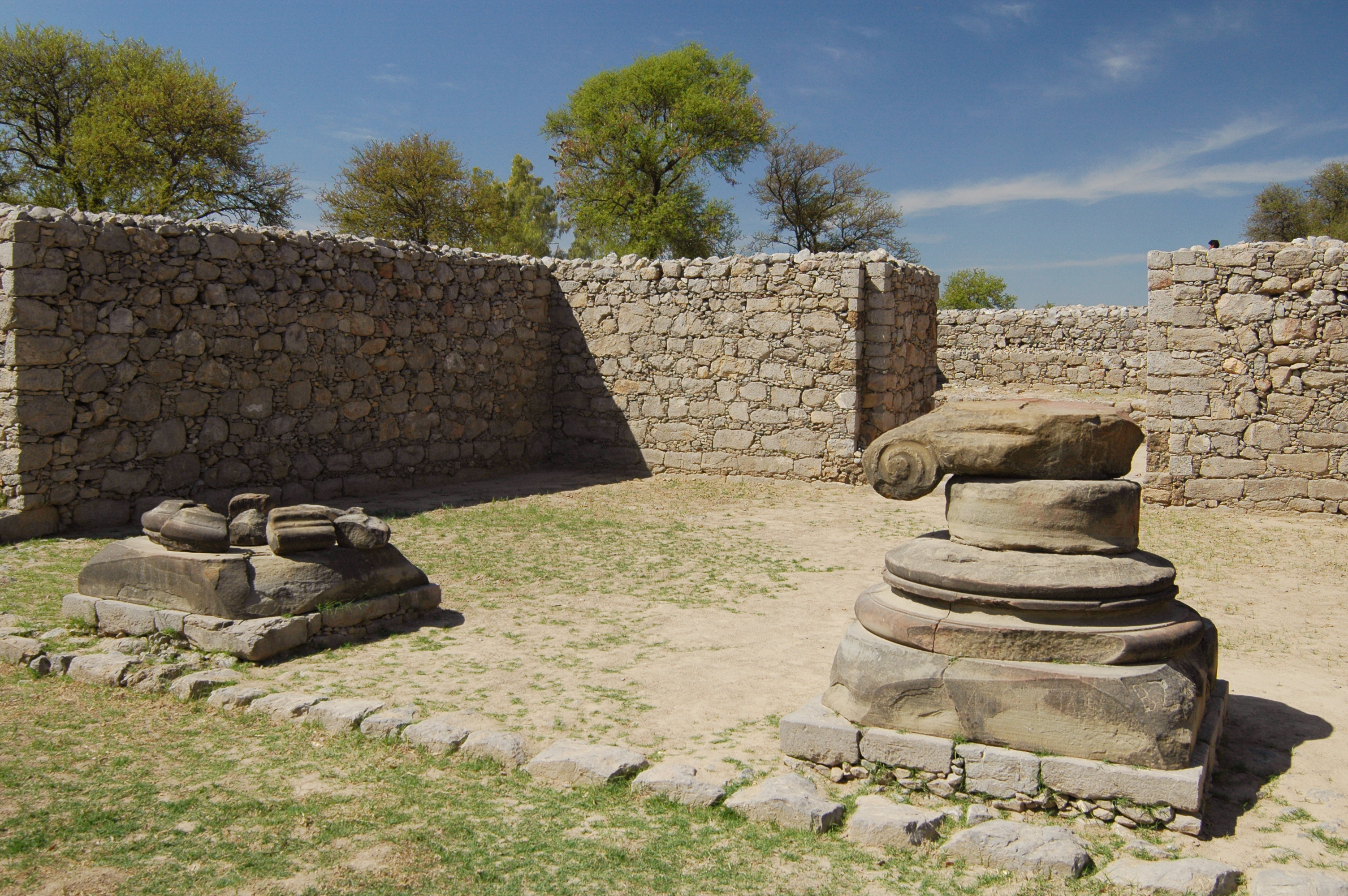
파키스탄 탁실라 잔디알의 이오니아 양식 기둥이 있는 헬레니즘 신전.

그리스 세계 본토의 신전들과 매우 유사한 양식의 지방 이오니아 신전 유적이 현대 파키스탄의 잔디알에 남아 있다. 이 신전은 반고전주의 양식으로 간주되며, 본질적으로 그리스 신전의 평면도를 가지고 있다. 즉, 나오스, 프로나오스, 그리고 후면의 오피스토도모스를 갖추고 있다. 전면의 두 이오니아식 기둥은 그리스 디스틸레 인 안티스 배치처럼 두 안타 벽으로 둘러싸여 있다. 신전은 창문이나 문이 있는 외벽을 가졌으며, 그리스 페립테로스 양식의 둘레 기둥 열과 유사한 배치였다. 이는 "인도 땅에서 발견된 가장 헬레니즘적인 건축물"이라고 불려왔다.

### 코린토스 양식 신전

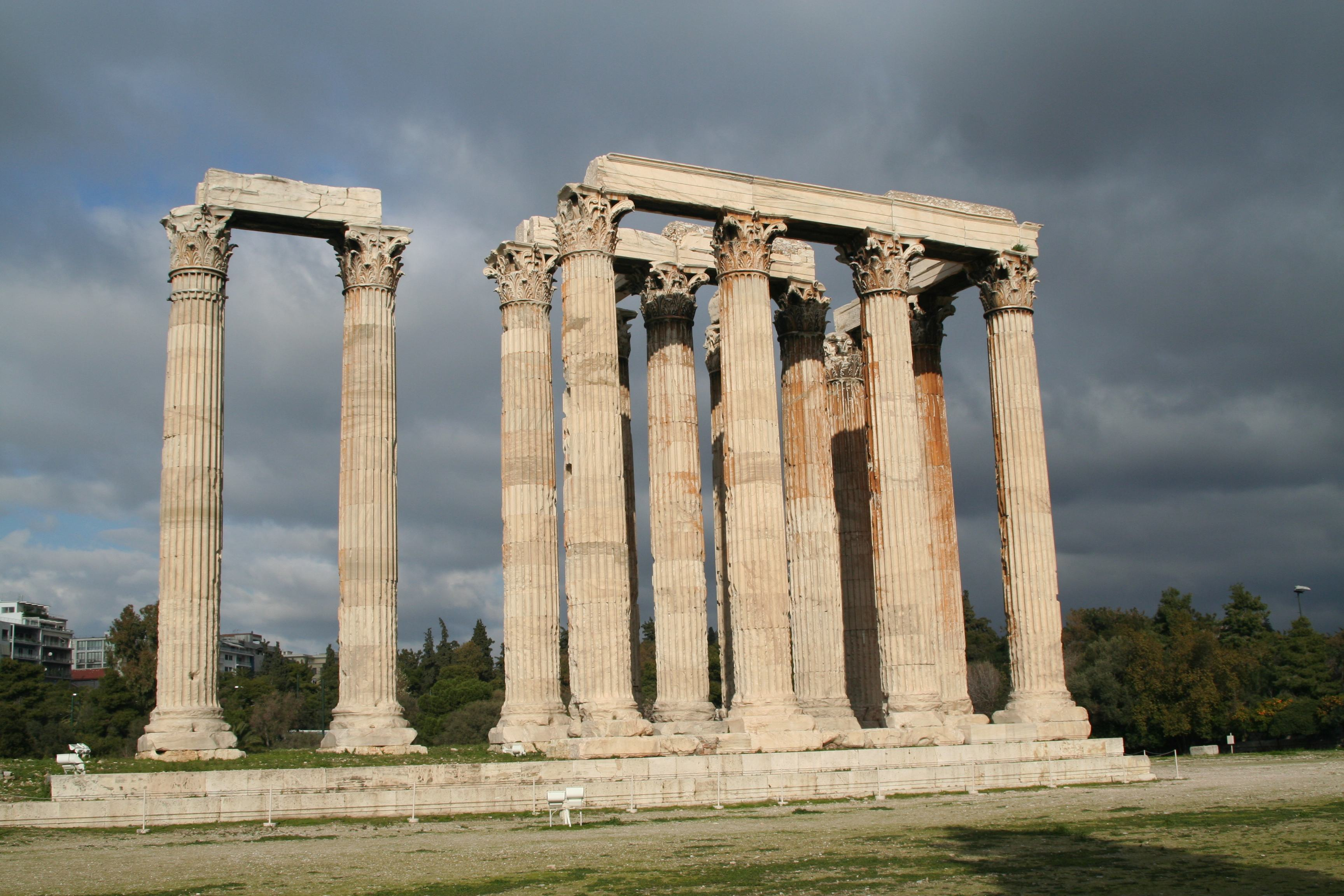
아테네의 올림피아 제우스 신전.

#### 시작
세 가지 고전기 그리스 양식 중 가장 나중에 등장한 코린토스 양식은 그리스 신전의 외부 디자인에 비교적 늦게 사용되었다. 현대 벨레비 (에페소스 근처)의 마우솔레움 등에서 그 적합성이 입증된 후, 3세기 후반부터 점점 더 인기를 얻은 것으로 보인다. 초기 사례로는 알렉산드리아의 세라피움과 헤르모폴리스 마그나의 신전이 포함될 수 있는데, 이 둘은 모두 프톨레마이오스 3세가 세웠다. 메세네의 작은 아테나 림나스티스 신전은 분명히 코린토스 양식이었지만, 초기 여행자들의 그림과 매우 드문 파편을 통해서만 확인할 수 있다. 이는 아마도 3세기 후반의 것으로 추정된다.

#### 예시

##### 헬레니즘 시대 아테네 올림피아 제우스 신전
최초로 연대 측정 가능하며 잘 보존된 코린토스 양식 신전은 기원전 175년에서 146년 사이에 계획되고 시작된 아테네 올림피아 제우스 신전의 헬레니즘 시대 재건축이다. 110 × 44 m의 하부 구조와 8 × 20 기둥을 가진 이 거대한 딥테로스는 역사상 가장 큰 코린토스 양식 신전 중 하나가 될 예정이었다. 안티오코스 4세 에피파네스가 기부한 이 신전은 아시아/이오니아 양식의 모든 요소와 코린토스식 주두를 결합했다. 아시아적인 요소와 딥테로스로서의 개념은 이 신전을 아테네에서 예외적인 존재로 만들었다.

##### 올바
기원전 2세기 중반경, 킬리키아의 올바-디오카이사레아에 6 × 12 기둥의 코린토스식 페리프테로스가 건설되었다. 대부분 여전히 서 있는 기둥들은 당대에는 예외적으로 주추 없는 아티키식 기단 위에 서 있다. 기둥의 24개 세로 홈은 하단 1/3에서만 면으로 표시되어 있다. 각 코린토스식 주두는 세 개의 별도 부분으로 구성되어 있어 독특한 형태이다. 신전의 엔타블러처는 도리스 양식이었을 것으로 추정되는데, 유적지 곳곳에 흩어져 있는 뮤툴루스 파편들이 이를 시사한다. 이 모든 세부 사항들은 알렉산드리아 공방을 암시한다. 알렉산드리아는 도리스식 엔타블러처와 코린토스식 주두를 결합하고 아티키식 기단 아래 주추를 사용하지 않는 경향이 가장 강했기 때문이다.

##### 라기나의 헤카테 신전
추가적인 평면 선택은 라기나의 헤카테 신전에서 볼 수 있는데, 8 × 11 기둥의 작은 프세우도페리프테로스이다. 이 건축물의 건축 요소들은 아시아/이오니아 양식의 정식 규범과 완전히 일치한다. 독특한 특징인 풍부한 인물 프리즈는 기원전 100년경에 세워진 이 건물을 건축의 보석으로 만든다. 코린토스 양식의 다른 후기 그리스 신전들은 밀라사와 페르가몬의 중간 체육관 테라스 등에서도 알려져 있다.

#### 코린토스 양식 신전의 독특한 사용 및 영향
코린토스 양식의 몇 안 되는 그리스 신전들은 형태나 평면도에서 거의 항상 예외적이며, 초기에는 보통 왕실 후원의 표현이었다. 코린토스 양식은 건물에 투자되는 재료적, 기술적 노력을 상당히 증가시켰는데, 이는 왕실의 자기 과시 목적에 매력적으로 사용될 수 있었다. 헬레니즘 군주국의 쇠퇴와 로마 및 동맹국의 세력 증가는 상업 엘리트와 성소 관리자들을 건축 후원자의 위치에 앉혔다. 코린토스 양식 신전의 건설은 자기 확신과 독립의 전형적인 표현이 되었다. 로마 건축의 한 요소로서, 코린토스 양식 신전은 후기 제국 시대까지 그리스-로마 세계 전체, 특히 소아시아에 널리 퍼지게 되었다.

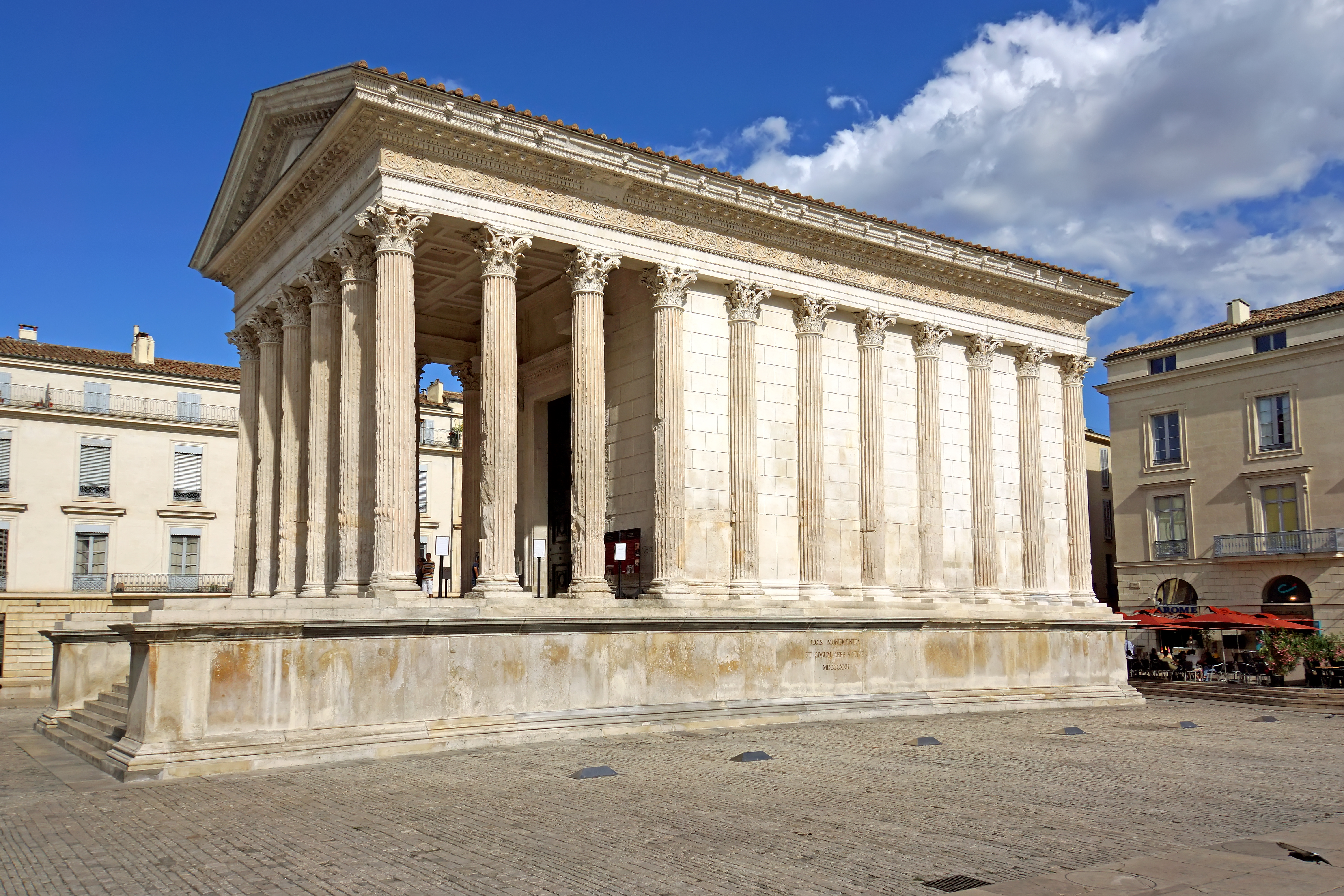
기원전 16년에 지어진 님 (프랑스)의 메종 카레는 전형적인 로마 신전으로, 코린토스식 헥사스타일 프세우도페립테로스이다.
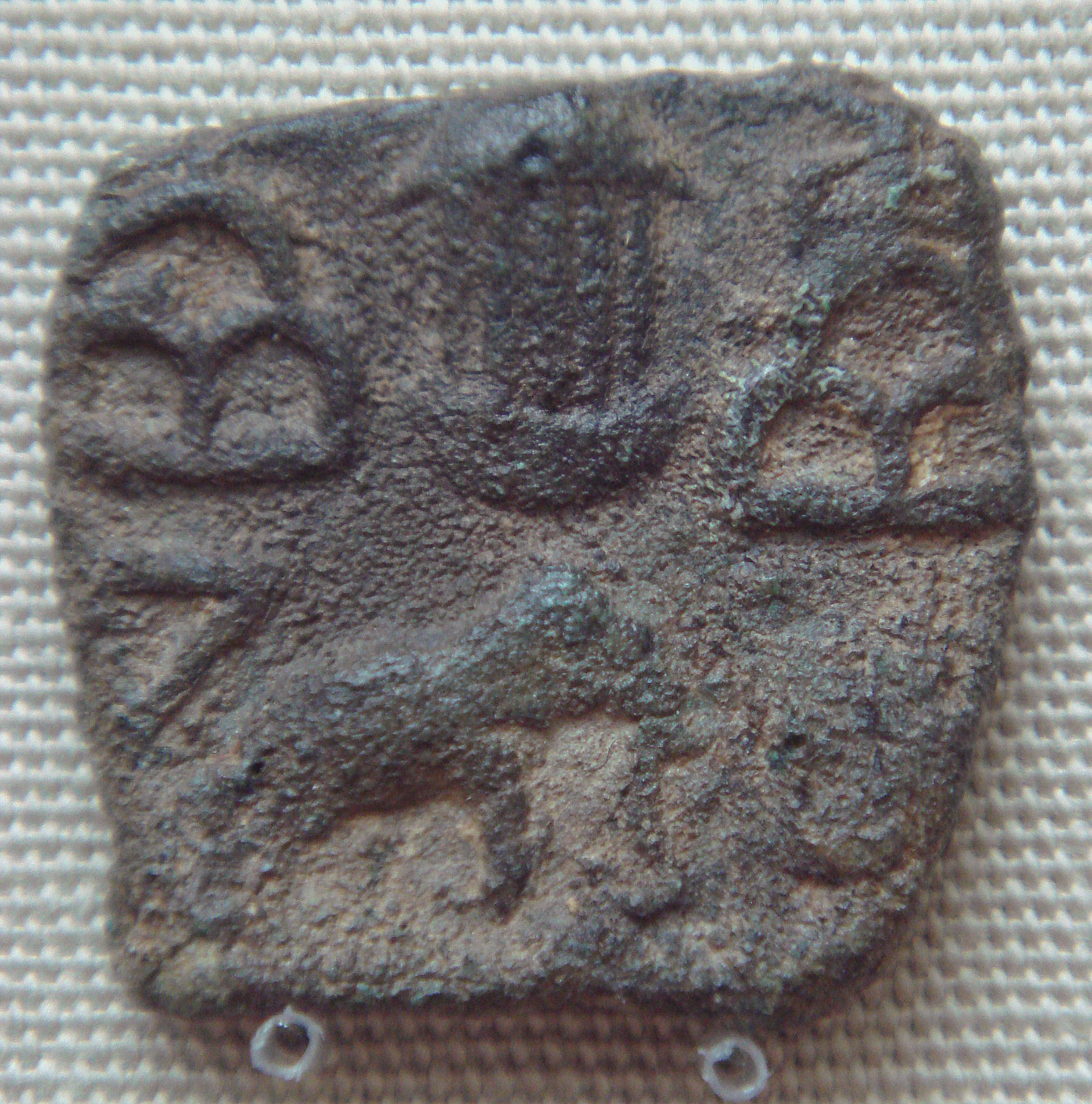
판디안 왕국 동전, 언덕 문양과 코끼리 사이에 신전이 묘사됨. 스리랑카, 1세기.

## 남아 있는 유적

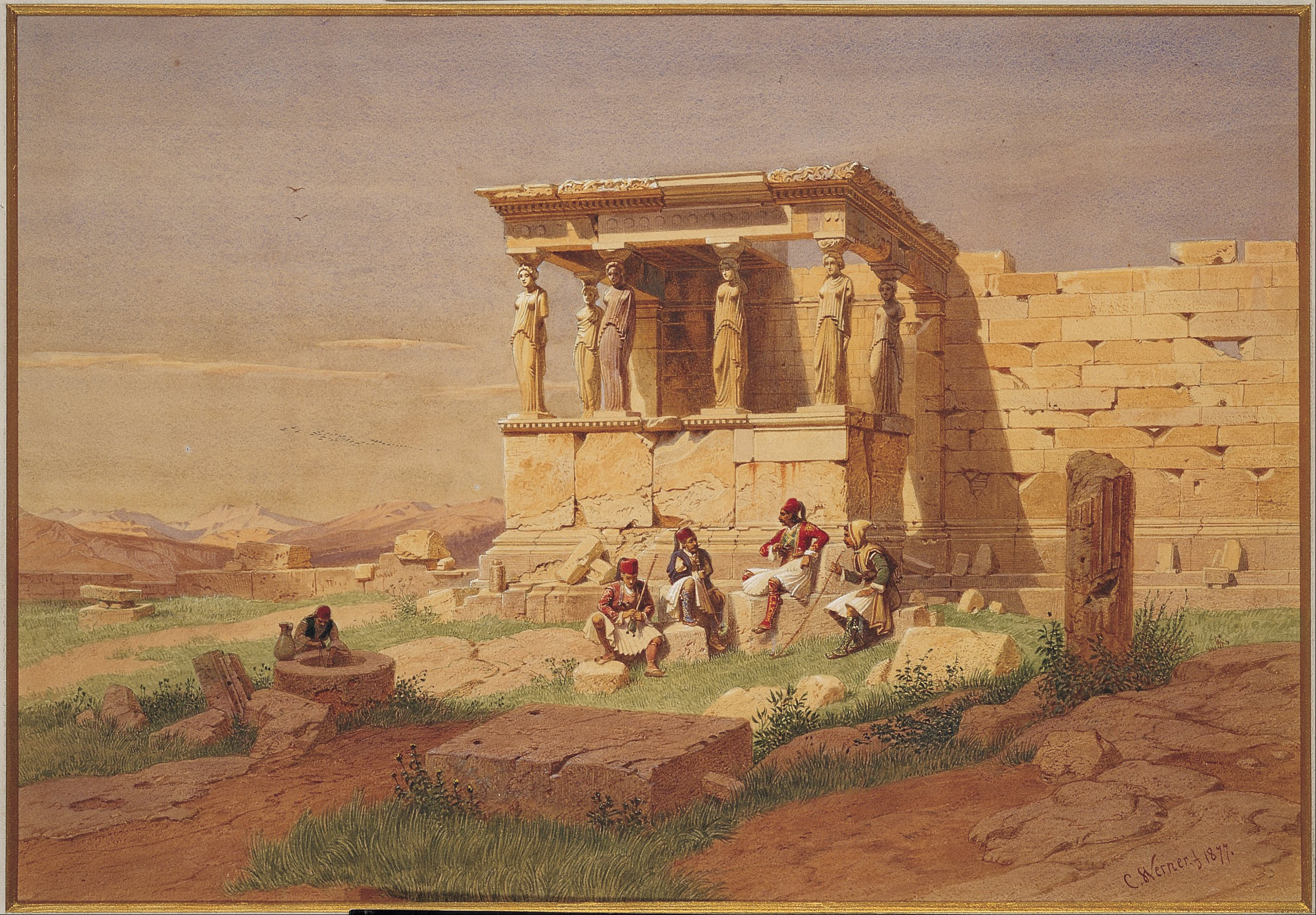
1877년 베르너 카를-프리드리히가 그린 에레크테이온 회화

지붕을 제외하고는 극히 견고하게 지어졌음에도 불구하고, 비교적 적은 수의 그리스 신전만이 매우 중요한 유적을 남겼다. 이들은 종종 교회나 모스크와 같이 다른 용도로 전환된 건물들이다. 기반이 상당히 온전하고 기둥의 둥근 원통형 요소들이 남아 있는 경우가 많다. 이는 후기 건축가들이 재사용하기 어려웠기 때문이다. 다소 논란의 여지가 있는 아나스타일로시스 또는 무너진 재료를 재건하는 방식이 때때로 사용되었다. 직사각형 벽돌은 보통 재사용을 위해 옮겨졌으며, 일부 건물은 블록을 연결하는 청동 핀을 얻기 위해 파괴되거나 약화되기도 했다. 대리석 조각은 종종 모르타르용 석회를 만들기 위해 제거되었고, 살아남은 조각은 보통 박물관으로 옮겨졌으며, 항상 현지 박물관은 아니었다.
가장 완벽하게 남아 있는 유적은 아테네와 남부 이탈리아에 집중되어 있다. 몇몇은 위에서 양식별로 더 자세히 설명되어 있다. 아테네에는 파르테논 신전과 그보다 더 잘 보존된 도리스 양식의 헤파이스토스 신전이 있는데, 둘 다 한때 교회였다. 또한 아크로폴리스에는 두 개의 작은 신전과 거대한 코린토스 양식 올림피아 제우스 신전의 모서리 부분이 남아 있다. 바사이의 작은 아폴론 에피쿠리오스 신전은 시골 지역에 위치하여 대부분의 기둥과 주요 아키트레이브 블록이 제자리에 있었으며, 무너진 돌들이 뒤섞여 있었다. 이곳에서 영국 고대 미술 연구자들이 1812년에 바사이 프리즈를 발굴했으며, 이는 곧 대영박물관으로 옮겨졌다.
이탈리아에서는 마그나 그라이키아 (그리스 이탈리아)의 북쪽 경계였던 나폴리 남쪽의 파에스툼에 도시에 남아 있는 대부분의 로마 유적들 사이에 세 개의 초기 도리스 양식 신전이 나란히 있다. 시칠리아의 신전의 계곡에는 아그리젠토 근처에 훨씬 더 큰 규모의 신전군이 있으며, 콩코르디아 신전의 주요 구조는 특히 잘 보존되어 있다. 해안을 따라 셀리눈테는 기원전 250년경 카르타고인들에 의해 파괴되었으며, 다섯 개의 신전 폐허가 흩어져 있는데, 그 중 하나는 원래 재료로 재건되었다. 멀지 않은 곳에 세게스타에는 주 구조가 거의 온전한 단 하나의 도리스 양식 신전이 있다.

## 같이 보기
- 고대 그리스 종교
- 고대 그리스 미술
- 건축 용어
- 그리스 문화
- 그리스 리바이벌 건축
- 고대 그리스 기술
- 고대 건축 기록 목록
- 고대 그리스 신전 목록
- 그리스-로마 지붕 목록
- 그리스 신화의 등장인물 목록
- 로마 신전
- 비트루비우스

## 참고 문헌
영어
- 젠킨스, 이언. 그리스 건축과 그 조각. 케임브리지: 하버드 대학교 출판부, 2006.
- 마틴, 롤랑. 그리스 건축. 뉴욕: 일렉타/리졸리, 1988.
- 마일스, 마거릿 멜라니. 그리스 건축의 동반자. 몰든, MA: 존 와일리 & 선즈, 2016.
- 미칼슨, 존. 고대 그리스 종교. 와일리-블랙웰, 2010.
- 폴리오, 마르쿠스 비트루비우스. "마르쿠스 비트루비우스 폴리오: 건축론, 4권." LacusCurtius • 비트루비우스 건축론 - 4권. 2022년 11월 27일 접속. https://penelope.uchicago.edu/Thayer/E/Roman/Texts/Vitruvius/4*.html.
- 스컬리, 빈센트 조셉. 지구, 신전, 그리고 신들: 그리스 신성 건축. 개정판. 뉴헤이븐: 예일 대학교 출판부, 1979.
- 츠오니스, 알렉산더, 그리고 포이베 기안니세. 고전 그리스 건축: 현대의 건설. 영어판. 파리: 플라마리온, 2004.
- 예룰라노우, 마리나. "도시와 성소의 건축". 그리스 예술 동반자, 타일러 조 스미스와 디미트리스 플란초스 편집, 132–52. 1권. 서머셋: 와일리, 2012.
- 주흐트리겔, 가브리엘 (2023년 4월 20일). 《도리스 신전의 제작: 고졸기 그리스의 건축, 종교 및 사회 변화》. 캠브리지 대학교 출판부. ISBN 9781009260107.

외국어
- 비에탁, 만프레드 (편집): 고대 그리스 신전과 고대 이집트. 오스트리아 과학 아카데미, 빈 2001, ISBN 3-7001-2937-8
- 푸흐스, 베르너: 그리스 조각. 히르메르, 뮌헨 1983 (3판), ISBN 3-7774-3460-4
- 그루벤, 고트프리트: 그리스의 신전. 히르메르, 뮌헨 2001 (5판), ISBN 3-7774-8460-1
- 크넬, 하이너: 그리스 건축: 기본 원리. Wiss. Buchges., 다름슈타트 1988, ISBN 3-534-80028-1
- 라우터, 한스: 헬레니즘 건축. Wiss. Buchges., 다름슈타트 1986, ISBN 3-534-09401-8
- 메르텐스, 디터: 파에스툼의 오래된 헤라 신전과 남부 이탈리아의 고대 건축. 1993.
- 뮐러-비너, 볼프강: 고대 그리스 건축. C. H. Beck, 뮌헨 1988, ISBN 3-406-32993-4
- 셴크, 랄프: 아우구스투스 원수정 말기까지의 코린토스 신전. 국제 고고학 45권, 1997, ISBN 978-3-89646-317-3